# XVIIIe siècle en Lorraine

Cette page est une liste d'événements qui se sont produits au dix-huitième siècle en Lorraine (jusqu'à la Révolution).

## Éléments de contexte

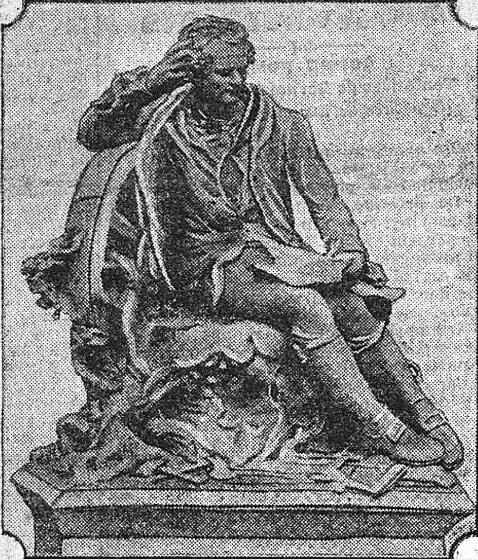
Nicolas-Joseph Cugnot, monument à Void (Lorraine) en 1912 (dû au Meusien Fosse, sur fonds anglais)

- Savants célèbres nés en Lorraine au cours du siècle : Cugnot, Varynge, Messier, La Flize, Antoine Bagard, Pilâtre de Rozier...
- Entre 1720 et 1792, des Lorrains émigrent au Nouveau Monde, dans ce qui est alors la Nouvelle-France. Ils fondent des bourgs et des villages qu'ils baptisent « Lorraine », « Moselle » ou « Metz (Californie), Metz (Michigan), Metz (Indiana), Metz (Missouri), Metz (Virginie-Occidentale) », toponymes que l'on retrouve aujourd'hui en Californie, dans le Kansas, le Missouri ou l'Indiana[1].
- Au début de ce siècle, la réforme de l'ordre des Prémontrés, dite aussi Réforme de Lorraine, initiée par l'abbé Servais de Lairuelz se propage en France.

## Événements

### Années 1700

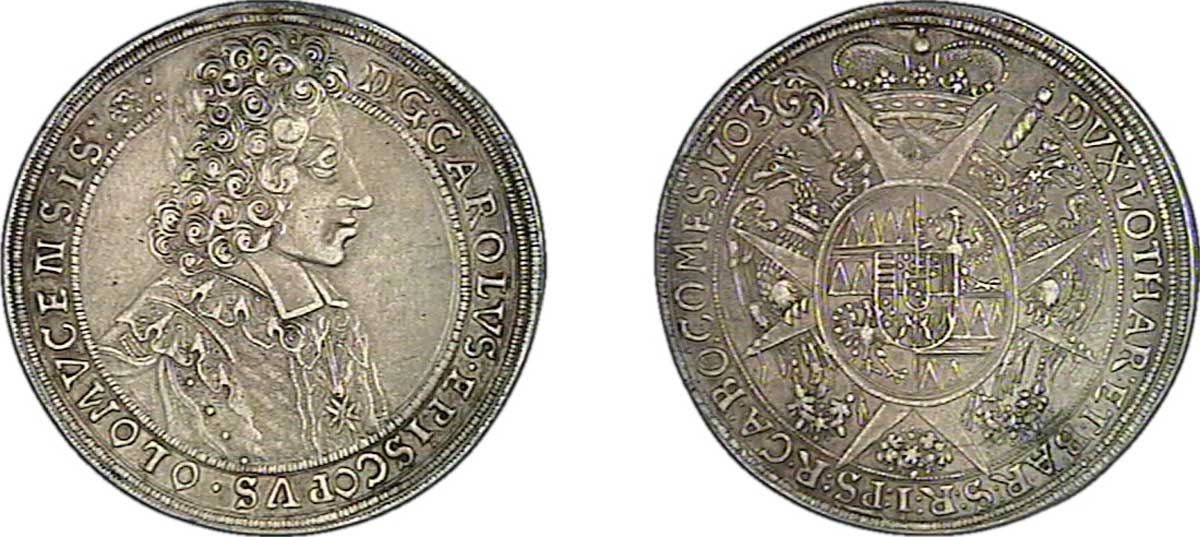
Thaler de l'Évêché d'Olmutz à l'effigie de Charles III Joseph de Lorraine, 1703

#### 1701
- 25 octobre : à Condé-Sainte-Libiaire (Seine-et-Marne), Bossuet préside une procession organisée pour célébrer la reconnaissance des reliques de Sainte Libaire envoyées de Toul et prononce le panégyrique de la sainte.

#### 1702

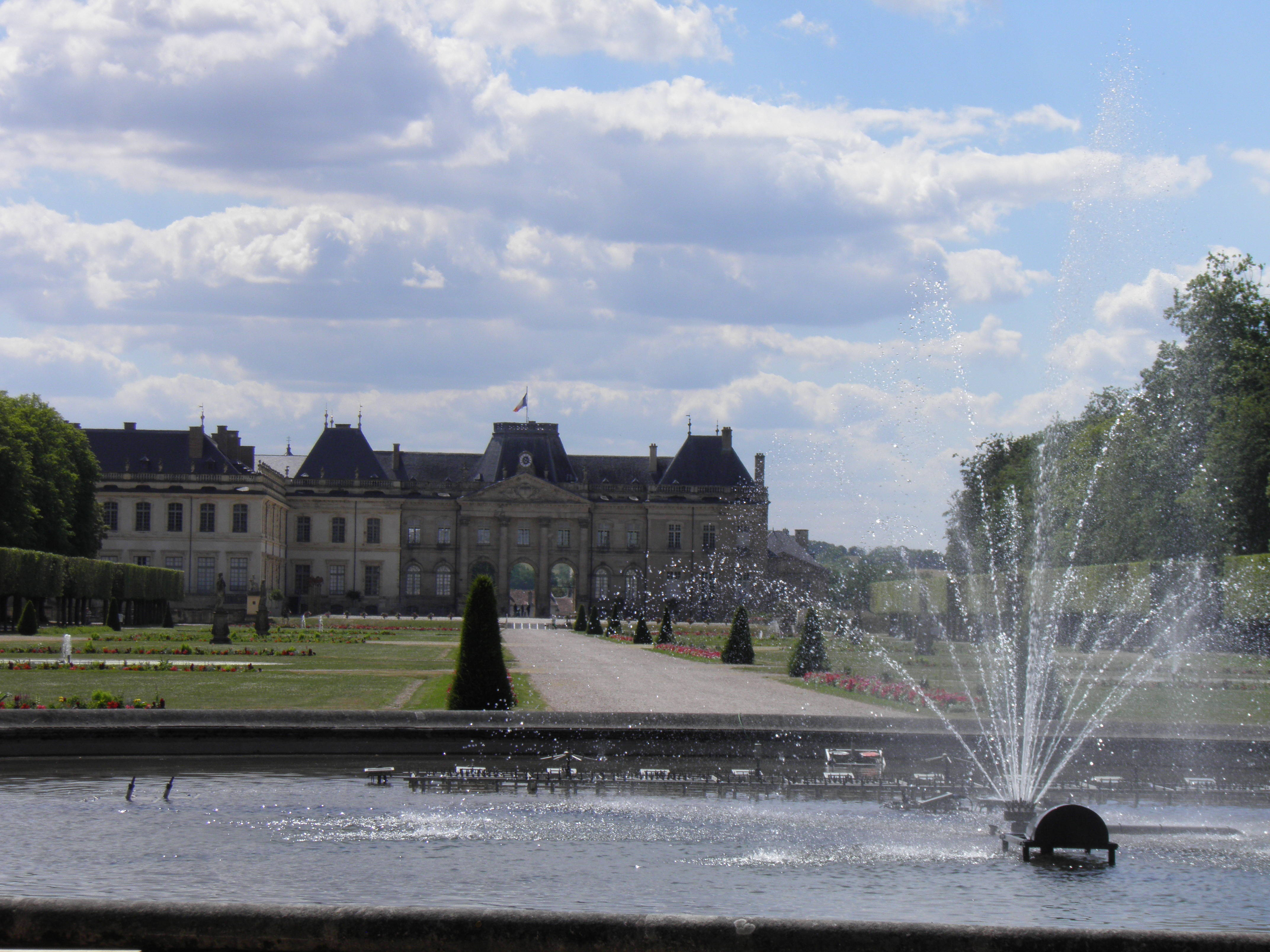
Château de Lunéville (état actuel)

- Le duc Léopold Ier de Lorraine, arrivant à Lunéville, choisit de bâtir un palais moderne : c'est le château actuel. Neveu et filleul de l'empereur, il a épousé diplomatiquement une princesse française Élisabeth-Charlotte d'Orléans, nièce du roi Louis XIV. Le mariage donnera le jour à quatorze enfants dont six seulement passeront le cap de l'enfance et quatre atteindront l'âge adulte.
- Au début de la guerre de Succession d'Espagne, Louis XIV, connaissant l'austrophilie de son neveu par alliance Léopold Ier, dont l'un des frères est généralissime des armées impériales et un autre archevêque d'Olmütz, fait de nouveau occuper les duchés et la ville de Nancy tout à fait illégalement, mais cette fois-ci sans violences. Léopold et sa cour se retire définitivement à Lunéville. Un projet d'échange de la Lorraine et du Barrois (qui seraient annexés par France) contre le duché de Milan (possession impériale qui serait donnée à Léopold) est évoqué, ne prend pas forme mais choque les sujets du duc.
- Installation des Haras de Sarralbe.

#### 1703
- Publication du Code Léopold qui définit unilatéralement les relations du gouvernement avec le clergé. Ce texte fait très mauvaise impression à Rome et les relations entre le pape et le duc se tendent. Quand Léopold veut donner à sa fille aînée l'illustrissime abbaye de Remiremont, le pape s'y oppose.
- Début de la construction de la cathédrale Notre-Dame-de-l’Annonciation de Nancy. Elle possède également le statut d'église primatiale et de basilique mineure[2].

#### 1704
- Jean-Martin Wendel, seigneur de Longlaville, en achetant les forges et la seigneurie de Hayange en Lorraine, fonde la dynastie industrielle de Wendel.

#### 1705

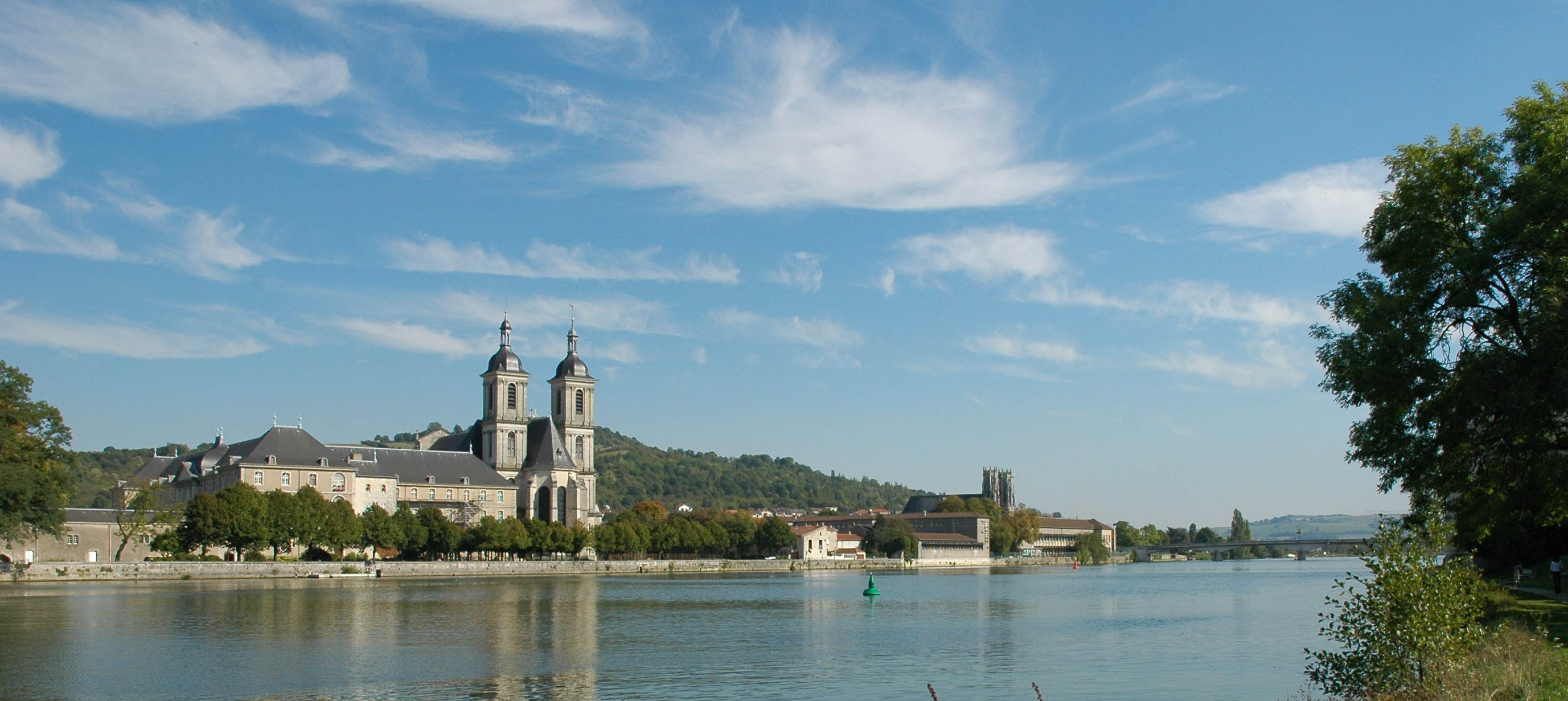
Abbaye des Prémontrés depuis la rive opposée de la Moselle

- Le prince Joseph de Lorraine, frère cadet du duc, général dans l'armée impériale, meurt des suites d'une blessure à la Bataille de Cassano à l'âge de 19 ans.
- Début des travaux de l'Abbaye des Prémontrés de Pont-à-Mousson, sous le règne de Léopold Ier.

#### 1706
- Léopold Ier s'éprend d'Anne-Marguerite de Ligniville qu'il marie au marquis de Beauvau-Craon afin de détourner les soupçons. La duchesse, sur les conseils de sa mère, la duchesse-douairière d'Orléans, reste digne.

#### 1708

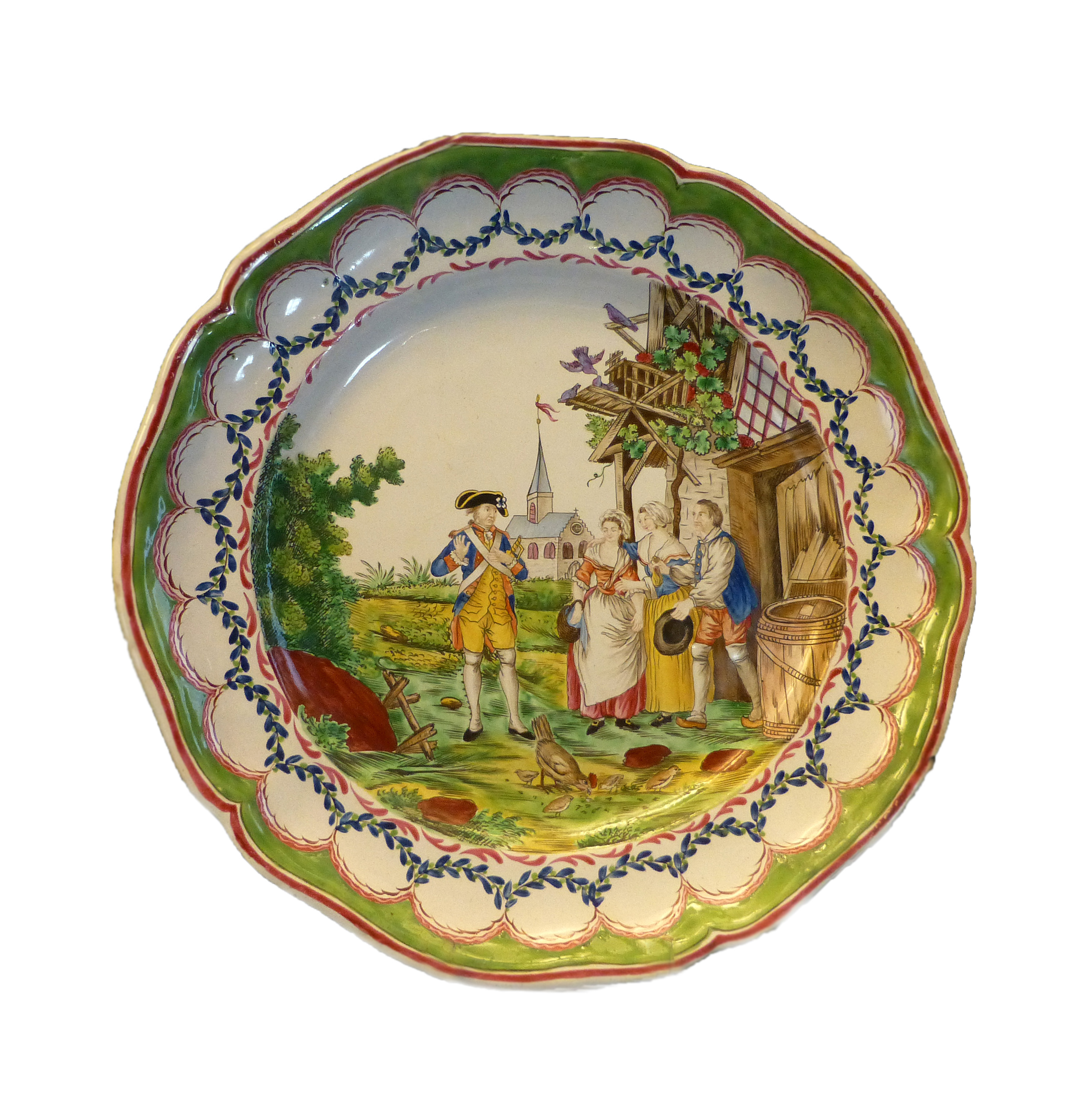
Faïence de l'Argonne

- Début d'activité des faïenceries de l'Argonne, qui perdureront jusqu'en 1880. Elles étaient idéalement situées dans la forêt d'Argonne qui leur procurait toutes les ressources dont elles avaient besoin : le bois, l'eau et la terre.

### Années 1710

#### 1710
- Le ban d’Anould comprend, outre le territoire de la commune actuelle, le finage de Sainte-Marguerite et fait partie du bailliage et de la prévôté de Saint-Dié.

#### 1711

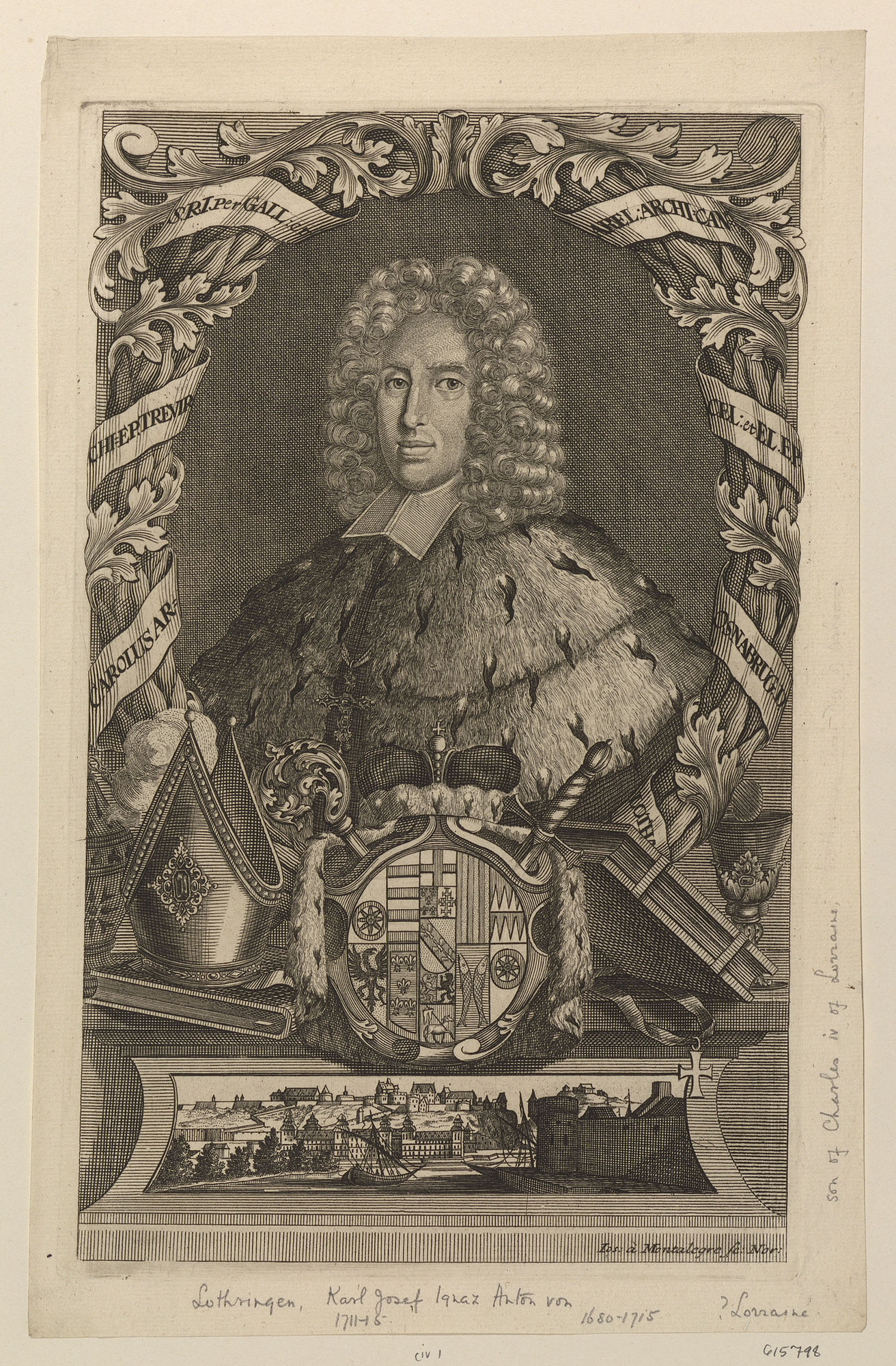
Charles-Joseph de Lorraine

- Boffrand dirige la construction du château d'Haroué[3]. Le château compte 365 fenêtres, 52 cheminées, 12 tours et 4 ponts[4].
- 6 janvier : Charles-Joseph de Lorraine, frère cadet du duc, devient archevêque-électeur de Trêves.
- Mai : L'épidémie de variole qui s'étend sur l'Europe emporte l'empereur et le Dauphin mais aussi trois des enfants ducaux, la princesse Elisabeth-Charlotte, abbesse de Remiremont, âgée de 11 ans, la princesse Marie-Gabrielle, 9 ans et le prince héritier Louis âgé de 7 ans.
- Française mais lointaine parente du duc puisque membre de la Maison de Lorraine, Béatrice Hyéronyme de Lorraine-Lillebonne, fille de François-Marie de Lorraine-Guise (1624-1694), prince de Lillebonne, duc de Joyeuse, est élue abbesse de Remiremont.

#### 1715
- Mort à 35 ans de Charles-Joseph de Lorraine, frère cadet du duc archevêque et électeur de Trêves.
- Mort à 26 ans de François de Lorraine, dernier frère vivant du duc, abbé de Malmedy et de Stavelot
- L'avènement sur le trône de France du jeune Louis XV détend les relations franco-lorraines : le régent Philippe d'Orléans (1674-1723) est le propre frère de la duchesse.

#### 1716
- Les bâtiments de Maréville (à Laxou), qui menaçaient ruines, sont convertis par le duc Léopold en maison de correction : la Renfermerie.

#### 1719
- Lors d'une sécheresse persistante, la ville de Neufchâteau décide de s'en remettre à saint Élophe et sainte Libaire. Leurs châsses portées en procession depuis les villages de Soulosse et de Grand attirent 20 000 personnes venues de cent paroisses[5].
- La foire de Nancy s'étend de la place Saint-Epvre à la place de la Carrière par décision de Léopold Ier.
- 3 janvier : un incendie détruit une partie de l'aile droite du château de Lunéville. C'est le premier des huit incendies subis par le château[6].

### Années 1720

#### 1720
- Bayon est érigé en marquisat en faveur de Marie Isabelle de Ludres.
- Début de la construction du Château d'Haroué.

#### 1721

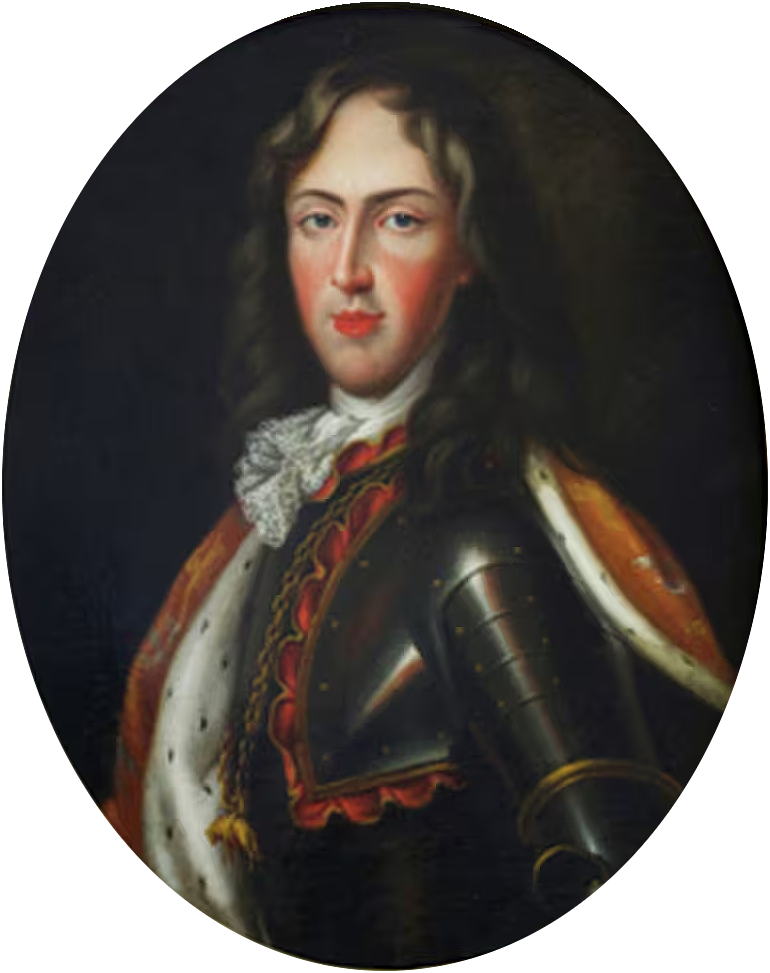
Léopold 1er de Lorraine

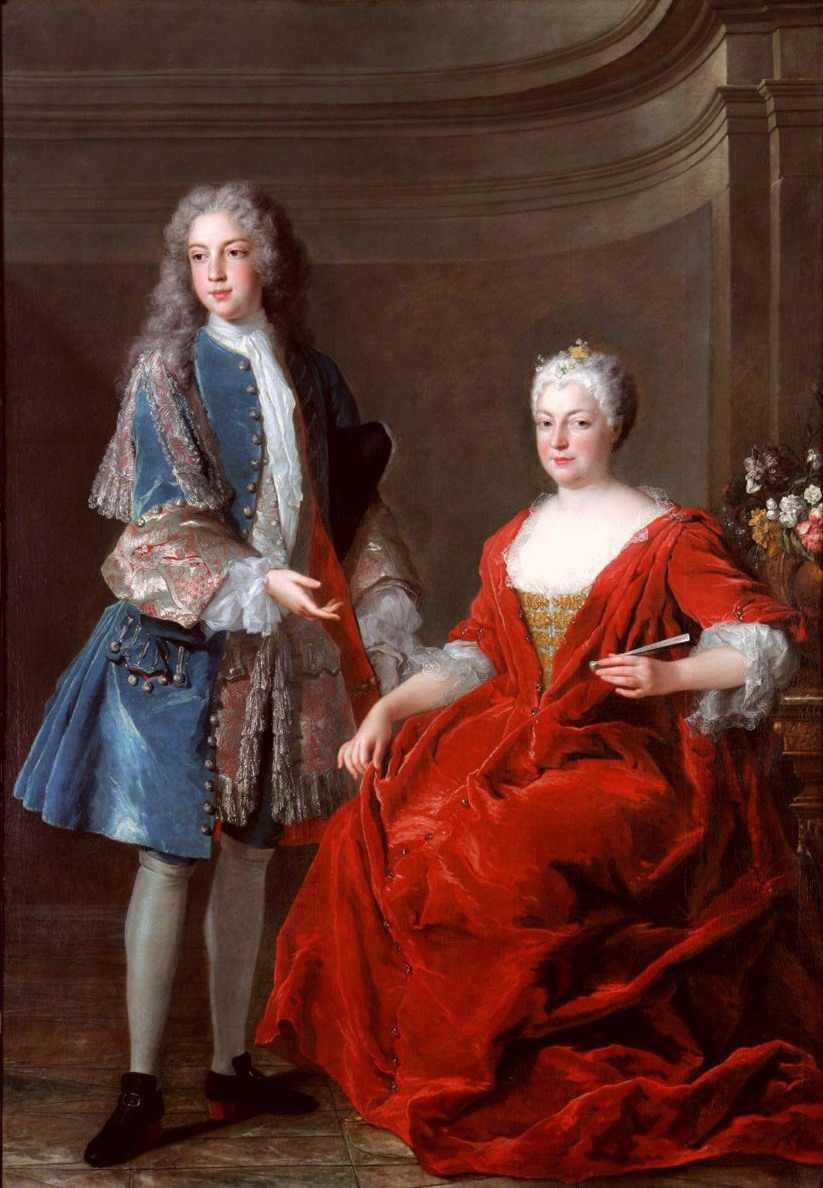
La duchesse et un de ses fils (1723)

- Léopold Ier décide d'envoyer son fils aîné Léopold-Clément terminer son éducation à Vienne dans l'espoir qu'il y épouse la fille et héritière de l'Empereur, l'archiduchesse Marie-Thérèse.
- Le duc Léopold ordonne aux familles juives dont l'établissement en Lorraine ne remonte pas à 40 ans de s'en éloigner.
- Pour dégager ses sujets de l'influence spirituelle des prélats français dont ils dépendent (Metz, Verdun et Toul), le duc songe à fonder un évêché purement lorrain. Le pape est d'accord mais le régent de France s'y oppose. Léopold se rapproche alors de l'empereur.
- Le duc de Lorraine rédige un édit destiné à « prévenir la communication de maladies contagieuses », ce texte prévoyait une limitation des déplacements de personnes et de marchandises, en particulier en provenance de Provence ou une épidémie de peste a fait de nombreux morts dès 1720.

#### 1722
- 25 octobre : couronnement à Reims du roi de France Louis XV, âgé de 12 ans, en présence de la famille ducale. Les princes lorrains sont remarqués pour leurs bonnes manières et leur beauté.

#### 1723
- Scipion-Jérôme Bégon devient évêque de Toul, fonction qu'il occupe jusqu'en 1753.

#### 1725
- Les relations entre les cours de Versailles et de Lunéville sont de nouveau glaciales. Cherchant une épouse pour Louis XV, le duc de Bourbon, premier ministre depuis la mort du Régent, à l'issue d'intrigues courtisanes et contre tout sens politique et dynastique, préfère marier le roi de France à une obscure princesse polonaise (Marie Leszczyńska) plutôt qu'à la fille de Léopold, Elisabeth-Thérèse.

#### 1726
- La ville de Nancy confie à Jean Lamour, la charge de serrurier de la Ville, aux gages de 10 francs barrois par an.

#### 1727
- 18 octobre à Metz : Naissance de Jacques Henry François Lefebvre de Ladonchamps, mort le 8 juin 1815 à Metz. Il sera un général de brigade de la Révolution française, chevalier de Saint-Louis[7].

#### 1729
- 27 mars : mort de Léopold Ier, duc de Lorraine et de Bar. En mars, le duc Léopold contracte une fièvre en se promenant au château que Craon était en train de construire à Ménil, près de Lunéville. Il meurt quelques jours plus tard, âgé de 49 ans. En l'absence de son fils, la duchesse se fait octroyer la régence.
- François III de Lorraine, à 20 ans, succède à son père et doit rejoindre sa patrie qu'il a quittée à quinze ans. Quittant la cour impériale pour une plus modeste cour, il rentre à Lunéville mais, affichant une certaine froideur, il devient vite impopulaire.

### Années 1730

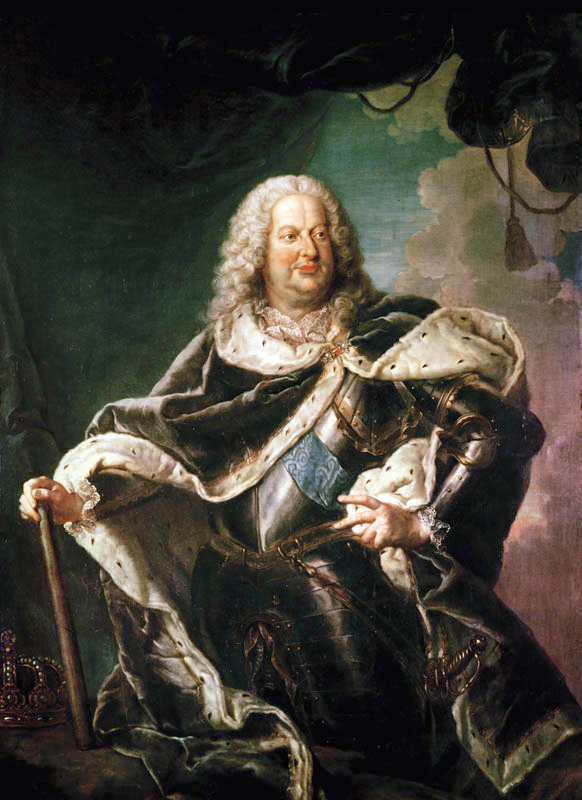
Stanisław Leszczyński par Girardet

#### 1732
- La duchesse douairière de Lorraine, Élisabeth-Charlotte d'Orléans, promulgue, à leur demande, une charte visant à protéger les « luthiers et faiseurs de violons » de Mirecourt et de Mattaincourt.

#### 1733
- 18 juin : La Manufacture royale de Bains-les-Bains, ferblanterie, est fondée par lettre patente[8] par autorisation de la duchesse Élisabeth-Charlotte, régente du duché de 1729 à 1737, au bénéfice de Georges Puton, Jean-François et Claude Coster et Jean-Baptiste Villiez.

#### 1735
- L'Autriche et la France établissent une convention en vertu de laquelle François renonce à la Lorraine en échange de la Toscane, tandis que la France accepte alors la Pragmatique Sanction.
- Fin des travaux de l'Abbaye des Prémontrés de Pont-à-Mousson.
- 10 juin, Remiremont : tremblement de terre vers les huit heures du soir[9].

#### 1736
- 12 février : Le duc François III épouse à Vienne sa cousine l'archiduchesse Marie-Thérèse d'Autriche (1717-1780), fille aînée de l'empereur Charles VI. Le couple aura seize enfants et fondera la Maison de Lorraine d'Autriche dite aussi Maison de Habsbourg-Lorraine.
- 3 décembre : Naissance à Toul de Jean Colombier, mort à Paris le 4 août 1789, médecin militaire français, chirurgien et hygiéniste.

#### 1737

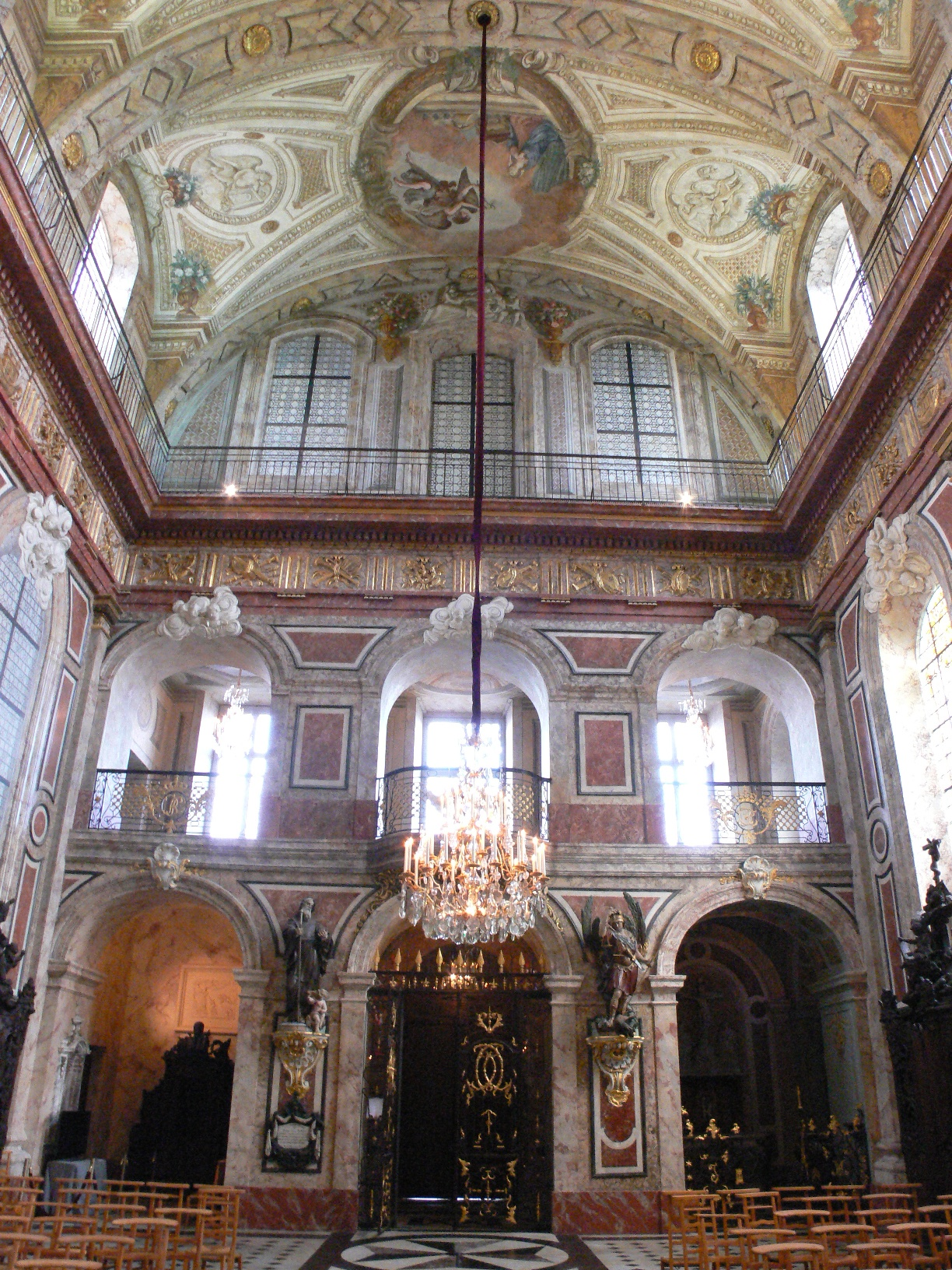
Notre-Dame de Bonsecours

- Création de la généralité de Nancy, circonscription administrative de la Lorraine, son ressort concernant la Lorraine et le Barrois. Elle se composait de 36 bailliages, 29 subdélégations, soit 15 subdélégations correspondant à leurs bailliages.
- Stanislas Leszczynski reçoit les duchés de Lorraine et de Bar à condition qu'à sa mort, ils reviennent à la couronne de France. Les duchés sont en réalité administrés par un chancelier désigné par la France, La Galaizière.
- Début de la construction de l'Église Notre-Dame-de-Bonsecours de Nancy.

#### 1738
- Traité de Vienne qui ratifie l'état de fait de 1737.
- Emmanuel Héré, sous le règne de Stanislas, est nommé premier architecte de sa Majesté.
- 10 mai : Anne-Charlotte de Lorraine, la quatorzième enfant du duc Léopold Ier, et la sœur de l'abbesse Elisabeth-Charlotte qui mourut avant sa naissance, est élue abbesse de Remiremont.

### Années 1740

#### 1741

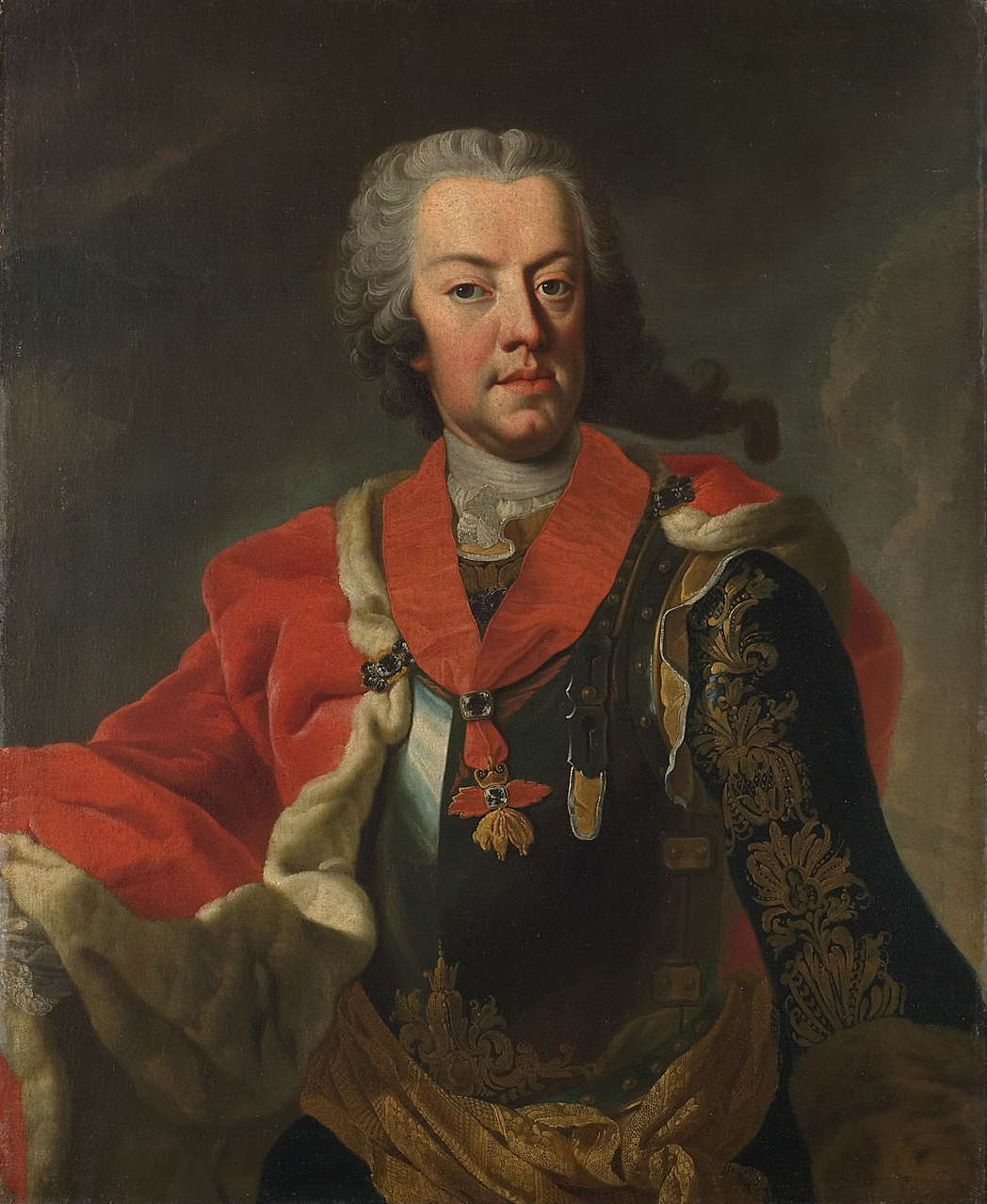
Charles-Alexandre de Lorraine

- 12 avril : le prince Charles-Alexandre de Lorraine est désigné par sa belle-sœur gouverneur des Pays-Bas Autrichiens.

#### 1742
- Construction sur ordre de Stanislas Leszczynski par Emmanuel Héré de la Ménagerie du Duc Ossolinski, appelée L'Oasis à partir de 1861. C'est le nom donné à un pavillon de Lunéville construit pour le duc Ossolinski. Elle est occupée par le duc Ossolinski et son épouse Catherine Jablonovska jusqu'en 1756[10].
- De 1742 à 1774, la foire de Nancy déménage place de la Cathédrale.

#### 1744
- Le prince Charles-Alexandre de Lorraine conquiert l'Alsace et entre en Lorraine. Stanislas se réfugie à Metz.
- Août : En route pour le front d'Alsace , le roi Louis XV de France tombe malade à Metz.
- 23 décembre : Mort d' Élisabeth-Charlotte d'Orléans, duchesse douairière de Lorraine et de Bar, princesse souveraine de Commercy. La principauté est réunie au Barrois. La princesse Anne-Charlotte de Lorraine quitte Commercy pour Vienne. Le chancelier La Galaizière interdit toute manifestation de deuil.

#### 1745
- 4 octobre : l'ex-duc François III, élu le 13 septembre, est couronné à Francfort-sur-le-Main empereur romain sous le nom de François Ier du Saint-Empire.

#### 1749
- Maréville et la rente d'Anne Fériet sont cédés aux frères des Écoles chrétiennes, à la condition qu'ils remettent l'institution en l'état et qu'ils s'engagent à interner, contre paiement d'une pension, tous les sujets que le duc leur adressera par lettre de cachet.

### Années 1750

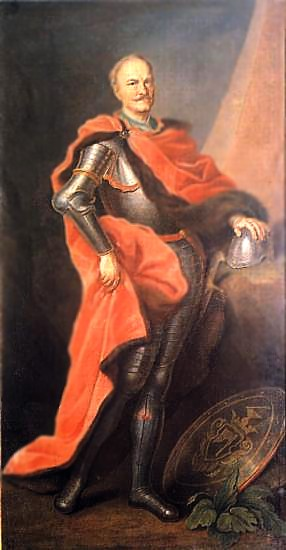
François Maximilien Ossoliński

#### 1750

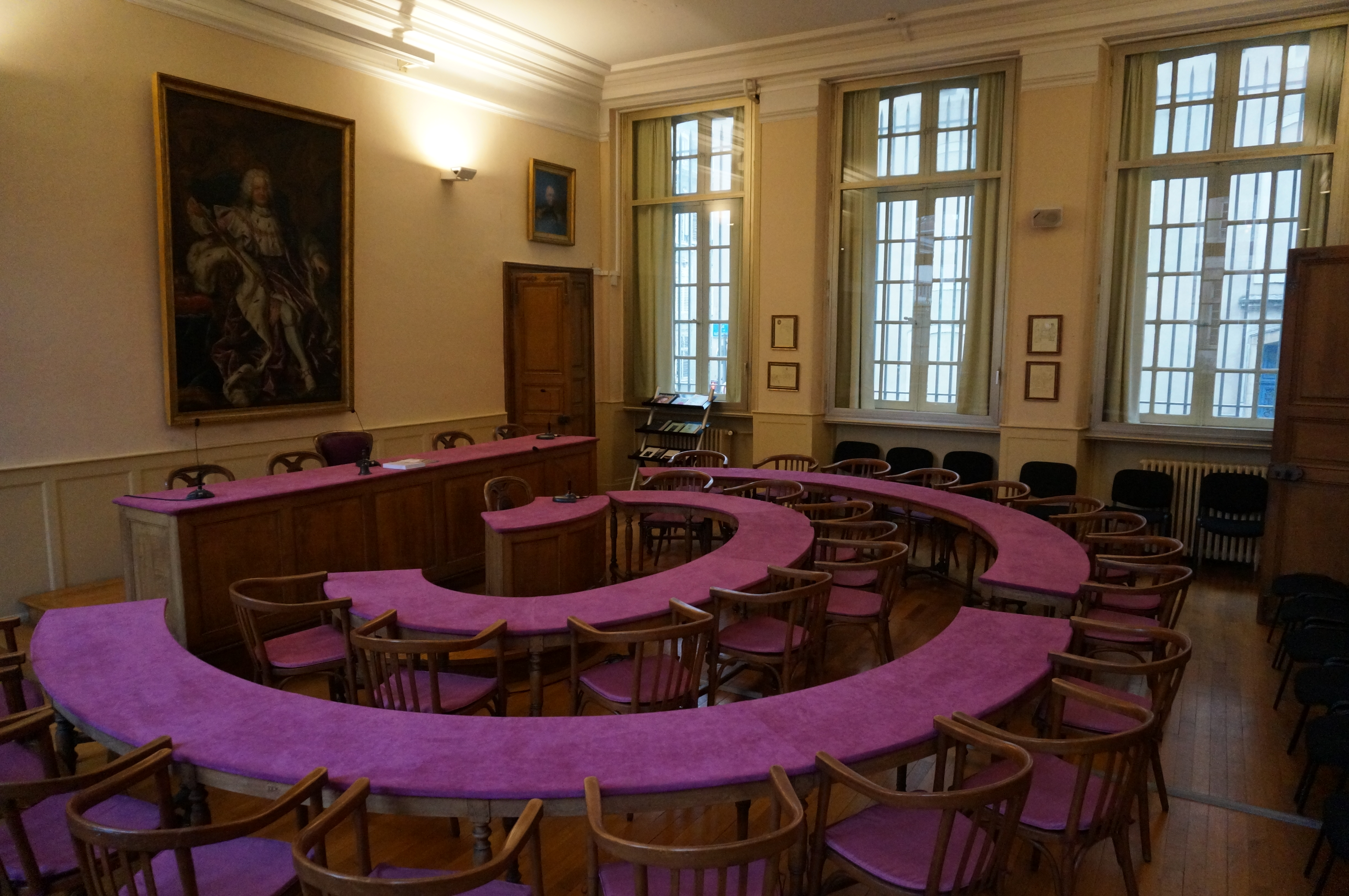
La salle des séances.

- Création de la Loge maçonnique « Saint Jean de Mirecourt ». C'est une les plus anciennes de France (elle a inauguré son temple le 23 mars 2014[11],[12]).
- Découverte de la source de Contrexéville par le docteur Bagard, premier médecin du roi Louis XV.
- 28 décembre : l'Académie de Stanislas est une société savante fondée à Nancy par le roi de Pologne, duc de Lorraine et de Bar, Stanislas Leszczynski, sous le nom de Société Royale des Sciences et Belles-Lettres de Nancy[13].

#### 1751
- Le ban d’Anould est composé d’Anould, La Hardalle, Develine, Les Granges, Chalgoutte, Les Gouttes, Braconcel, Sainte-Marguerite, Le Paire, Gerhaudel, Le Souche, Vachères et Le Vic en partie.
- Le duché de Lorraine acquiert Badonviller et l'ouest du territoire de la principauté de Salm, tandis que l'essentiel de l'ancien comté était attribué en pleine propriété aux princes de Salm-Salm, dont le bourg de Senones qui devient capitale de la principauté et la résidence des princes.
- Stanislas convoque à Lunéville Nicolas Durival, lieutenant de police de Nancy, pour lui annoncer son projet de construire une nouvelle place. Le projet de Stanislas est de rassembler les services administratifs de la cité, ainsi que des lieux de divertissements[14], au croisement de deux axes majeurs[15].
- 1751 à 1755 : construction de la Place Stanislas à Nancy sous la direction de l'architecte Emmanuel Héré.
- Louis-Élisabeth de La Vergne de Tressan devient le second président de l'Académie de Stanislas.
- Édit de juin 1751[16] par lequel le duc Stanislas Leszczynski modifie de manière importante l'organisation administrative des duchés de Lorraine et de Bar.

#### 1752
- 18 mars : François Maximilien Ossolinski pose officiellement la première pierre du premier édifice de la Place Stanislas, le pavillon Jacquet.

#### 1754
- Anould fait toujours partie du bailliage et de la prévôté de Saint-Dié, mais est régi par les lois et les coutumes de Lorraine.
- Inauguration du bâtiment de la Bourse des Marchands, place de la Carrière à Nancy.

#### 1755

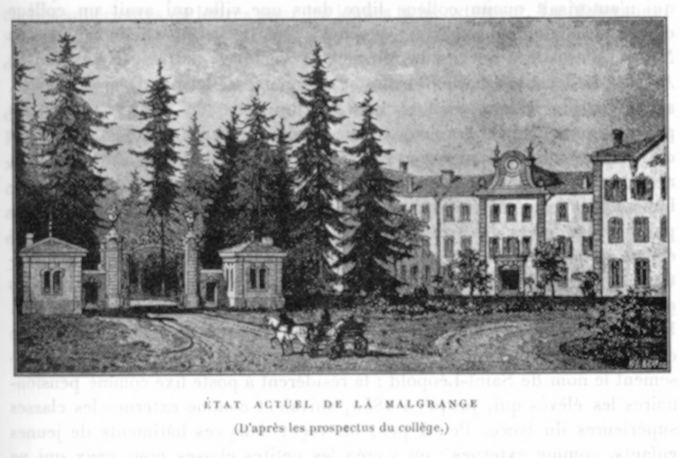
Château de la Malgrange

- 22 novembre : Stanislas Leszczynski quitte Lunéville et s'installe au château de la Malgrange.
- 25 novembre : Stanislas Leszczynski assiste à une messe à la Primatiale de Nancy en présence des corps constitués
- 26 novembre : inauguration solennelle de la place Royale. Nancy est envahi par une foule de Lorrains et d'étrangers venus assister à l'événement[17].

#### 1756
- Le chancelier Chaumont de La Glaisière décide la création d'une route prenant à Flavigny sur celle de Nancy-Mirecourt, pour rencontrer celle de Bayon-Charmes[18].
- Le monument initial de François Maximilien Ossolinski est placé dans l'église Notre-Dame de Bonsecours.
- Louis-Marie Fouquet de Belle-Isle est nommé gouverneur de Metz et du pays Messin à l'âge de 24 ans.
- Après deux ans de travaux à Nancy, l'Arc Héré est achevé[19].

#### 1757

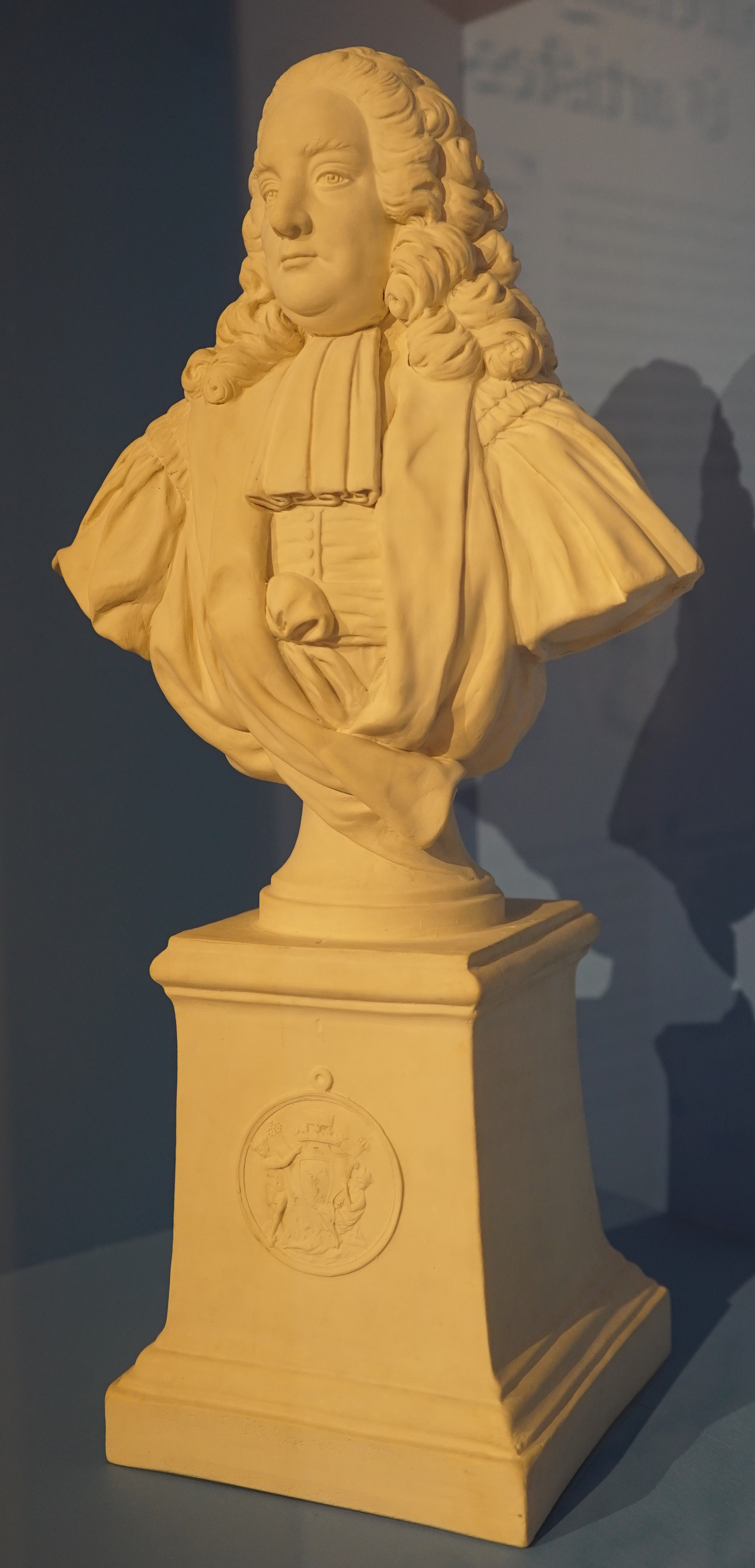
Antoine-Martin Chaumont de la Galazière

- Bayon devient la propriété de Chaumont de la Galaizière.
- Avril : création de l'Académie nationale de Metz Société royale, ou Société d’étude, des sciences et des arts de la ville de Metz[20].

#### 1759
- Stanislas fait don de la place Royale, ainsi que de la place Carrière et de la Pépinière, à la municipalité de Nancy[21].

Carte des trois principales entités politiques composant la Lorraine en 1756
Duché de Bar (Saint-Empire, français en 1766)
Trois-Évêchés (Royaume de France)
Duché de Lorraine (Saint-Empire, français en 1766)

- L'Académie nationale de Metz se donne pour fondateur et protecteur le maréchal-duc de Belle-Isle[22]

### Années 1760

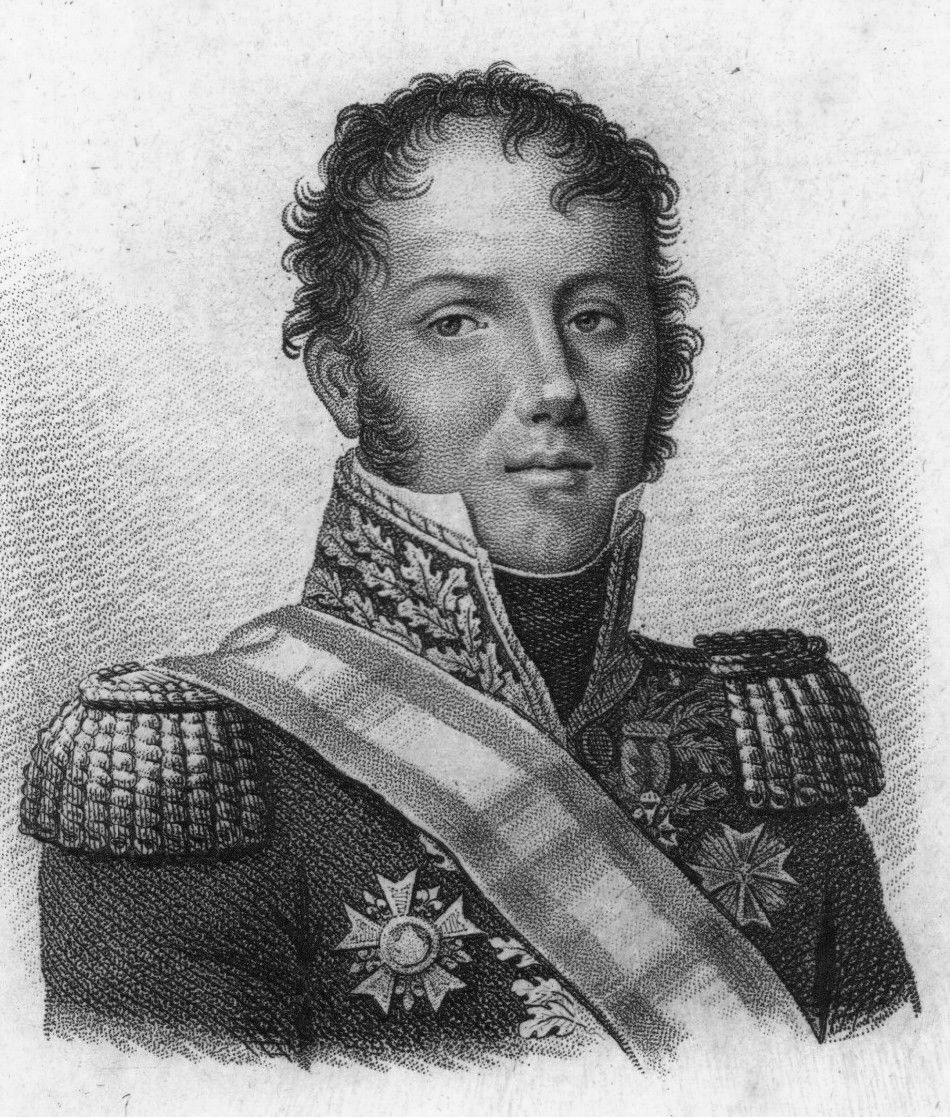
Le général Klein

#### 1760
- Fondation de l'Académie nationale de Metz.
- Découverte de la source de Contrexéville par le docteur Bagard, premier médecin du roi Louis XV[23].

#### 1761
- Construction de la Porte Sainte-Catherine[24] à Nancy.

#### 1762

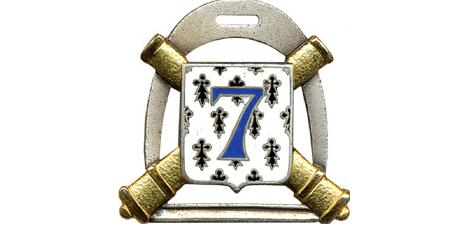
Insigne régimentaire du 7e Régiment d’Artillerie (1er groupe)

- Création à Toul du 7e régiment d'artillerie (7e RA), unité de l'armée française actuellement dissoute. Au cours de ses 237 années d'existence, il aura été engagé aux Pays-Bas, en Belgique, en Allemagne, en Autriche, en Italie, en Espagne, en Pologne, en Russie, en Algérie, en Crimée, en Chine, au Mexique et plus récemment en Bosnie, en Centre-Afrique, en ex-Yougoslavie, en Géorgie, en Côte d'Ivoire et en Polynésie.

#### 1763
- Au titre de la corvée les habitants de Gondreville durent travailler pendant 58 jours pour la réfection de la route de Nancy à Toul.

#### 1764
- Louis XV autorise la création d'une verrerie à Baccarat, à l'instigation de l’évêque de Metz soucieux d'écouler l'importante production locale de bois de chauffage. Un verrier du nom d'Antoine Renaut répond alors à ses sollicitations.

#### 1765
- Établissement d'un haut fourneau à Azerailles pour Jean Closse, exploitant d'une forge située à 1 200 mètres en aval. Il pourvoyait à l'alimentation en fonte de cet établissement à partir de minerai extrait dans les environs. Désaffecté avant 1822, le bâtiment qui l'abritait existait encore en 1876
- Naissance à Mirecourt de Jean-François Aldric (mort en 1840), célèbre luthier.
- 18 août : mort à Innsbruck de l'empereur François Ier.
- Fondation de la Verrerie-cristallerie de Vannes-le-Châtel, par la comtesse de Mazirot de Reims, désireuse de valoriser l'exploitation de bois lui appartenant. Elle s'en sépare dès 1788, au profit de Nicolas Griveau[25].

#### 1766
- 27- 28 février : à la mort de Stanislas, victime d'un accident, Louis XV prend possession de la Lorraine[26]. La Lorraine devient française.
- 5 mars : Antoine-Martin Chaumont de La Galaizière part de Lunéville pour apporter à Louis XV, le 9 mars, les livres et sceaux des duchés[26] il prend ensuite à sa charge l'intendance de la province.
- 13 mai : le chancellier Chaumont de la Glaisière quitte la Lorraine[27].
- Le château de Lunéville échoit au roi Louis XV qui, n'osant le détruire à l'instar d'autres châteaux lorrains de son beau-père, le fit transformer en caserne.
- Formation du grand-gouvernement de Lorraine-et-Barrois, réunion des duchés de Lorraine et de Bar, des trois évêchés de Metz, Toul et Verdun, du Luxembourg français (bailliage de Thionville, prévôté de Montmédy),du duché de Carignan, du pays de la Sarre et du duché de Bouillon.
- Les  Affiches d'Austrasie - feuille hebdomadaire  paraissent du 2 janvier au 18 décembre (n°48)[28].

#### 1767
- Louis XV autorise la construction d'un établissement verrier à Saint-Louis-lès-Bitche, il s'agit de la future Cristallerie de Saint-Louis-les-Bitche[27].
- Mars : il est accordé aux paysans le droit de clore leurs champs[27].

#### 1768

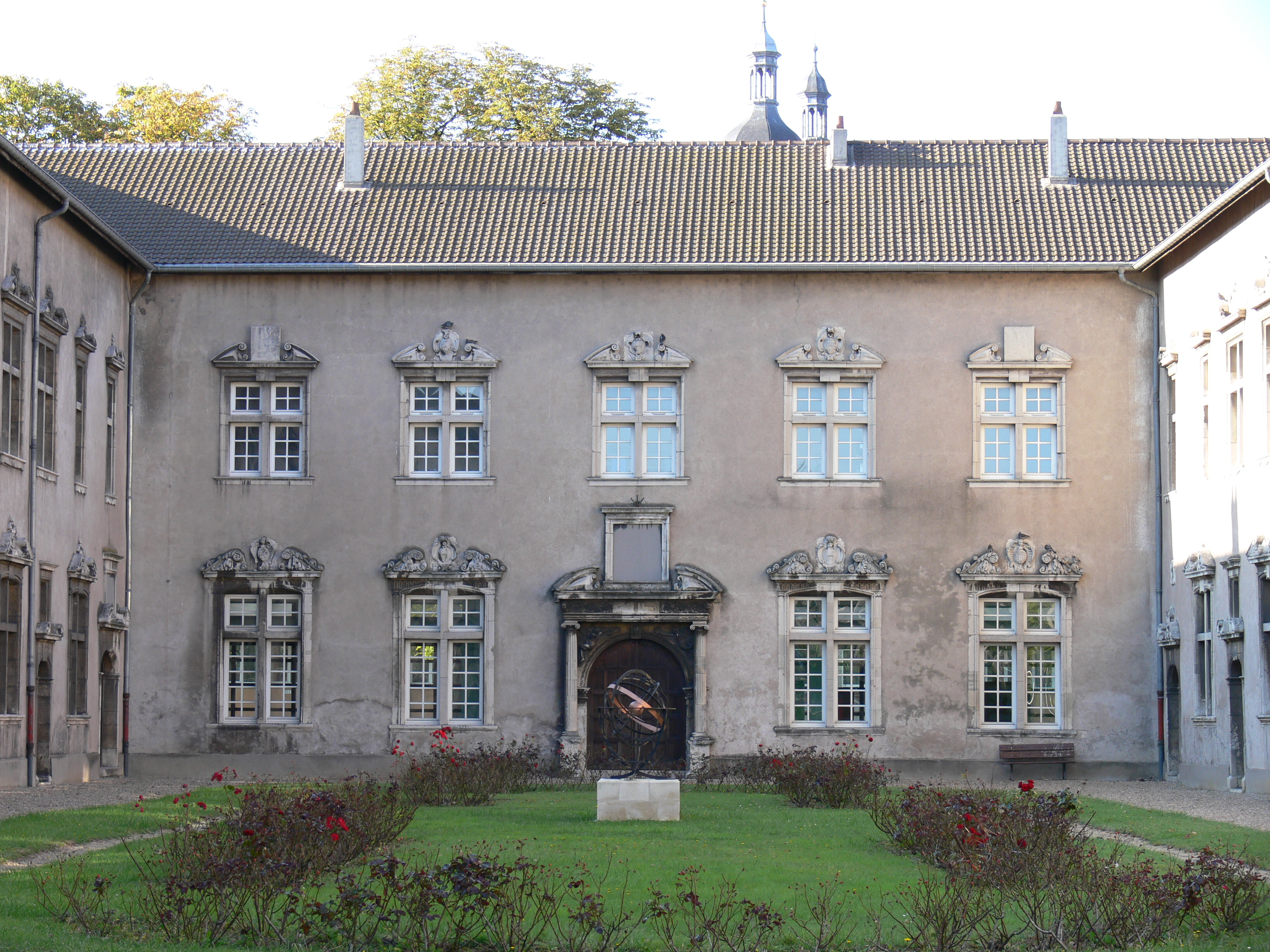
Université-Pont-à-Mousson, façade

- 6 mars : première parution de la publication Amusemens de la semaine à l'usage des gendarmes de Lunéville[29].
- Juillet : les jésuites qui étaient protégés par Stanislas mais interdit en France sont expulsés de Lorraine[27].
- 3 août : Louis XV ordonne le transfert de l'Université de Pont-à-Mousson à Nancy[27],[30].

#### 1769
- Janvier : Gabriel de Jars réalise la première coulée de fonte au coke dans la forge de Wendel à Hayange[27].
- Juin : le partage des biens communaux est autorisé par le parlement de Metz sous conditions[27].
- 30 septembre : première parution de la publication  Affiches des Trois-Évêchés - feuille hebdomadaire  , principalement dédié aux annonces légales[31].

### Années 1770

#### 1770

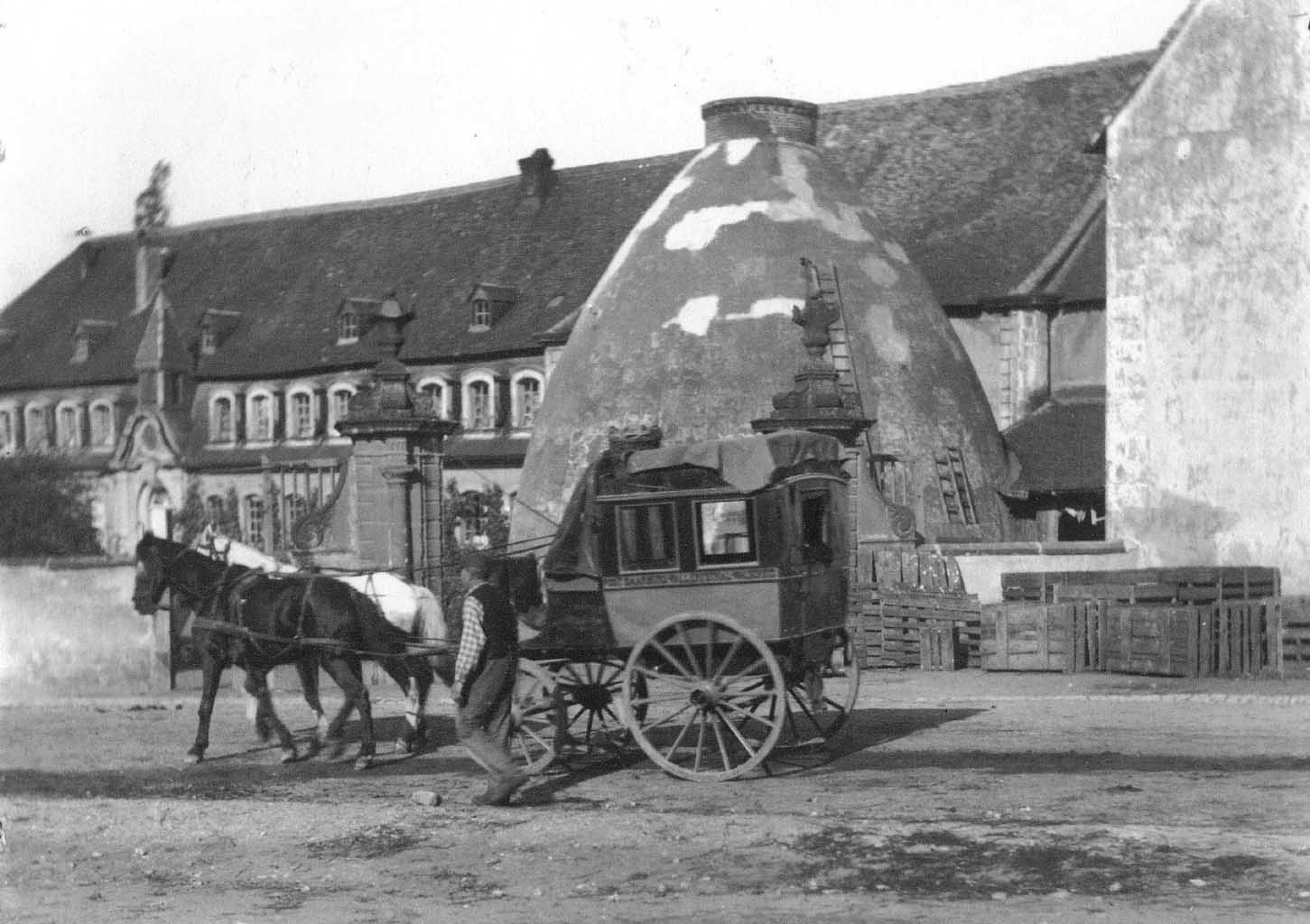
Faïencerie de Niederviller. L’entrée vers 1900

- Adam Philippe de Custine acquiert la seigneurie de Niderviller, y compris donc la faïencerie de Niderviller. Il y poursuit l'œuvre de son prédécesseur, Jean-Louis Beyerlé jusqu'à sa mort.
- 10 mai : sur la route de Vienne à Versailles, l'archiduchesse Marie-Antoinette d'Autriche, dauphine, s'arrête à Nancy[27] et se recueille devant les tombeaux de ses ancêtres en la chapelle des cordeliers.
- Création de la chancellerie de la cour souveraine de Lorraine, région qui était la seule à en être dépourvue jusqu'alors[27].

#### 1771
- L'Abbaye des Prémontrés de Pont-à-Mousson est partiellement détruite par un incendie.
- Naissance à Toul de Pierre Marie de Bicquilley (mort en 1809 à la Bataille de Villafranca del Bierzo), général de brigade français, fils de Charles François de Bicquilley.
- Un vote du 21 octobre 1771 supprime le parlement de Metz et intègre son ressort à la cour souveraine de Nancy[27].

#### 1772
- 2 juillet à Mirecourt de Joseph-Emmanuel Aubry, colonel des armées de la République et de l'Empire, mort au combat le 18 août 1812 à la bataille de Polotsk.
- 7 juillet à Nancy : Jean François Christophe, mort le 8 janvier 1827 à Vaux de Cernay (Yvelines), est un général français de la révolution et de l’Empire.

#### 1773

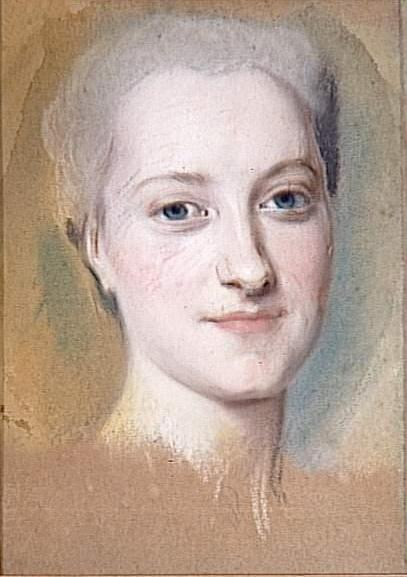
La princesse Marie-Christine de Saxe, par Maurice Quentin de La Tour.

- novembre : Marie-Christine de Saxe, sœur de la Dauphine Marie-Josèphe, elle est la tante du futur Louis XVI de France, Princesse allemande mais apparentée à la Maison royale de France, d'abord coadjutrice de l'abbaye de Remiremont, en est élue abbesse à l'unanimité.

#### 1774
- Création du premier établissement thermal de Contrexéville[23].
- Louis XVI accepte l’édification d’un établissement destiné à la protection des enfants abandonnés en Lorraine : création de l’Hôpital des enfants trouvés de Nancy[32].

#### 1775
- Construction de la chapelle Sainte-Anne de Baccarat, destinée à l'usage du personnel de la verrerie. Érigée en succursale de la paroisse de Deneuvre en 1802 ; actuellement utilisée pour des expositions estivales organisées par la manufacture Baccarat.
- Installation à l’église Notre-Dame-de-Bonsecours de Nancy[33] du mausolée de Stanislas, monument funéraire en mémoire de Stanislas Ier, roi de Pologne et duc de Lorraine et de Bar, réalisé par Louis Claude Vassé et Félix Lecomte après 1768.
- 12 mars : création, par le roi, des diocèses de Nancy et de Saint-Dié[27].
- 8 août : Gilbert du Motier de La Fayette, soldat au régiment des dragons-Noailles de Metz, rencontre le frère du roi d'Angleterre. Lors de cette entrevue il s'enflamme pour la cause des révolutionnaires américains[34].
- 26 septembre : Louis XVI rétabli le parlement messin[34].

#### 1776
- L'université de Pont-à-Mousson est transférée à Nancy.

#### 1777
- Création des évêchés de Nancy et Saint-Dié.
- 21 juillet : institution, par le Pape, de Barthélémy Chaumont de La Glaizière, fils du Chancelier, comme évêque de Saint-Dié[34]
- 19 novembre : institution, par le Pape, de Mgr de Sabran, fils du Chancelier, comme évêque de Nancy[34]

#### 1778
- La Convention du premier juillet trace une nouvelle frontière entre la Lorraine et l'Électorat de Trèves.
- Octobre : Wolfgang Amadeus Mozart séjourne à Nancy à la recherche de mécènes[34].

#### 1779
- La faim consécutive aux mauvaises récoltes conduit à des révoltes dans plusieurs villes de Lorraine, dont Dieuze, Lunéville, Nancy…[34]
- 29 juillet : une tornade de classe EF3, soit des vents estimés entre 220 km/h et 270 km/h, affecte plusieurs dizaines d'habitations et l'église à Froville[35].

### Années 1780

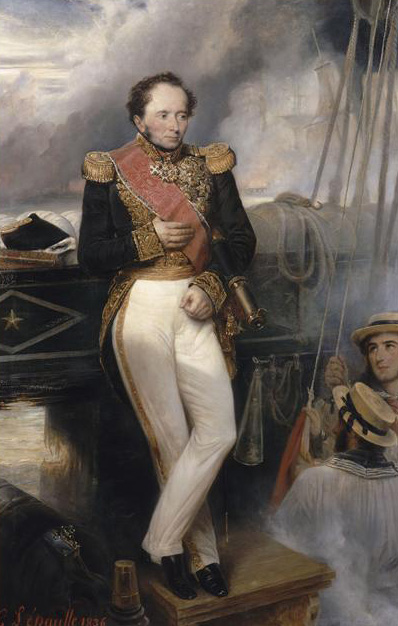
Henri de Rigny

#### 1781
- (Ou peut-être en 1782) La réalisation du cristal est maîtrisée par la Verrerie Royale de Saint-Louis[34]., un siècle après son invention en 1676 par George Ravenscroft.

#### 1782
- Naissance à Toul de Henri de Rigny (mort en 1835), amiral et homme politique français.

#### 1783

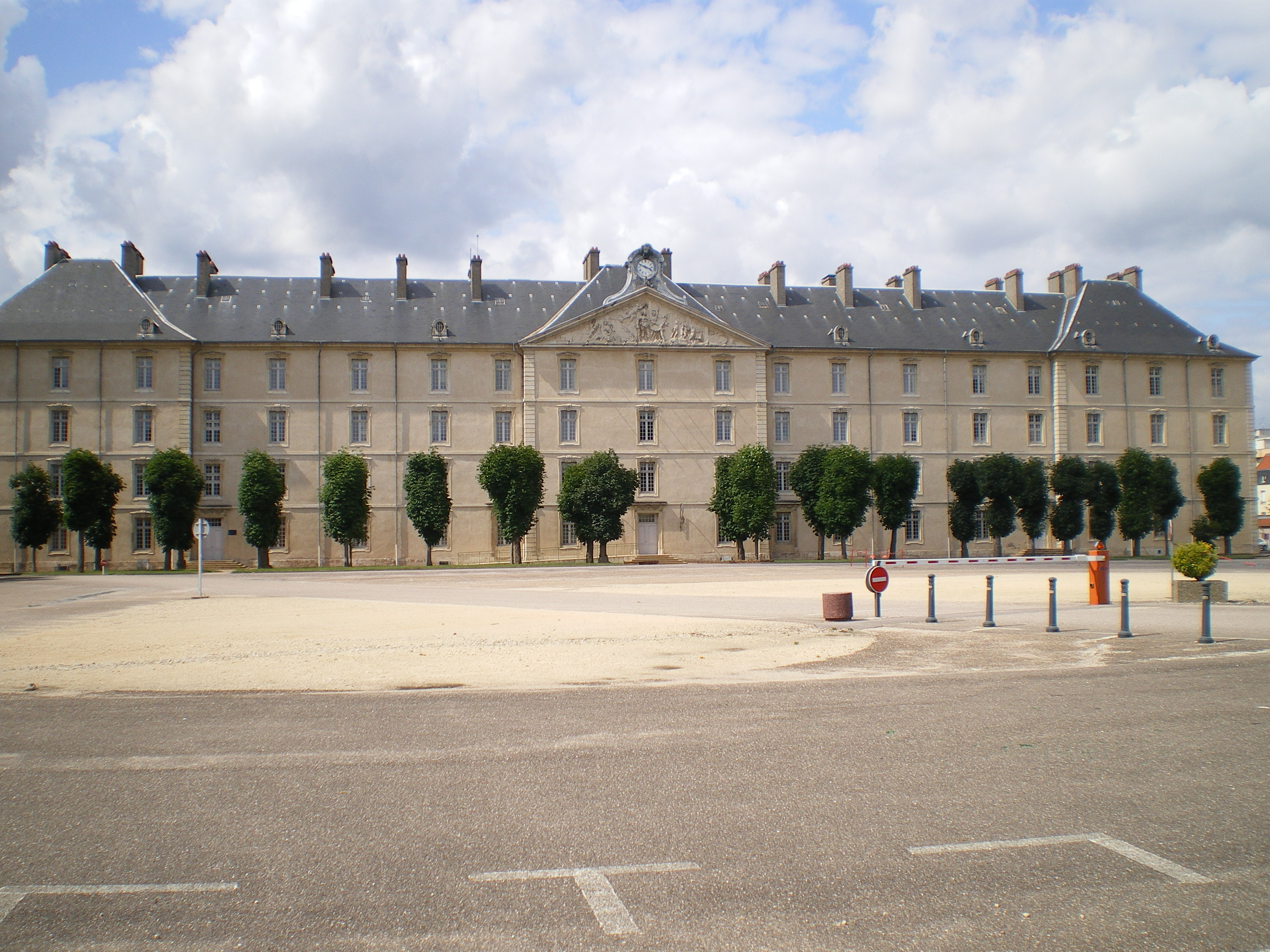
Caserne Thiry

- 4 juin : le Régiment du Roi est stationné à Nancy jusqu'à sa dissolution, logé au quartier royal aussi appelé caserne Sainte-Catherine puis caserne Thiry.
- Juin : la communauté juive de Nancy reçoit l'autorisation de Louis XVI pour construire une synagogue[34].
- Décembre: la communauté juive de Lunéville reçoit l'autorisation de Louis XVI pour construire une synagogue[34].

#### 1784-1785
- L'augmentation importante du prix des céréales provoque la disette en Lorraine[36].

#### 1786

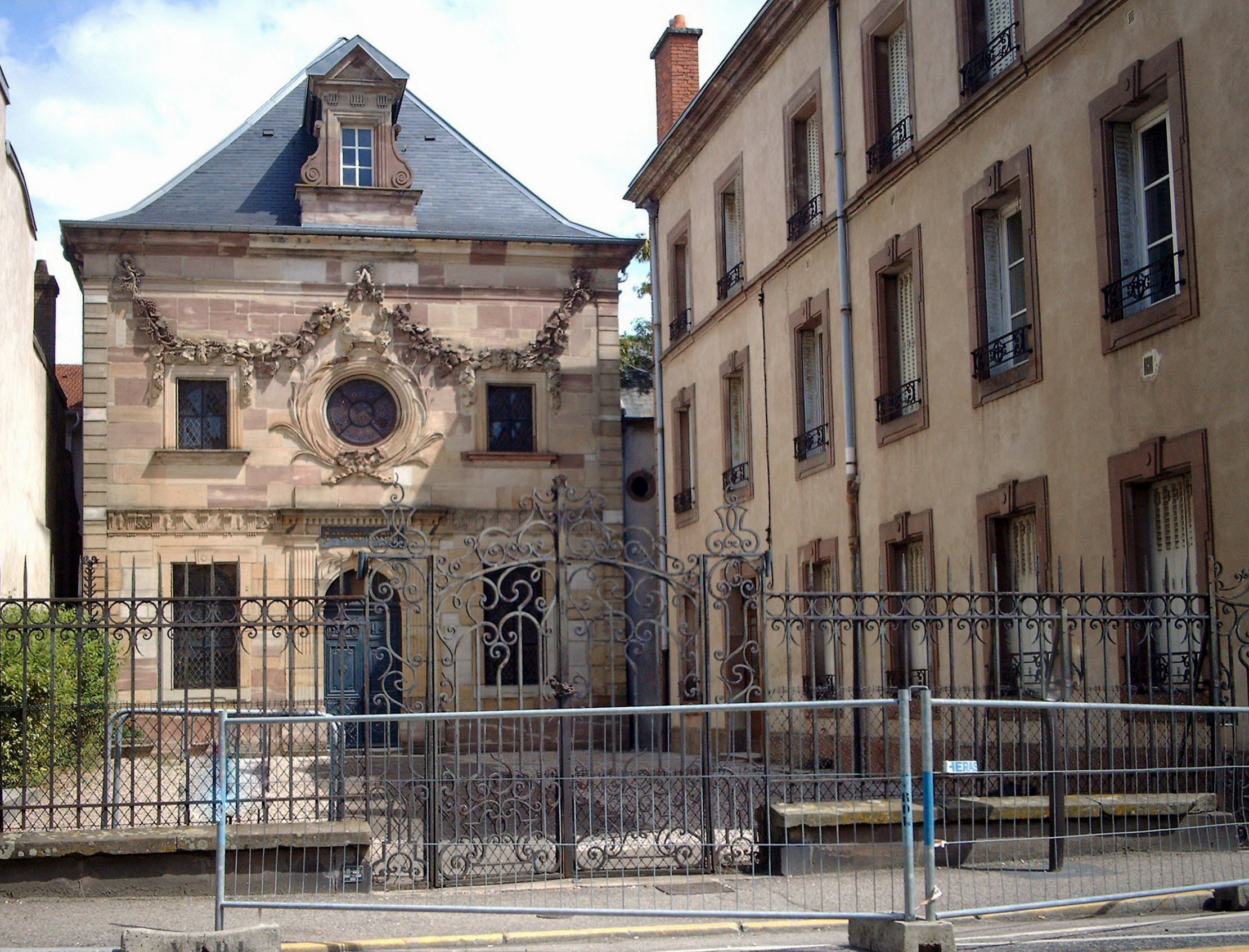
Synagogue de Lunéville

- Construction, sur permission de Louis XVI, de la synagogue de Lunéville. C'est la première construite dans le royaume depuis le Moyen Âge, et l'une des plus anciennes subsistant à ce jour[37]. Elle est inaugurée le 15 septembre[36]
- Élection de la dernière abbesse de Remiremont, sous l'Ancien Régime, qui fut la princesse Louise-Adélaïde de Bourbon-Condé, fille de Louis Joseph de Bourbon, prince de Condé.

#### 1787
- Création d'une manufacture pour teindre le coton à Jarville-la-Malgrange.
- Les assemblées composées de notables des 3 ordres discutant d'améliorations fiscales et administratives, pour le Lorraine et le Barrois ainsi que pour les évêchés et le Clermontois, ne débouchent sur rien[36].

#### 1788
- Récoltes catastrophiques entraînant l'augmentation des prix et des difficultés pour les paysans et le peuple des villes[36].
- Août 1788 : états généraux. En Lorrains la fidélité au roi n'est pas remise en cause. Les demandes portent sur une meilleure répartition des impôts[36].

#### 1789
Voir 1789 en Lorraine.

### Années 1790

#### 1790

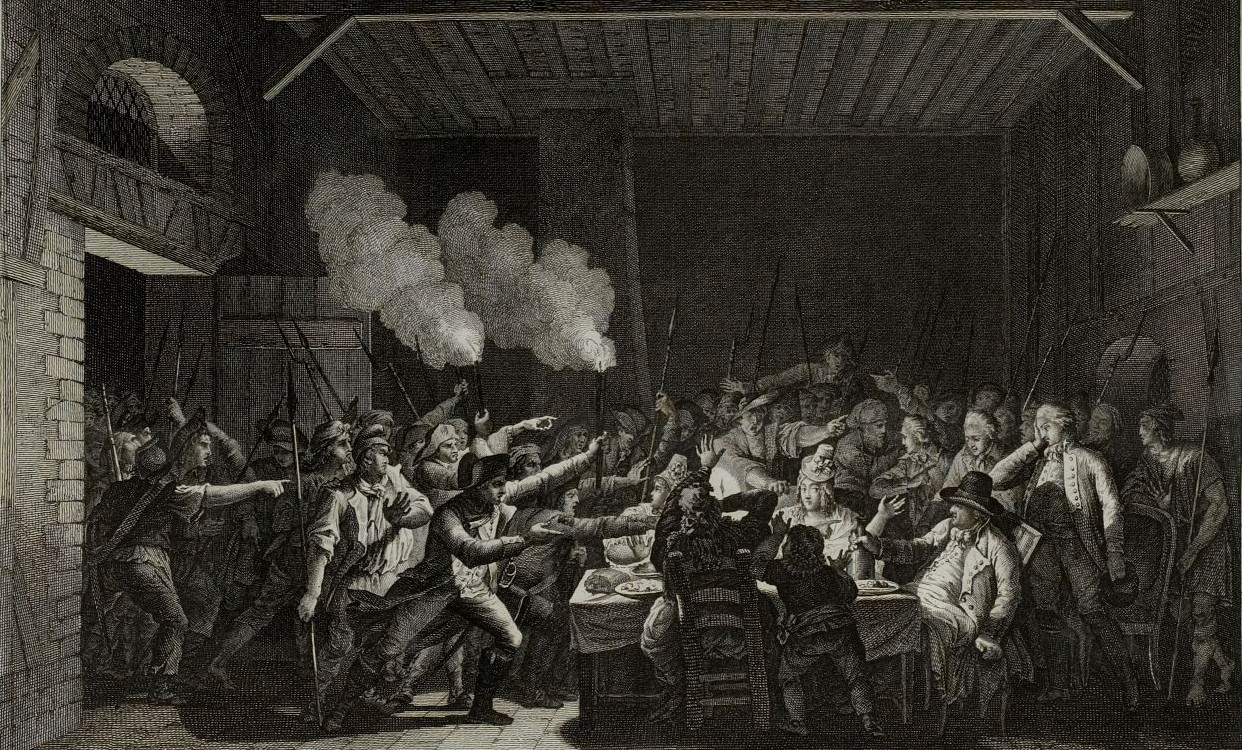
Arrestation de Louis XVI à Varennes le 22 juin 1791, estampe de Jean-Louis Prieur, (musée de la Révolution française).

- 21 juin : la famille royale en fuite est arrêtée à Varennes-en-Argonne.

#### 1793
- Octobre : lors de son procès l'ex-reine de France se présente par ces mots : " Je m'appelais Marie-Antoinette de Lorraine d'Autriche".

## Naissances

### Années 1700

#### 1702
- 30 décembre à Nancy : Marie-Gabrielle de Lorraine (mort le 11 mai 1711 à Lunéville), deuxième fille du duc Léopold Ier de Lorraine et de son épouse, née princesse Élisabeth-Charlotte d'Orléans.

#### 1703
- À Portieux : Dom Ambroise Pelletier, bénédictin mort en 1755 à Senones, dont il était le curé. Auteur du "Nobiliaire ou Armorial général de la Lorraine et du Barrois" au milieu du XVIIIe siècle[38].

#### 1704
- Claude Parisot (ou Parizot) est né vers 1704. Il apprit son art d'abord du facteur lorrain Christophe Moucherel, puis, en 1727, chez Louis-Alexandre et Jean-Baptiste Clicquot à Paris. Il mourut à Étain le 3 mars 1784.

#### 1705

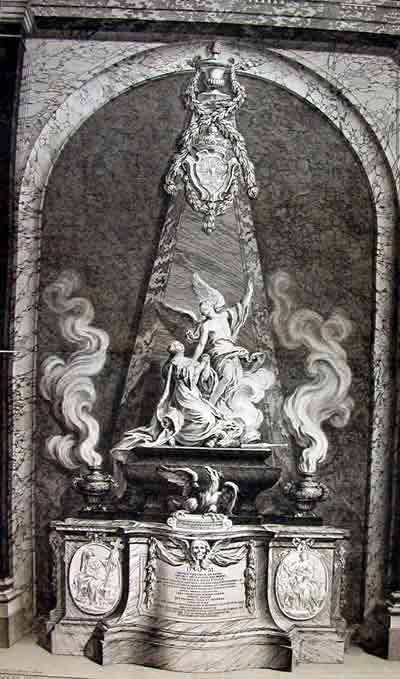
Monument funéraire de la reine Catherine Opalińska (1749), église Notre-Dame-de-Bonsecours de Nancy - Par Nicolas Sébastien Adam.

- 22 mars à Nancy : Nicolas Sébastien Adam, dit Adam le cadet ou Adam le jeune (mort à Paris le 27 mars 1778), sculpteur français.
- 12 octobre à Nancy : Léopold Emmanuel Héré de Corny (mort le 2 février 1763 à Lunéville), architecte baroque lorrain.

#### 1708
- Playcard de Raigecourt (né à Nancy vers 1708 et mort à Aire le 26 octobre 1783), ecclésiastique, fut évêque d'Aire de 1757 à 1783.
- 8 décembre à Nancy : l'empereur François Ier, mort le 18 août 1765 à Innsbruck, fut successivement duc de Lorraine, de Bar (1729-1737) sous le nom de François III, également duc de Teschen (1729-1765), il est aussi grand-duc de Toscane (1737–1765) sous le nom de François II. En 1732, il avait été nommé vice-roi de Hongrie (1732-1765) par son futur beau-père l'empereur Charles VI.

#### 1709
- À Lunéville : Jean Girardet, mort à Nancy en 1778, peintre lorrain, puis français à la suite de l'annexion du duché de Lorraine par la France en 1766.
- À Nancy : Jean Galli de Bibiena (version française de Galli da Bibbiena), écrivain d'expression française (mais d'ascendance italienne), qui serait mort en 1779 en Italie. Il est le fils de Francesco Galli da Bibiena, de la célèbre famille des Bibiena.

### Années 1710

#### 1710
- 23 mai, Nancy : François-Gaspard-Balthazar Adam (mort le 18 août 1761 à Paris), sculpteur français.

#### 1712

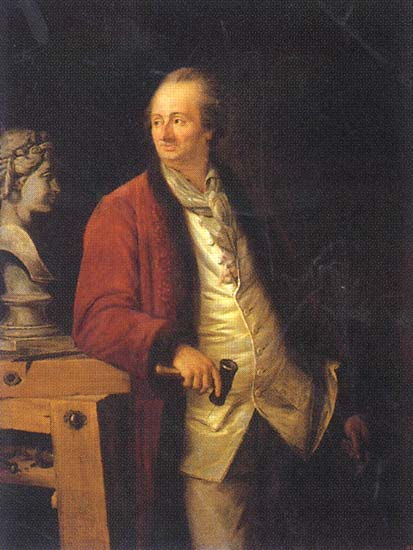
Nicolas-François Gillet par Nicolas Benjamin Delapierre (1770)

- 31 mars à Metz : Nicolas-François Gillet, mort le 7 février 1791 à Poissy, sculpteur français du XVIIIe siècle. Il fut directeur de l’Académie impériale des Beaux-Arts à Saint-Pétersbourg.

#### 1713

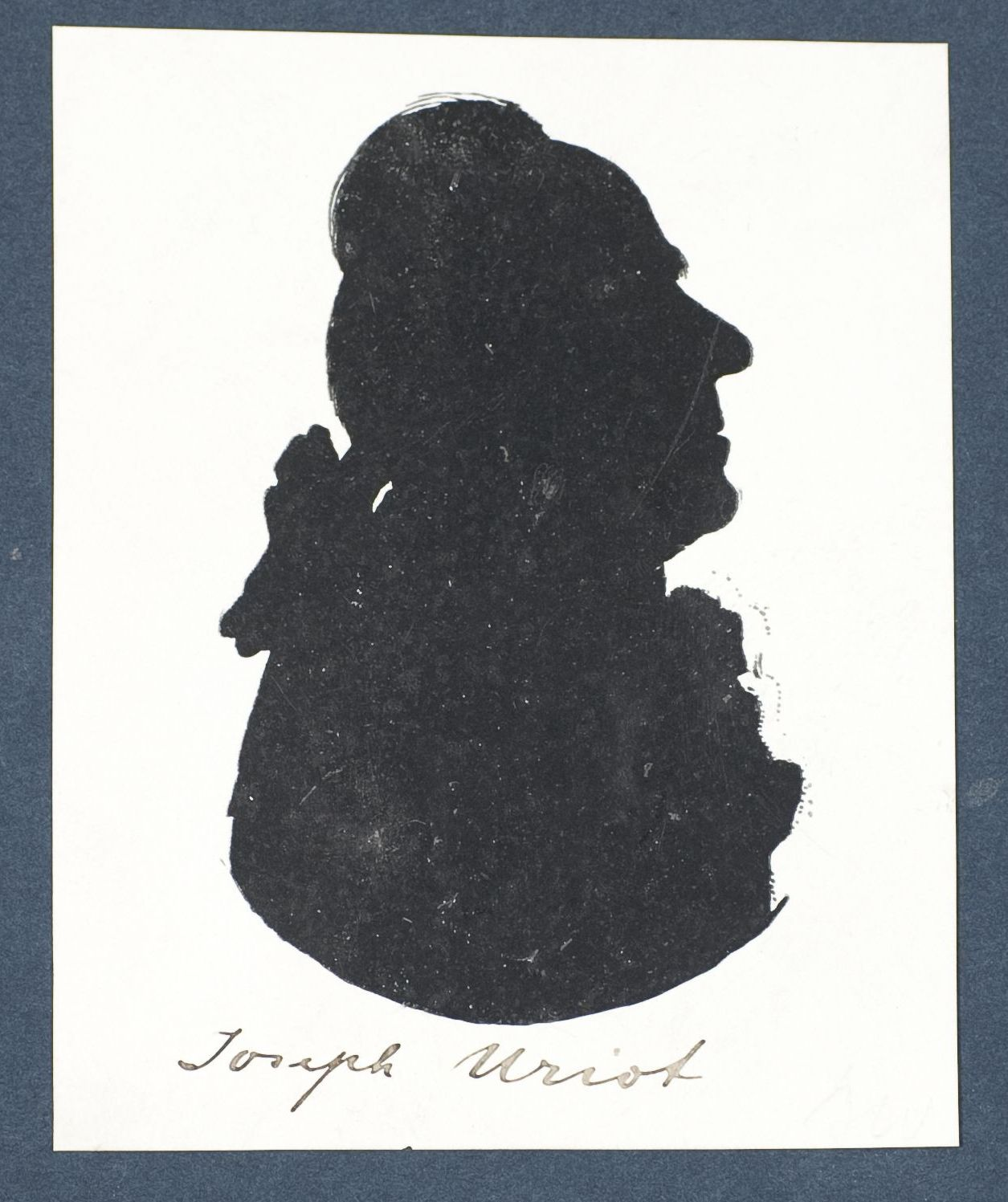
Joseph Uriot.

- À Nancy : Joseph Uriot, mort à Stuttgart en octobre 1788, professeur et homme de théâtre et franc-maçon. Plus connu en Europe pour ses Lettres d'un franc-maçon en 1742.

#### 1715
- À Nancy : Louis Sébastien Jacquet de Malzet, mort le 17 août 1800 à Vienne, prêtre séculier, inventeur et écrivain lorrain. Il a peut-être ses racines dans l'ancien village de Malzey situé entre Toul et Nancy. Il n'a pas eu l'occasion d'exercer sa fonction de prêtre car il a été bibliothécaire du Duc de lorraine et Duc de Bar François III Étienne (1709 † 1765). Il a suivi le départ du Duc qui est devenu ainsi François Ier du Saint-Empire en Autriche.Des écrits attestent sa présence dans la capitale autrichienne car il a été professeur d'histoire et de géographie à l'académie militaire de Vienne. Il a été auparavant chanoine du collège Saint Jean à Varsovie.

#### 1716
- 26 décembre à Nancy : Jean-François, marquis de Saint-Lambert, mort à Paris le 9 février 1803, militaire, philosophe, conteur et poète lorrain puis, après 1766, français.

#### 1717
- 4 mai à Nancy : Jean-Charles François, mort à Paris le 22 mars 1769, graveur et imprimeur français, promoteur d'une façon de reproduire le trait les dessins appelée manière de crayon qui combine l'usage d'un vernis mou, d'une roulette et d'un instrument composé de fines aiguilles, et de procédés de gravure préfigurant l'aquatinte.

#### 1718
- 16 avril à Metz : Jean-Baptiste Bécœur, mort le 16 septembre 1777, pharmacien et ornithologue français.

#### 1719

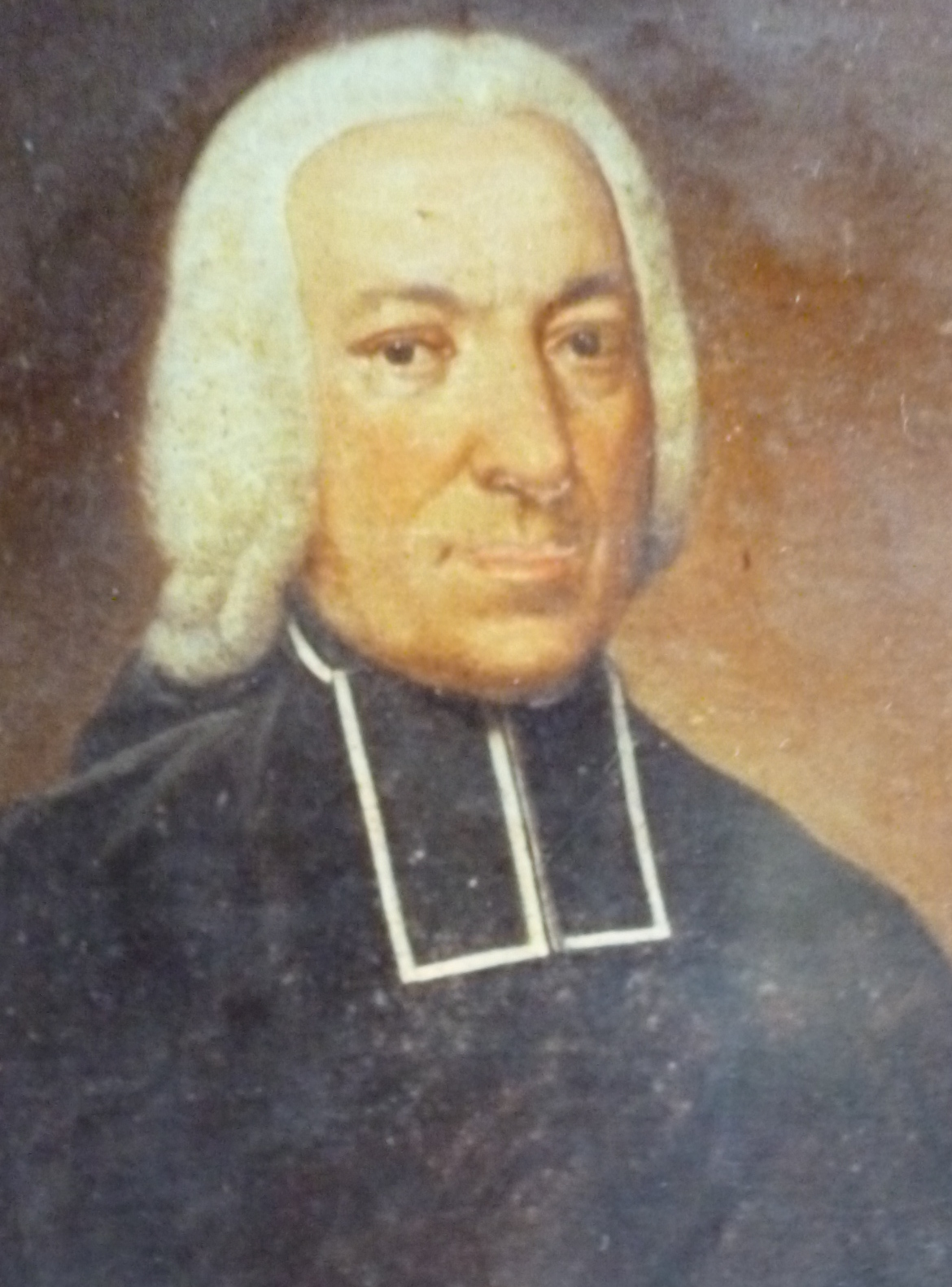
Francois Antoine Etienne de Gourcy-Pagny.

- À Nancy : François Antoine Etienne de Gourcy-Pagny, mort en 1805, religieux et un intellectuel français du XVIIIe siècle. Il fut chanoine de la cathédrale primatiale de Nancy.
- 28 juin à Nancy : Étienne-François de Choiseul-Beaupré-Stainville, comte puis duc de Choiseul (1758) et duc d'Amboise (1764), homme d'État français mort le 8 mai 1785 au château de Chanteloup. Il fut le premier ministre de Louis XV entre 1758 et 1770 sans en avoir le titre officiel.

### Années 1720

#### 1720

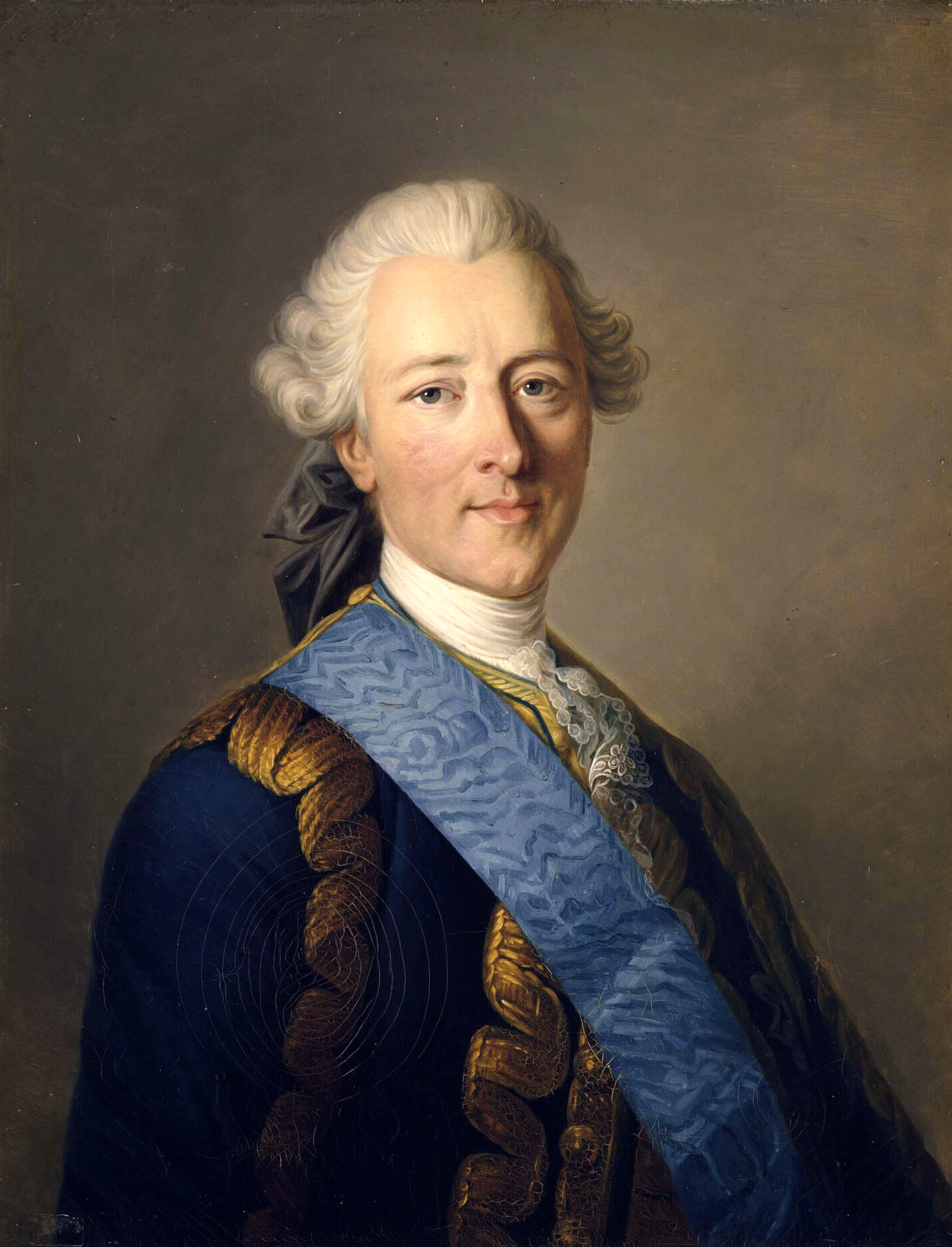
Charles-Juste de Beauvau-Craon

- 9 février à Nancy : François Senémont, baptisé le même jour dans l'église des Pénitents de la Ville-Neuve, appelée alors la Petite-Chapelle et servant de succursale à la paroisse Saint-Sébastien, peintre lorrain puis français (à partir de 1766). Marié le 3 mai 1746 à Catherine Ruynat fille d'un conseiller de l'Hôtel de Ville. Mort le 28 mars 1782 à Nancy. Ami du graveur Dominique Collin, qui reproduisit plusieurs de ces œuvres. Le 9 octobre 1756, il fut nommé peintre ordinaire de la ville de Nancy.
- 10 septembre à Lunéville : Charles-Juste de Beauvau-Craon, 2e prince de Beauvau (1754) et prince de Craon, maréchal de France (1783), aristocrate et militaire français mort le 21 mai 1793 à Saint-Germain-en-Laye.

#### 1721
- 11 octobre à Nancy : François-Antoine Chevrier (ou de Chevrier), mort à Rotterdam le 26 juin 1762, libelliste lorrain.

#### 1722

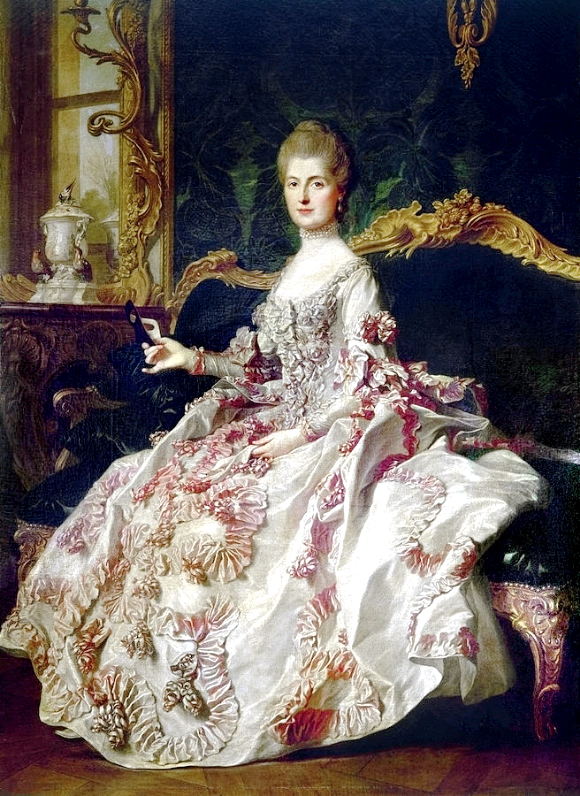
Anne-Catherine de Ligniville Helvétius

- 23 juillet à Nancy : Anne-Catherine Helvétius, née de Ligniville d'Autricourt , morte le 12 août 1800 à Auteuil, surnommée « Minette » par Turgot[39], salonnière française, avec le « cercle d'Auteuil ».
- 29 avril à Metz : Louis Jean-François de Chérisey (1722-1794), général français[40] du règne de Louis XVI.

#### 1723

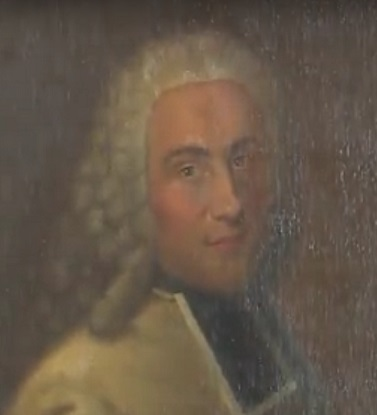
Charles-Arnould Hanus.

- 18 mai à Metz : Claude Étienne Paquin de Vauzlemont, mort le 18 mars 1799 à Metz, général de brigade de la Révolution française.
- 18 octobre à Nancy : Charles-Arnould Hanus, mort le 28 août 1794 sur l'Île d'Aix, prêtre et martyr catholique français. Curé et doyen du chapitre de Ligny-en-Barrois, il est condamné à la déportation après avoir refusé de prêter serment à la Constitution civile du clergé. Âgé de 70 ans, il est enfermé dans le Washington jusqu'à sa mort deux semaines plus tard. Il est béatifié en 1995 par le pape Jean-Paul II, en même temps que les soixante-trois autres martyrs des pontons de Rochefort.
- 6 novembre à Ribeaucourt (Meuse) : Joseph Paignat, mort le 9 mai 1807 à Ligny-en-Barrois (Meuse), général français de la Révolution et de l’Empire.

#### 1724

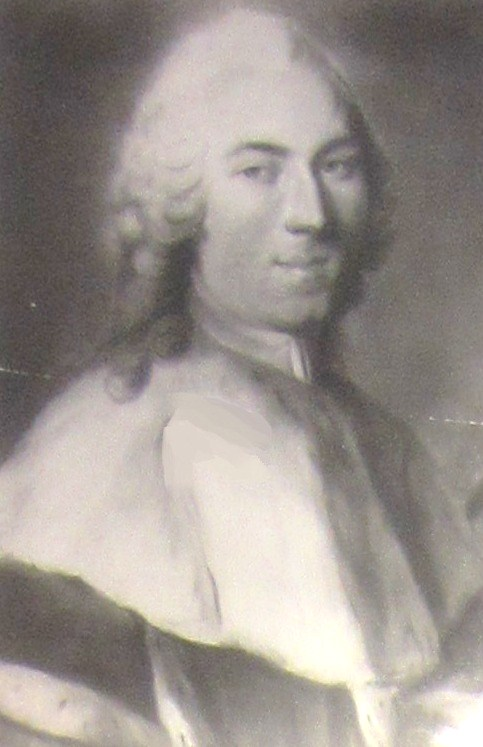
Laurent de Chazelles.

- 28 juillet à Metz : Laurent de Chazelles, mort le 28 mai 1808 à Metz, agronome, magistrat et horticulteur français.

#### 1725
- 25 janvier à Metz dans les Trois-Évêchés : Charles Paul Émile de Chérisey, comte de Norroy et seigneur de la Touche[41], dit le « comte de Chérisey » (titre de courtoisie), mort le 18 janvier 1799 à Poitiers, officier de marine et aristocrate français. Il sert dans la Marine royale pendant la deuxième moitié du XVIIIe siècle. Il termine sa carrière avec le rang de chef d'escadre des armées navales.
- 21 octobre à Puttelange-aux-Lacs (actuel département de la Moselle): François Louis Humbert, mort le 29 juin 1796 à Morey (Meurthe), maréchal de camp de la Révolution française.

#### 1726
- 28 février : Louis François Passerat de La Chapelle, seigneur de Bellegarde, mort le 26 décembre 1796 à Metz, général de brigade de la Révolution française.
- 1 mars à Metz : Jean-Baptiste Favart, mort le 6 mars 1806 à Longeville-lès-Metz (Moselle), général de la Révolution française.

#### 1727
- 9 janvier à Metz : Michel-François Couët du Vivier de Lorry, mort à Paris le 14 mars 1803, successivement évêque de Vence (1763-1769), Tarbes (1769-1782), Angers (1782-1802) et La Rochelle (1802).
- 24 octobre à Baudricourt (duché de Lorraine, aujourd'hui dans le département des Vosges) : Joseph Hugo († 12 avril 1799 - Nancy), maître-menuisier-charpentier à Nancy.
- 17 septembre à Château-Salins : François Laurent Tricotel, mort le 11 octobre 1806 à Nancy (Meurthe), général de brigade de la Révolution française.
- 30 novembre à Metz : Jean Melchior Goullet de Rugy (mort en 1813), général français. Maréchal de camp de l'artillerie et chevalier de Saint-Louis, il fut commandant en chef du corps des mineurs de l'artillerie française sous le règne du roi Louis XVI[42].
- 1 décembre à Nancy : Jean-Antoine Le Bègue, comte de Germiny et du Saint-Empire, mort le 13 mai 1808 à Landerneau (Finistère), officier de marine français du XVIIIe siècle. Il termine sa carrière avec le grade de chef d'escadre des armées navales. Il est l'auteur de la « branche » bretonne des Le Bègue de Germiny.

#### 1728

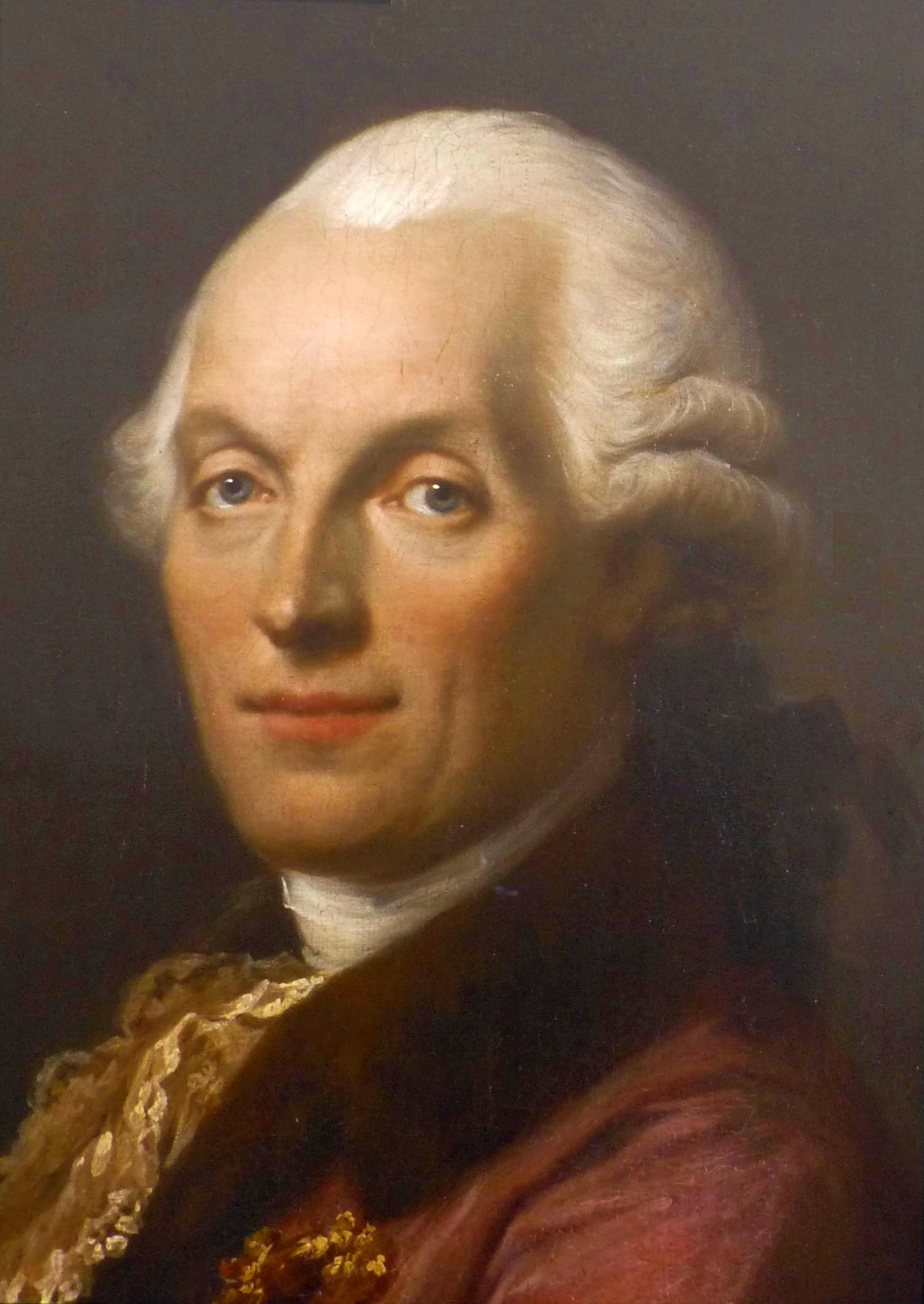
Richard mique.

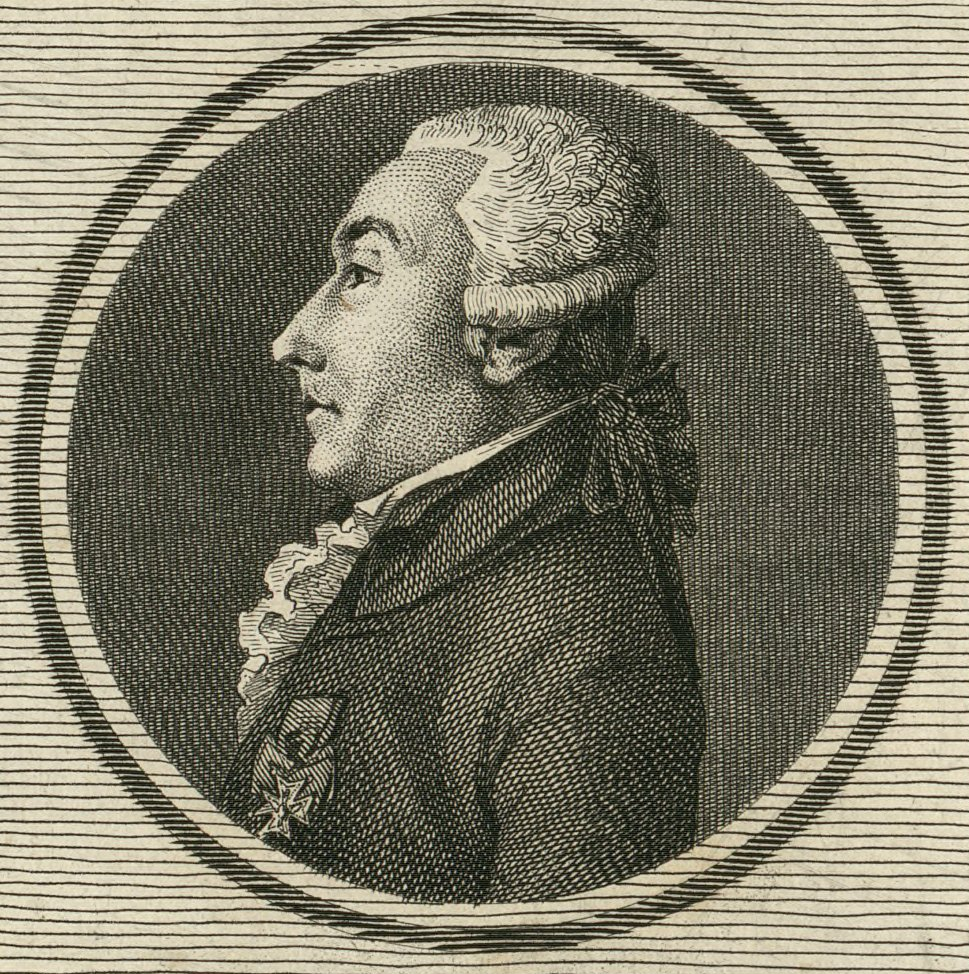
Joseph-Maurice de Toustain-Viray

- 18 septembre à Nancy : Richard Mique, dont la famille est originaire d'Alsace, devenu seigneur d'Heillecourt, architecte français, guillotiné le 9 juillet 1794 à Paris.
- 22 septembre à Nancy : Joseph-Maurice, comte de Toustain-Viray, mort le 4 avril 1809 à Nancy (Meurthe), général de brigade et homme politique français.

#### 1729
- À Metz : Jacques-Dominique de Buzelet (mort en 1812), militaire français du XVIIIe siècle. Brigadier des armées du roi au régiment Dragons-Dauphin et major de division de la cavalerie noble du prince de Condé[43].
- 5 septembre à Rambervillers : Nicolas François Blaux, mort le 26 mai 1822 à Ancy-sur-Moselle, membre de la Convention et député au Conseil des Anciens.

### Années 1730

#### 1730

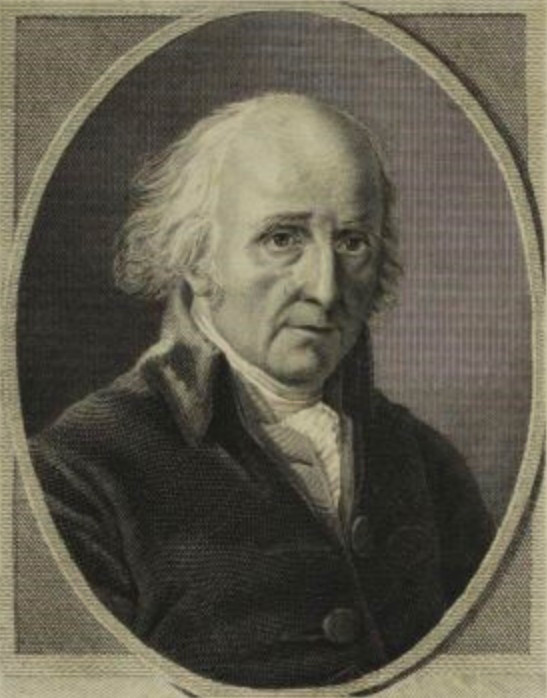
Charles Palissot de Montenoy

- 3 janvier à Nancy : Charles Palissot de Montenoy, mort à Paris le 15 juin 1814, auteur dramatique français, admirateur et disciple de Voltaire comme Antoine de Rivarol, mais dénoncé paradoxalement souvent comme opposant anti-lumières au parti philosophique notamment pour sa critique de Diderot et des Encyclopédistes. Il est l'auteur de la comédie, Les Philosophes, qui eut un énorme succès et fit scandale en 1760.
- 3 avril à Toul : Christian Noël de Zimmerman dit Emmanuel, mort le 6 janvier 1813 à Paris, général français de la Révolution et de l’Empire.
- 10 juin à Metz : Jean Pierre Goullet de Latour (mort en 1809), général d'artillerie français qui a participé à la Guerre d'indépendance des États-Unis.

#### 1731
- 27 janvier à Metz : Pierre-Joseph Buc'hoz[44], mort à Paris le 30 janvier 1807, avocat, médecin, et compilateur du XVIIIe siècle. Il est surtout connu pour ses nombreuses publications dans le domaine de la botanique, très controversées en leur temps.
- 5 mars à Metz : Philippe Evrard de Longeville, mort le 28 juillet 1807, à Metz (Moselle), général de la Révolution française.
- 23 avril à Rupt-en-Woëvre : Antoine-Hubert Wandelaincourt (mort à Belleville-sur-Meuse le 30 décembre 1819), ecclésiastique français qui fut évêque constitutionnel du diocèse de la Haute-Marne de 1791 à 1801, membre de la Convention nationale (1792-1795) et du Conseil des Cinq-Cents (1795-1798).

#### 1732
- 27 mars à Metz : Louis-Marie Fouquet de Belle-Isle mort en 1758, comte de Gisors, militaire français du XVIIIe siècle. Colonel d'infanterie, il fut nommé gouverneur de Metz et du pays Messin en 1756.
- 18 avril à Le Claon, Meuse : Louis de Bigault de Signemont, mort le 23 août 1796 à Neuvilly-en-Argonne (Meuse), général français de la Révolution.
- 4 septembre à Toul : Jean-Baptiste Nôtre, mort le 20 février 1807 à Toul, organiste et compositeur français.
- 20 novembre à Metz : Hyacinthe Roger-Duprat[45], mort à Metz le 17 juin 1806[46], est un général de la Révolution française.

#### 1733
- 19 septembre à Badonviller : Jean-Baptiste Claudot, dit Claudot de Nancy[47], mort à Nancy le 27 décembre 1805, peintre paysagiste et décorateur lorrain, puis français après 1766.
- 5 octobre à Nancy : Claude Antoine Clériadus de Choiseul La Baume, mort guillotiné le 4 mai 1794 à Paris, aristocrate et général de division français, victime de la Révolution française.
- 4 décembre à Metz : Jean Nicolas Beauregard (mort en 1804), prédicateur jésuite français[48].

#### 1734
- 17 mai à Lorquin : Jean-Théodore Colle, mort le 22 septembre 1807 à Nancy (Meurthe), général français de la Révolution et de l’Empire.
- 17 décembre à Phalsbourg (Moselle) : Louis Dominique de Munnier, ou Meunier, mort en 1800 à Nancy, général de division de la Révolution française.

#### 1735

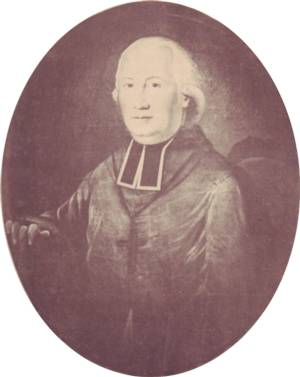
Nicolas Francin

- À Nancy : Charles-Alexis Huin, mort à Paris en 1796, artiste-peintre originaire de Lorraine, formé à Paris, mais actif à Strasbourg de 1759 à 1783[49]. Il réalisa des portraits, principalement au pastel.
- 5 janvier à Nancy : Dominique Jacob, homme politique français mort le 29 mars 1809 à Toul (Meurthe-et-Moselle).
- 25 février : Joseph Crouzat, mort le 25 avril 1825 à Metz, général de brigade de la Révolution française.
- 27 juin à Nancy : Joseph Ducreux, mort le 24 juillet 1802 sur la route de Paris à Saint-Denis, portraitiste, pastelliste, miniaturiste et graveur lorrain, puis après 1766, français.
- 20 septembre à Metz : Nicolas Francin (mort à Metz le 24 août 1802) a été évêque constitutionnel du département de la Moselle.

#### 1736

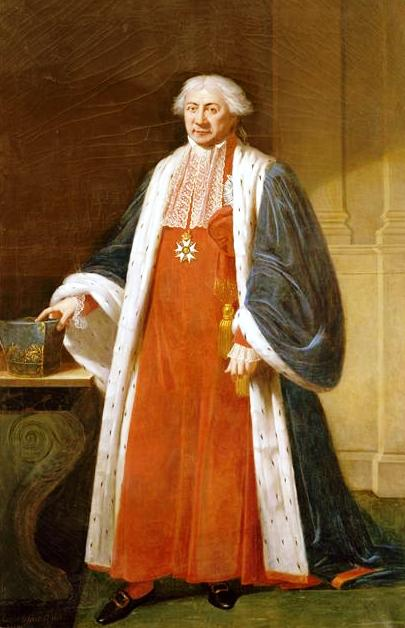
Claude Ambroise Régnier, Duc de Massa.

- Naissance à Blâmont de Claude Ambroise Régnier, duc de Massa, ministre de la Justice.
- 6 mars à Boulay : Joseph Victorin Nevinger, mort le 28 avril 1808 à Phalsbourg (Moselle), général de division de la Révolution française.
- 17 avril à Saint-Aubin-sur-Aire : Jean-Baptiste Aubry (mort à Commercy le 1er juin 1813), ecclésiastique, fut député du clergé aux États généraux de 1789 puis évêque constitutionnel de la Meuse de 1791 à 1801.
- 14 juin à Sarralbe : Léopold Claude de Bexon, mort le 10 août 1807 au Ban-Saint-Martin en Lorraine (France), prêtre français.
- 23 août à Deneuvre, près de Baccarat (Meurthe-et-Moselle) : Louis Ancel, mort le 30 décembre 1802 à Baccarat, général de la Révolution française.
- 30 août à Nancy : Charles François Duhoux d’Hauterive, mort en mai 1799 à Paris, général de la révolution française.
- 10 novembre à Metz : Louis-Dominique Éthis de Corny, mort à Paris le 27 novembre 1790, officier et administrateur français.
- 3 décembre à Toul : Jean Colombier, mort à Paris le 4 août 1789, médecin militaire, chirurgien et hygiéniste français. Il est surtout connu pour son rôle dans la réforme de l'organisation médicale en France.

#### 1737
- À Nancy : Joseph-Louis de Cléron, comte d'Haussonville, militaire français, mort le 1er novembre 1806.
- 21 janvier à Vannecourt (Moselle) : Daniel Thomas Olry de Valcin, mort le 11 juillet 1812 à Metz (Moselle), est un général de brigade de la Révolution française.
- 27 février : Louis Joseph Opsomer, mort le 28 avril 1822 à Metz, est un général de brigade belge de la Révolution française.
- 20 mars à Billy-sous-les-Côtes (duché de Bar) : Henri Clément est un homme politique français.
- 26 octobre : Pierre-François Bienaymé (1737-1806) a été évêque de Metz. Il est l'oncle du général Jean-Andoche Junot, cette parenté célèbre aurait influé sur sa nomination comme évêque[50].

#### 1738

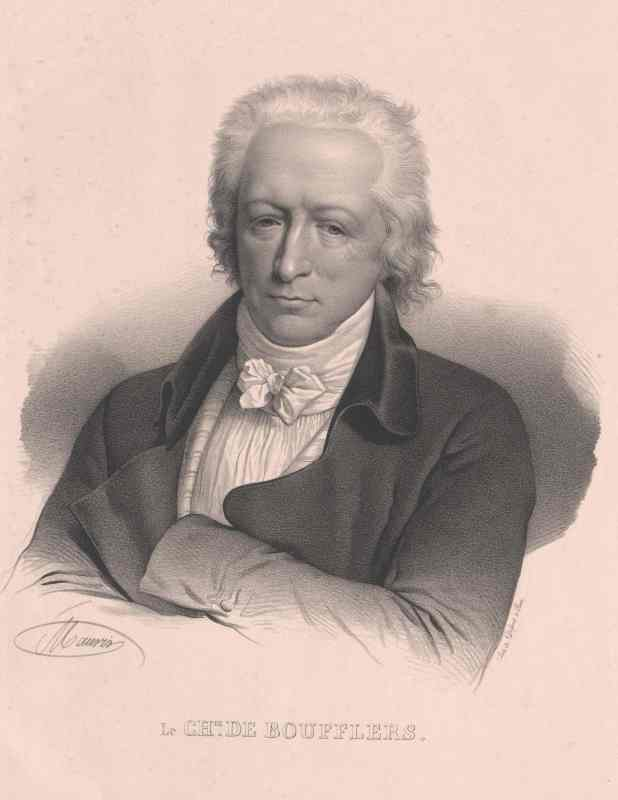
Stanislas de Boufflers 01.

- 28 janvier à Juvelize : Germain Bonneval, mort le 20 novembre 1815 à Ogéviller), homme politique français.
- 31 mai, Nancy : Stanislas Jean de Boufflers, marquis de Remiencourt, plus souvent appelé le chevalier de Boufflers (mort le 18 janvier 1815 à Paris en France), poète lorrain puis français.
- 4 juin à Thionville (Moselle) : Joseph Emmanuel Laurrans du Carrel de Charly, mort à Augny (Moselle), général de brigade de la Révolution française.
- 20 août, à Toul : Charles François de Bicquilley, mort le 21 décembre 1814 à Toul, militaire, philosophe et mathématicien français.
- 17 octobre à Nancy : Jacques-Dominique Huin ou Huyn ou Huÿn, mort le 6 janvier 1818 à Nancy (Meurthe), général de brigade de la Révolution française.
- 20 décembre à Nancy : Clodion, pseudonyme de Claude Michel, mort le 29 mars 1814 à Paris, sculpteur lorrain, puis, à partir de 1766, français, représentatif du style rococo.

#### 1739
- À Nancy : Charles-François Nivard, mort à Versailles le 6 janvier 1821, peintre paysagiste français.
- 11 mai à Mirecourt : Joseph Ignace Foissey, homme politique français mort le 4 décembre 1818 à Nancy (Meurthe).
- 12 juillet à Nancy : Charles Joseph de Nozières d’Envezin de Rosières[51], mort le 8 juin 1808 à Paris, est un général de division de la Révolution française.
- 21 août à Fénétrange : Charles Hyacinthe Leclerc de Landremont, mort le 26 septembre 1818 à Nancy (Meurthe), général de division de la Révolution française et qui est quelque temps commandant en chef de l'armée du Rhin.
- 25 août à Nancy : Charles-Louis, comte de Ludre de Frolois, mort à Munich le 14 juillet 1798, général et homme politique français, député de la noblesse aux États généraux de 1789.

### Années 1740

#### 1740
- 4 janvier à Hettange-Grande, en Moselle : Charles Bertin Gaston Chapuis de Tourville, mort le 22 novembre 1809 à Cattenom en Moselle, général de division de la Révolution française.
- 12 janvier à Lunéville : Charles Belprey, mort le 30 janvier 1823 à Avranches (Manche), colonel français de la Révolution et de l’Empire.
- 23 juillet : Jean Baptiste Dezerre, mort le 11 février 1808 à Metz (Moselle), militaire français de la Révolution et de l’Empire.
- 20 août à Lunéville : Jean-Joseph Bernard, dit Bernard de Paris ou Bernard le figuriste, maître écrivain français du XVIIIe siècle, mort à Saint-Cloud en 1809.

#### 1741
- 8 janvier à Bayon : Étienne Cunin[52], homme politique français.
- 16 septembre à Épinal : François Nicolas (mort à Nancy le 24 juillet 1807), ecclésiastique qui fut évêque constitutionnel du diocèse de la Meurthe de 1799 à 1801.
- 25 octobre à Nancy : Antoine Nicolas François Dubois de Riocour, homme politique français mort le 29 mars 1841 à Aulnois-sur-Seille (Moselle).
- 4 novembre à Metz : Claude-François Bertrand de Boucheporn, magistrat français et intendant de l’Ancien Régime. Sous la Terreur, il fut condamné à mort et guillotiné, à Toulouse, le 2 ventôse an II (20 février 1794), dans sa cinquante-troisième année.
- 17 novembre à Porcelette : Jean-Pierre Couturier (1741 - 1818), député montagnard de la Moselle durant la Révolution française.
- 24 novembre à Toul : Dominique Prosper de Chermont, mort le 13 novembre 1798 à Pondichéry, général français et un administrateur colonial français.
- 23 décembre à Thiaville-sur-Meurthe : Joseph Paradis, mort le 5 octobre 1824 à Nancy (Meurthe), général français de la Révolution et de l’Empire.

#### 1742

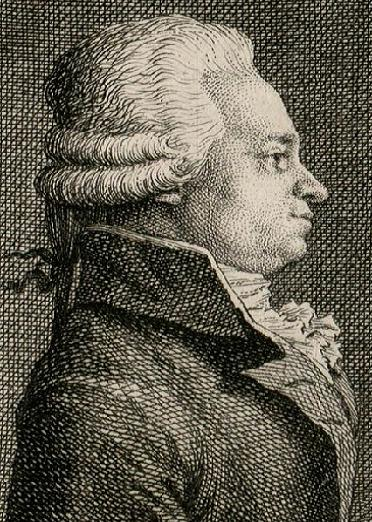
Jean-Louis Emmery

- 4 janvier à Aubreville (Meuse) : Claude Louis de Chartongne, mort le 4 mars 1819 à Verdun (Meuse), général de brigade de la Révolution française.
- 4 février à Metz : Adam Philippe, comte de Custine, guillotiné le 28 août 1793 à Paris, général de division de la Révolution française.
- 26 avril à Metz : Jean-Louis Claude Emmery, comte de Grozyeulx (mort à Metz le 15 juillet 1823, château de Grozyeulx), magistrat et homme politique français. Il fut président de l'Assemblée Constituante du 25 septembre au 9 octobre 1790, puis du 4 au 17 janvier 1791.

#### 1743

Madame du Barry

- 25 février à Saint-Avold : Joseph Becker, mort le 14 février 1812 à Saint-Avold, homme politique français.
- 19 août à Vaucouleurs : Jeanne Bécu de Cantigny, dite aussi Mademoiselle de Vaubernier, devenue par mariage comtesse du Barry, morte guillotinée le 8 décembre 1793 à Paris, fut la dernière favorite du roi Louis XV de 1768 à 1774.
- 10 octobre à Metz : Nicolas François Berteaux, homme politique français mort le 3 mai 1820 à Metz.

#### 1744
- Nancy : Berr Isaac Berr de Turique (mort en novembre 1828, Turique), est un financier français.
- 26 février à Toul : Jean Claude Goffard, mort le 13 mai 1805 à Toul (Meurthe-et-Moselle), général français de la Révolution et de l’Empire.
- 25 mars à Nancy : Louis Verdet (mort le 11 mai 1819 à Sarreguemines), prêtre et homme politique français, député aux États généraux de 1789.
- 20 juillet, à Jouy-sous-les-Côtes (Meuse) : Étienne Mollevaut, mort à Nancy (Meurthe), le 10 janvier 1816, député de la Meurthe à la Convention nationale, au Conseil des Anciens, au Conseil des Cinq-Cents et au Corps législatif de l'an VIII à 1807.

#### 1745

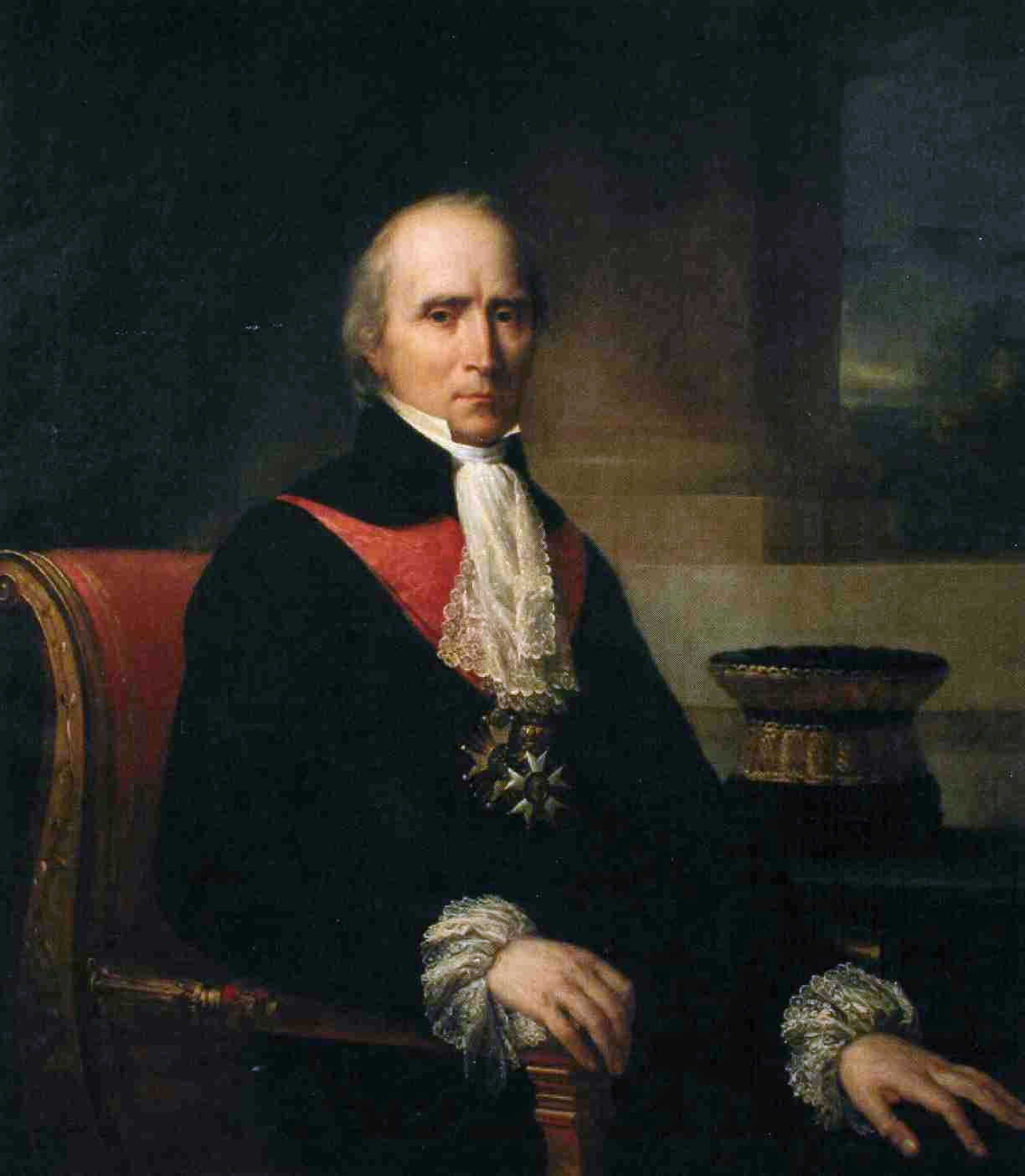
François Barbé de Marbois

- 31 janvier à Metz : Le marquis François Barbé-Marbois, mort le 12 janvier 1837 à Paris, diplomate et homme politique français qui fut l'un des ministres de Napoléon Ier et premier président de la Cour des comptes.
- 4 mars à Senones : Pierre Michel, mort le 16 septembre 1838 à Nancy (Meurthe-et-Moselle), homme politique.
- 21 mars : Jean François Blouet (1745-1809), avocat et journaliste de la période révolutionnaire.
- 28 juillet à Ugny-sur-Meuse (Meuse) : Joseph Bernard, mort le 7 août 1816 dans le même village, homme politique français.
- 4 août à Bar-le-Duc (Meuse) : Claude Xavier Garnier-Anthoine, homme politique français mort le 3 mars 1807 à Nancy (Meurthe).
- 14 août à Nancy : Louis-Pierre-Joseph Prugnon, mort à Nancy le 18 octobre 1828, avocat et homme politique français, député aux États généraux de 1789 et à l'Assemblée constituante.
- 4 novembre à Saint-Avold :  François d'Avrange d'Haugéranville, mort le 29 octobre 1823 à Sarreguemines, général français de la Révolution et de l’Empire.

#### 1746
- Dieuze : Nicolas-Louis Crousse, homme politique français mort en 1793 à Lagarde (Moselle).
- 6 avril à Blâmont (alors duché de Lorraine, actuellement Meurthe-et-Moselle) : Claude Ambroise Régnier, mort à Paris le 24 juin 1814, est un homme politique français.
- 18 juin à Nancy : René Bernard Chapuis, dit Chapuy, mort le 15 avril 1809 à Étain (Meuse), général français de la révolution française.
- 27 juin à Saulx-lès-Champlon (Meuse) : Jean Hyacinthe de Bouteiller, mort le 27 mars 1820 à Nancy.
- 11 août à Metz Claude Nicolas Emmery (1746-1826) est un député français. Sous le Premier Empire, il fut député de la Moselle de 1808 à 1815[53].
- 18 novembre à Vézelise : Jean-Joseph Doyen de Félix, mort le 19 novembre 1818 à Nancy (Meurthe), militaire français de la Révolution et de l’Empire.

#### 1747
- 8 janvier à Toul : Jean-Baptiste Gouvion, mort près de Maubeuge, le 11 juin 1792, général et député français de la Révolution française.
- 26 février à Saint-Mihiel : Dominique Christophe Bazoche, homme politique français mort le 29 octobre 1817 à Saint-Mihiel.
- 14 avril à Saint-Mihiel (Meuse) : François Alexandre Grosjean, mort le 21 octobre 1823 à Saint-Mihiel (Meuse), militaire français de la Révolution et de l’Empire.
- 14 août à Saint-Mihiel (Meuse) : Jean-Joseph Marquis, homme politique français, mort le 7 juin 1822 à Saint-Mihiel.
- 3 octobre à Baccarat : François Bailly, homme politique français mort le 14 mai 1820 à Lunéville (Meurthe)
- 14 décembre à Gondreville : Maurice Frimont, mort le 1er septembre 1811 à Lunéville, général de brigade de la Révolution française.

#### 1748
- 22 janvier à Saint-Mihiel (Meuse) : Claude Hubert Bazoche, homme politique français et mort le 6 février 1812 au même lieu.
- 25 février à Verdun : Jean-Joseph Paillet, homme politique mort le 20 avril 1836 à Verdun.
- 22 mai à Metz : François Coliny, mort le 2 février 1819 à Nancy, général français de la Révolution et de l’Empire.

#### 1749
- 6 mai à Ribeaucourt (Meuse) : Claude Jean Roussel, homme politique français mort le 30 avril 1801 à Ribeaucourt.
- 30 août à Arrancy (Meuse) : François Charles Chonet de Bollemont, mort le 17 décembre 1815 dans la même ville, général français de la Révolution et de l’Empire.

### Années 1750

#### 1750

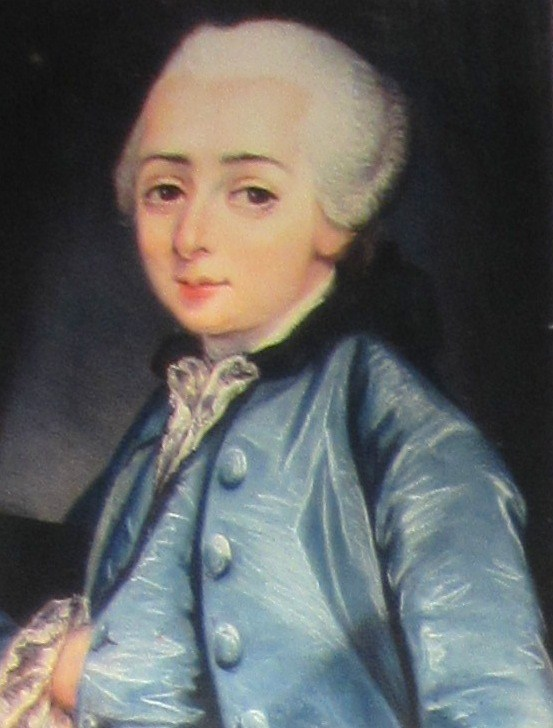
Philippe-Antoine d'Hunolstein.

L'abbé Grégoire.

- Metz : Moïse Ensheim, aussi connu sous le nom de Moïse Metz ou  Moïse Brisac, mort à Bayonne le 9 avril 1839, mathématicien français et poète liturgique.
- 4 mai à Metz, dans les Trois-Évêchés : Philippe Antoine Vogt d'Hunolstein[54], militaire et homme politique français, mort à Marville dans la Meuse, le 24 avril 1830.
- 22 juin à Nancy : Jean-François Mamel dit Bernard de Melun, mort le 6 juillet 1807 à Saint-Germain-en-Laye[55], est un maître écrivain français.
- 3 août à Nancy : Jacques-Alexis Jacquemin, mort le 15 juin 1832, homme d'Église français, évêque de Saint-Dié de 1823 à 1830.
- 18 octobre à Cheminot : Hubert Lemaire, homme politique français mort le 19 août 1825 à Metz (Moselle).
- 20 octobre à Remiremont : Laurent Yves Antoine André, homme politique français mort le 29 mars 1796 à Ramonchamp (Vosges). Notaire au Thillot, puis administrateur du département, il est député des Vosges de 1791 à 1792.
- 4 décembre : Naissance de Baptiste-Henri Grégoire.

#### 1751

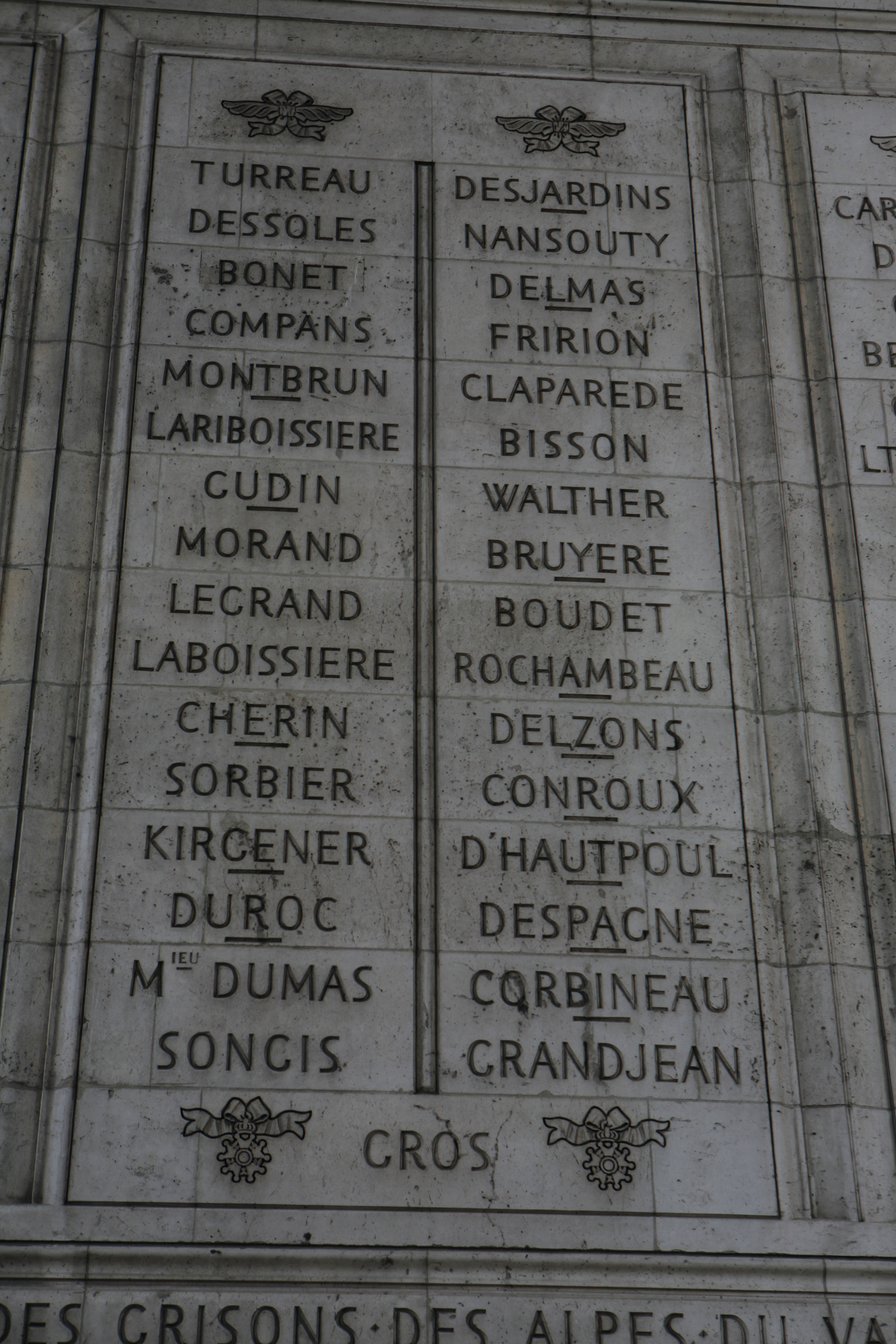
Grandjean gravé sur l'Arc de triomphe.

- Naissance à Mirecourt de Sébastien Gérardin (mort en 1816), naturaliste.
- Metz : Jacques Louis de Bournon (1751-1825), minéralogiste et cristallographe français du XIXe siècle.
- 15 février à Sainte-Hélène : Charles-André Balland, mort à Paris le 27 décembre 1810, avocat, procureur syndic du district de Bruyères, membre de la Convention nationale, député au Conseil des cinq-cents.
- 17 août à Metz : Jean-Nicolas, baron Humbert, dit Humbert de Fercourt[56],[57], mort le 21 septembre 1823 à Metz, est un général français de la Révolution et de l’Empire.
- 6 novembre à Metz : Jean-Victor Colchen (1751 - 1830), administrateur et homme politique français. Il est le frère ainé de Claude Nicolas François Colchen, député au Corps législatif de 1808 à 1815.

#### 1752

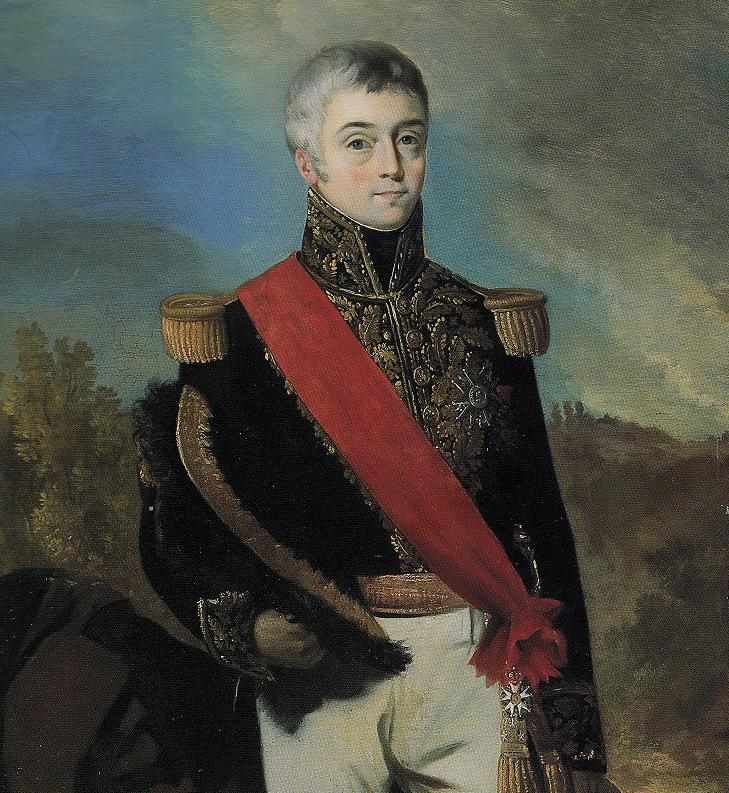
Louis Jean Baptiste Gouvion (1752-1823)

- 5 février, à Neufchâteau : Jean-Claude Cherrier, mort le 7 mai 1823 dans la même ville, homme politique français.
- 6 février, à Toul : Louis Jean Baptiste, comte Gouvion, mort le 22 novembre 1823 à Paris, général de la Révolution et du Premier Empire et un homme politique français.
- 23 février à Briey : Jean-François Thurin, homme politique français mort le 4 janvier 1838 au même lieu.
- 7 mars, à Neufchâteau : François Couhey, mort le 10 avril 1821 à Nancy, avocat et un homme politique français.
- 28 mars, à Toul : Joseph Carez, (mort le 6 juillet 1801 à Toul), imprimeur français exerçant à Toul. Il fait aussi, durant la Révolution, une brève carrière politique au service des habitants de l'ancien département de la Meurthe.
- 28 avril à Lunéville : Dominique Joseph Aubertin, mort le 21 avril 1825 à Lunéville, militaire français. Il prend part aux guerres de la Révolution française et à la guerre de Vendée.
- 16 juin, à Toul : Michel Villot de La Tour, mort le 18 avril 1820, général de brigade de la Révolution française.
- 19 juin aux Paroches (Meuse) : Charles Nicolas Tocquot, homme politique français mort en 1820 aux Paroches.

#### 1753
- 20 janvier à Toul : Jacques Thouvenot, mort le 31 mars 1810 à Temeswar (Roumanie), général de brigade de la Révolution française.
- 14 février à Metz : Charlotte de Bournon (morte en 1842)[58], femme de lettres française.
- 31 juillet à Rémilly (Moselle) : Jean-Baptiste Dominique Rolland, homme politique français mort le 29 novembre 1821 au même lieu.
- 22 octobre à Ventron (Vosges) : Nicolas Gehin, homme politique français mort le 21 janvier 1828 à Nancy (Meurthe).

#### 1754

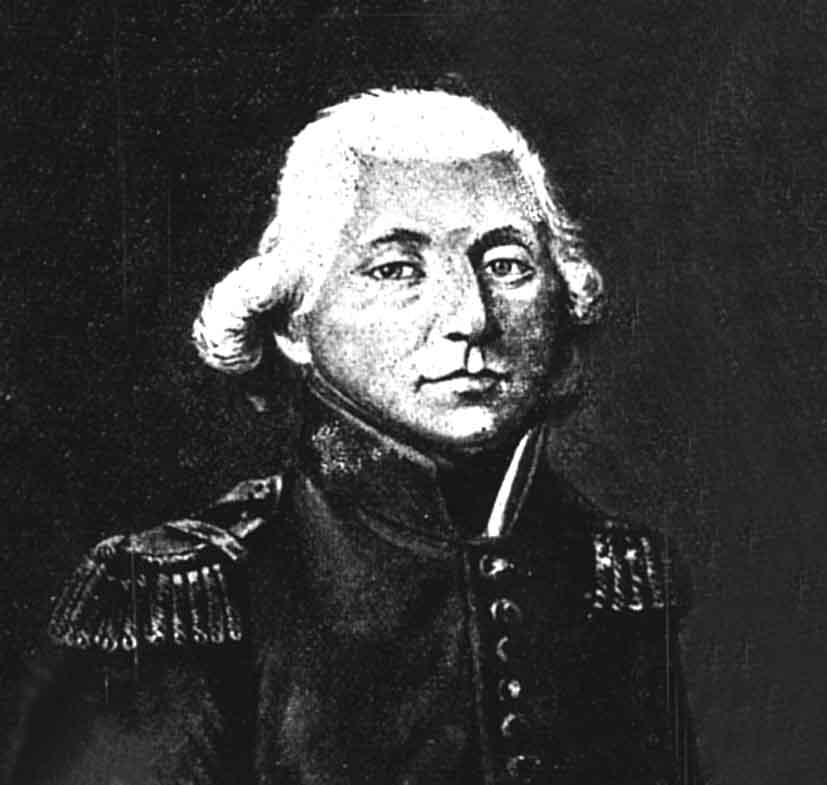
Bouchotte

- 16 janvier à Naives-Rosières (Meuse) : Jean-Ignace Jacqueminot, comte de Ham (mort le 13 juin 1813 à Paris), homme politique français des XVIIIe et XIXe siècles.
- 16 février à Chambley : Jacques-Nicolas Husson, mort le 14 février 1810 à Briey, homme politique français.
- 26 octobre à Bouzonville : Jean-Charles Adam homme politique français. Vice-président du district de Sarreguemines, puis accusateur public au tribunal de cette ville, il est député de la Moselle de 1791 à 1792 et siège à gauche.
- 25 décembre à Metz : Jean-Baptiste Noël Bouchotte, mort le 7 juin 1840 au Ban-Saint-Martin (Moselle), militaire et homme politique français.

#### 1755

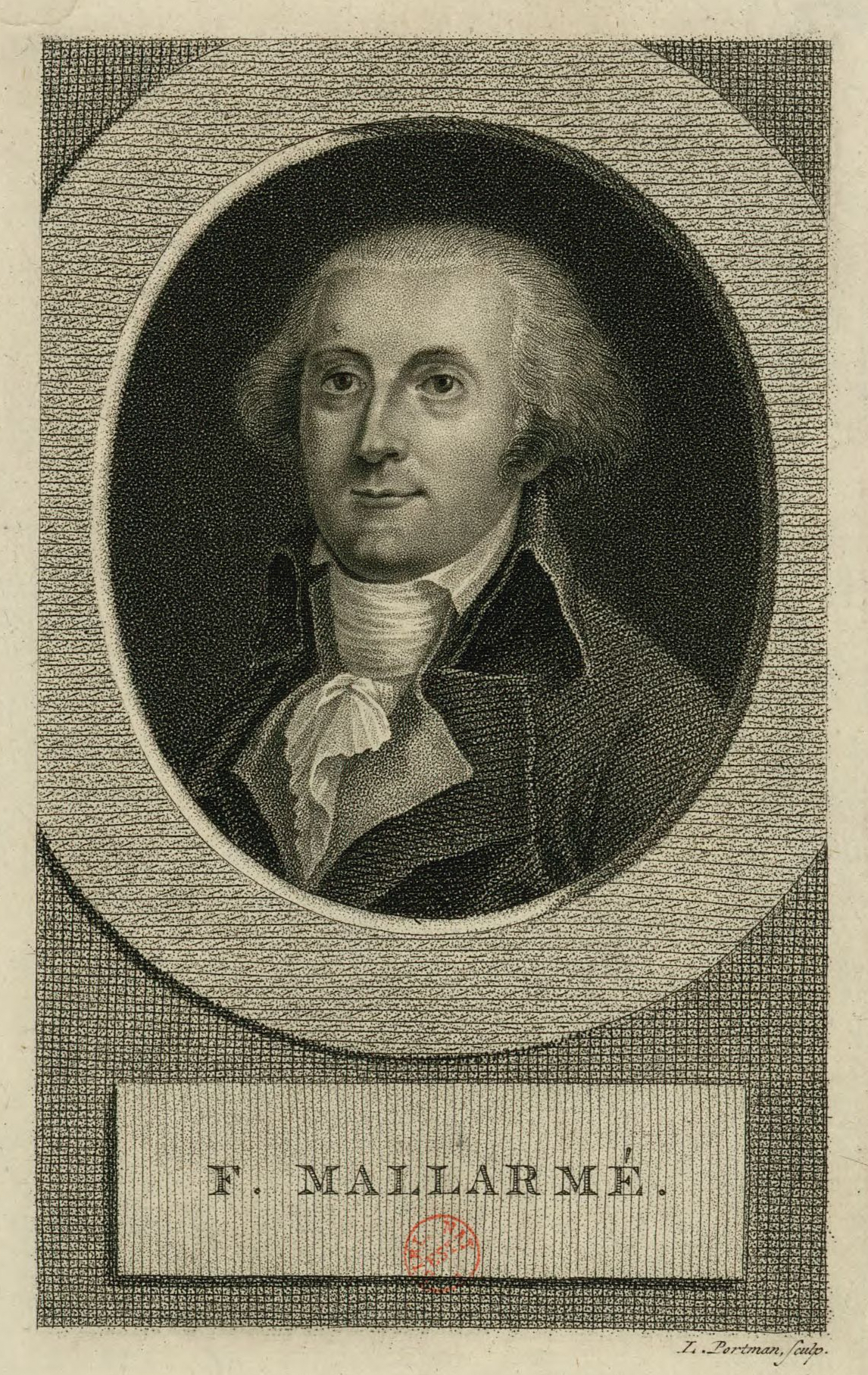
Mallarmé, François-René-Augustin, 1755-1831.

- Naissance à Blâmont de Charles Regnault, député à l'Assemblée nationale constituante.
- 26 janvier à Sarreguemines (Moselle) : Georges Kister, mort le 24 décembre 1832 à Saint-Avold (Moselle), général français de la Révolution et de l’Empire.
- 25 février à Nancy : François René Auguste Mallarmé, mort à Malines, le 9 décembre 1831, homme politique français.
- 22 juillet à Metz, paroisse Saint-Victor : Claude Nicolas François Colchen, politique français mort à Paris le 22 juin 1833.
- 31 août à Lunéville (Meurthe) : Jacques Augustin Lambert Marin, homme politique français.
- 13 novembre à Toul : Baron Joseph-Dominique Louis, également appelé l’abbé Louis ou le baron Louis, homme politique et diplomate français mort à Bry-sur-Marne (Val-de-Marne) le 26 août 1837
- 9 décembre à Nancy : Adélaïde Edmée Prévost, épouse Lalive de La Briche, morte à Paris le 24 janvier 1844, salonnière lorraine, puis, après, 1766, française.
- 19 décembre à Creutzwald : Antoine Christophe Cochois, mort le 5 janvier 1830 à Nancy (Meurthe), général français du Premier Empire.

#### 1756
- Naissance à Longwy de Jacques-Philippe Voïart (mort ap.1850), écrivain français.
- 12 mars à Bar-le-Duc (Meuse): Hyacinthe Boucher de Morlaincourt, mort le 12 mars 1831 à Bar-le-Duc (Meuse), militaire français de la Révolution et de l’Empire.
- 12 septembre
  - Mieugy dans le département de l'Ain[59] : Jean-Chrétien-Ferdinand Hœfer.
  - Montmédy : Jean-Baptiste Jodin, homme politique français mort le 9 août 1830 à Stenay (Meuse).
- 18 novembre à Bar-sur-Ornain : Nicolas Champion, dit Champion de la Meuse, mort le 14 janvier 1815 à Metz, homme politique français de la Révolution et du Premier Empire.

#### 1757
- 26 février à Saint-Mihiel (Meuse) : Dominique Christophe Bazoche, homme politique français mort le 29 octobre 1817 à Saint-Mihiel.
- 9 mars, à Toul : Pierre Thouvenot, mort le 21 juillet 1817 à Orly (Val-de-Marne), général français de la Révolution et de l’Empire.
- 20 mars, à Toul : Guy Louis Henri de Valory, ou de Valori, mort le 8 avril 1817 à Vannes (Morbihan), général français de la Révolution et de l’Empire.
- 4 septembre à Toul : Dominique Salhorgne, mort à Paris le 25 mai 1836, prêtre de l'Église catholique, des XVIIIe et XIXe siècles.
- 1 octobre à Saint-Laurent (Meuse) : Jean Pierre Henry, mort le 22 février 1835 à Verdun (Meuse), général français de la Révolution et de l’Empire.

#### 1758

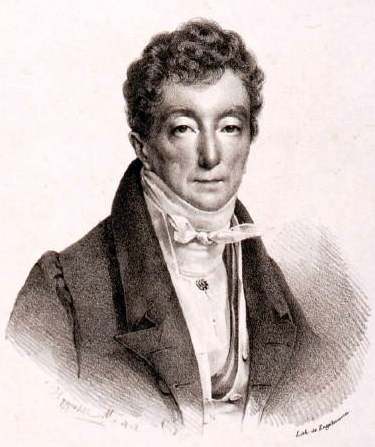
Pierre Gardel 1828.

- 4 février à Nancy : Pierre-Gabriel Gardel, danseur et maître de ballet français, mort à Paris le 18 octobre 1840. Il est le frère de Maximilien Gardel.
- 12 février à Lignéville : Hubert Pyrot, homme politique français mort le 13 août 1834 à Metz (Moselle).
- 17 mars : François Nicolas Anthoine (parfois nommé François-Paul-Nicolas Anthoine), né à Boulay (Moselle), mort à Metz, le 19 août 1793, député du bailliage de Sarreguemines aux États généraux de 1789 et de la Moselle à la Convention nationale.
- 9 avril à Nancy : Claude-Joseph, baron Mallarmé, mort le 22 juillet 1835 à Saint-Max, magistrat et homme politique français.
- 18 mai : Louis Victor Aubert de la Mogère, ou de Lamogère, né à Montpellier (Hérault), mort le 9 novembre 1837 à Metz (Moselle), général français de la Révolution et de l’Empire.
- 8 septembre à Château-Salins : 
  - Louis Joseph Schmits, homme politique français, mort le 18 juillet 1819 au même lieu.
  - Jean-Georges-Charles Voidel, mort le 2 mars 1812 à Arras (Pas-de-Calais), avocat, député de la Moselle, représentant du tiers état du bailliage de Sarreguemines, membre du Club des Jacobins après la Constituante. Il prêta le Serment du Jeu de paume.
- 12 octobre à Forges (Meuse) : Nicolas Barthélemy, homme politique français.

#### 1759

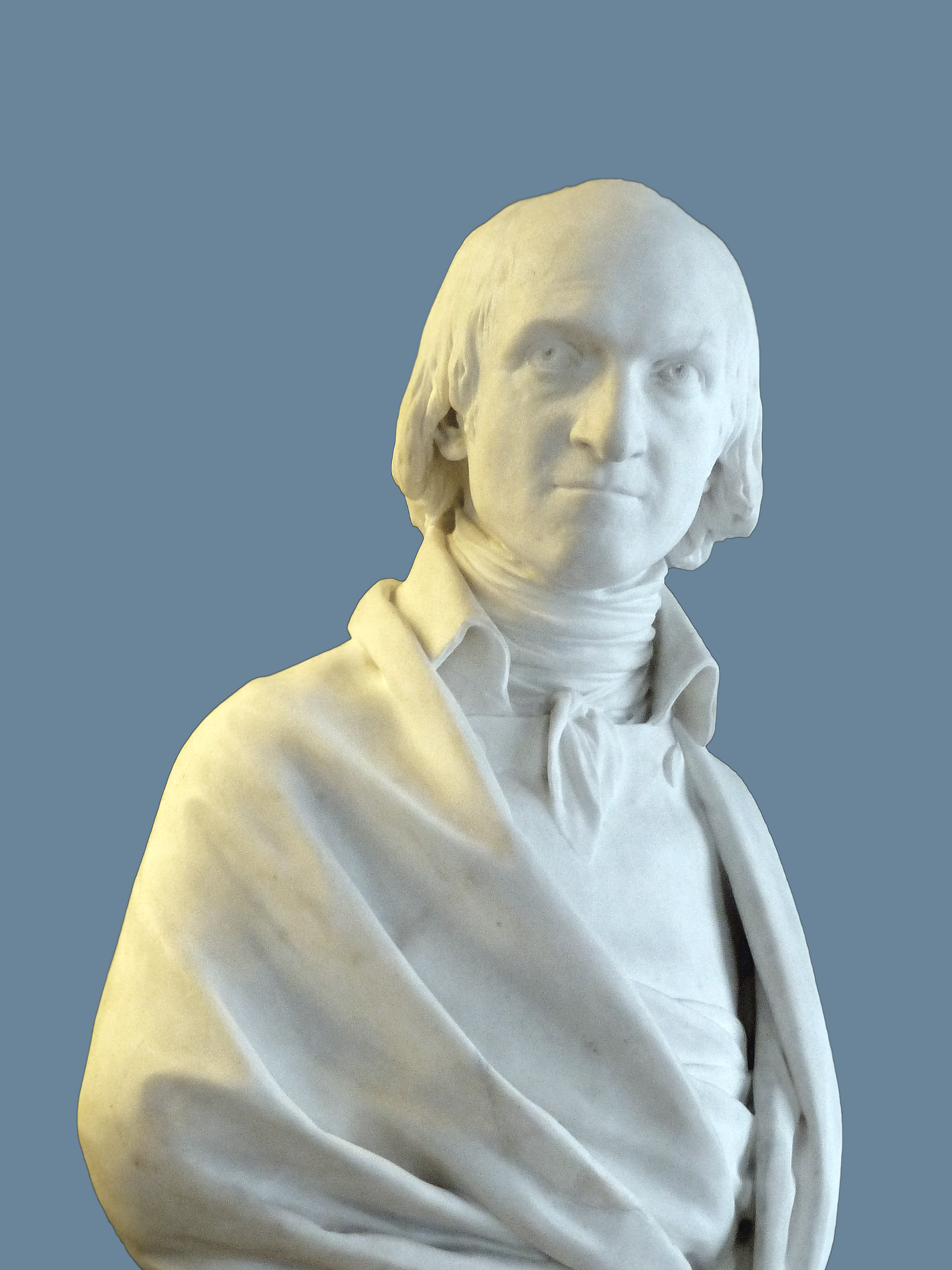
Buste d'Adrien Duquesnoy par Houdon.

- 9 janvier à Raon-l'Étape : Joseph Julien Souhait, mort le 12 décembre 1842 à Nancy, avocat et un homme politique français.
- 27 janvier à Nantillois (Meuse) : Jean-Baptiste Raulin, homme politique français mort le 14 décembre 1835 à Montfaucon (Meuse).
- 22 mars à Senon (Meuse) : Léonard Lebondidier, mort le 27 août 1837 à Verdun (Meuse), général français de la Révolution et de l’Empire.
- 26 septembre à Briey : Adrien Cyprien Duquesnoy, né le 26 septembre 1759[60] ou le 26 novembre 1759[61], avocat, député aux États généraux en 1789, puis maire de Nancy, se signala par sa modération, et n'échappa au supplice que grâce au 9 thermidor. Maire du Xe arrondissement de Paris, il fut disgracié par Napoléon Ier pour avoir marié le 26 octobre 1803 Lucien Bonaparte et Alexandrine de Bleschamp sans son consentement. Ruiné, il se jeta dans la Seine à Rouen le 3 mars 1808
- 28 novembre à Vezelise : Jean-Baptiste Salle, guillotiné à Bordeaux le 20 juin 1794, est un homme politique français, député aux États généraux de 1789, à l'Assemblée constituante et à la Convention nationale, proscrit et condamné à mort comme Girondin.

### Années 1760

#### 1760

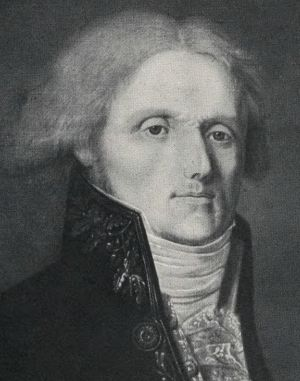
Etienne-Francois-Dralet.

- 13 janvier, Neufchâteau : Étienne-François Dralet, administrateur et forestier français, mort le 21 décembre 1844 à Toulouse (Haute-Garonne).
- 21 février à Toul : Joseph-François-Nicolas Dusaulchoy de Bergemont, mort le 25 juillet 1835 à Paris, dramaturge, écrivain et journaliste français.
- 3 avril, à Nancy : Charles, Alexandre, Hubert Charvet de Blenod, mort le 18 décembre 1813 à Pont-à-Mousson, haut fonctionnaire français, premier préfet de l'histoire des Pyrénées-Orientales.
- 11 juillet à Nancy : François-Benoît Hoffmann, auteur dramatique et critique français, mort à Paris le 25 avril 1828.
- 15 août à Metz : François Claude Joachim Faultrier de l'Orme[56] (mort en 1805), général de la Révolution française et du Premier Empire.
- 20 octobre à Lorry-les-Metz : Mansuy Dominique Roget de Belloguet, mort le 9 janvier 1832 à Rémelfing (Moselle), général français de la Révolution et de l’Empire. Chevalier de l’ordre royal et militaire de Saint-Louis, et commandeur de la légion d’honneur.

#### 1761
- Naissance à Blâmont de Dominique-Louis-Antoine Klein, général comte de l'Empire.
- Naissance à Longuyon : Jean-Pierre Mangin, homme politique français, mort à Longuyon le 17 juin 1818[62].
- 24 mars à Nancy : Charles-Antoine, baron Saladin (mort le 22 octobre 1832 à Nancy), est un homme politique français.
- 27 avril à Rembercourt-Sommaisne (Meuse) : Joseph Desaux, homme politique français mort le 6 novembre 1817 à Bar-le-Duc (Meuse).
- 24 septembre, Nancy : Antoine Bertier, homme politique français, mort le 4 décembre 1854 à Roville-devant-Bayon (Meurthe).
- 25 octobre à Nancy : Antoine Dubois de Riocour, homme politique français mort le 29 mars 1841 à Aulnois-sur-Seille (Moselle).
- 5 décembre à Metz : Louis Joseph Grandeau (mort le 30 mars 1832 à Paris), général de la Révolution française et du Premier Empire[56]. Général de division, puis Lieutenant-général, il porta le titre de baron d'Abancourt.

#### 1762
- 15 janvier : Paul Hippolyte Alexandre Baume, né à Digne (Basses-Alpes), mort le 23 juillet 1842 à Metz (Moselle), militaire français de la Révolution et de l’Empire.
- 21 janvier à Verdun : Jean-Baptiste Toussaint Lambry, homme politique français mort en 1838 à Verdun.
- 4 avril à Verdun (Meuse) : Jean-Baptiste Dominique Catoire-Moulainville ou Catoire de Moulainville, mort le 14 mai 1805 au même lieu, fils de Jean-Baptiste-Henri-César Catoire, écuyer, seigneur de Moulainville, conseiller du Roi, receveur des finances[63],[64] trésorier de France à Metz et de Jean-Marie-Renée Mangin. Il est un homme politique français[65],[66],[67],[68],[69],[70].
- 13 septembre à Thionville : Antoine Merlin, dit Merlin de Thionville pour le distinguer de Merlin de Douai, mort à Paris le 14 septembre 1833, député de la Moselle à la Convention nationale. C'est l'un des plus fameux représentants en mission de la Convention.
- 21 octobre à Toul : François Louis Dedon-Duclos, mort à Vanves le 19 janvier 1830, général d’artillerie sous la Révolution et le Premier Empire.
- 18 décembre à Stenay (Meuse) : Étienne, baron Radet, mort le 27 septembre 1825 à Varennes (Meuse), général français de la Révolution et de l’Empire.

#### 1763

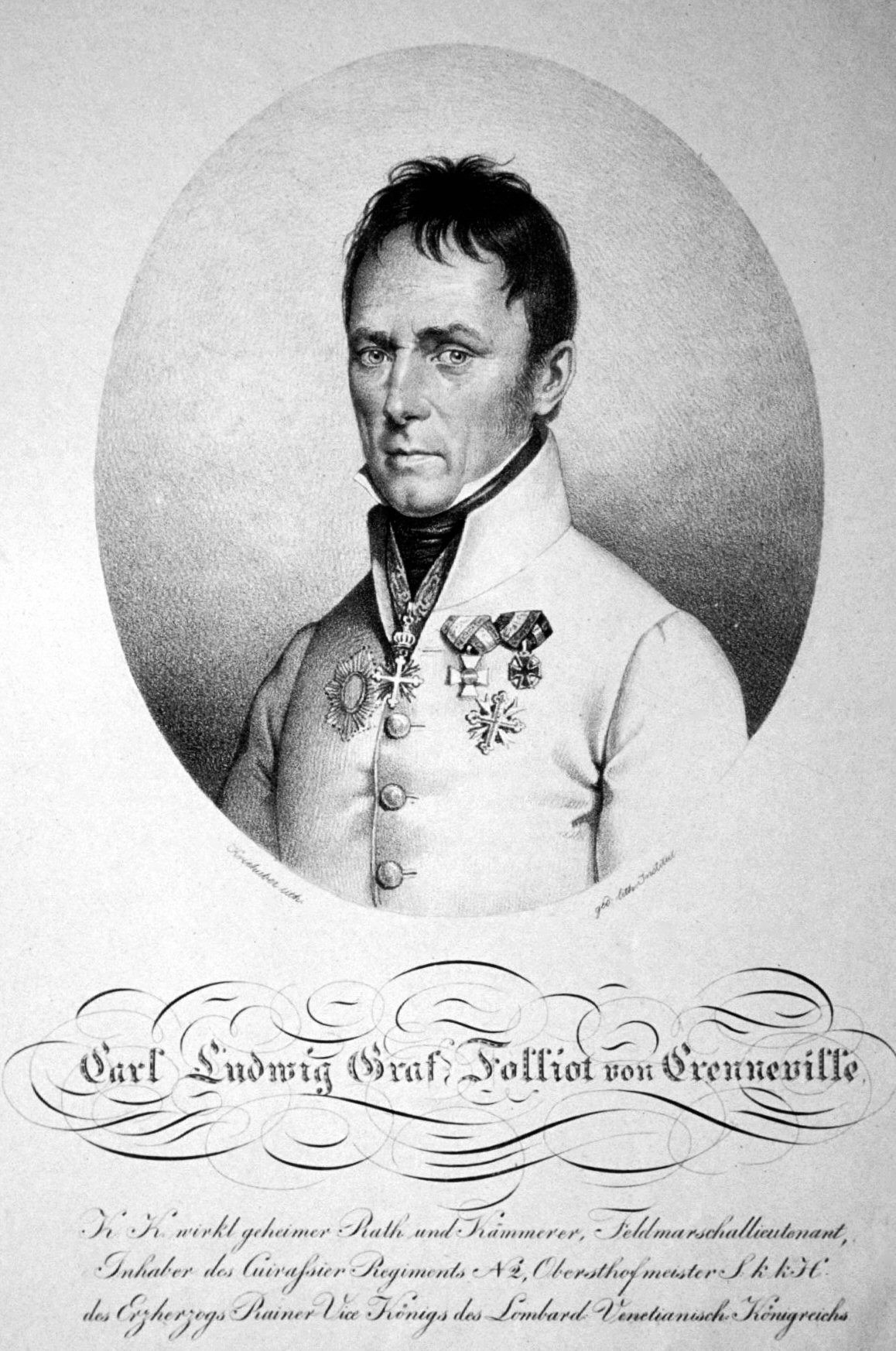
Louis Charles Folliot de Crenneville

- 4 janvier à Nancy : Jean-Louis Thomas, homme politique français.
- 17 février à Thionville : Didier Thirion, mort le 28 décembre 1815 à Paris, homme politique français, député durant la Révolution française[71].
- 11 juin à Sarreguemines : Jean-Jacques Dumaire, homme politique français.
- 3 juillet à Metz : Louis Charles Folliot de Crenneville (mort à Vienne, le 21 juin 1840), général de corps d'armée de l’empire d'Autriche. Actif pendant les guerres napoléoniennes, il fut nommé commandant de la Garde impériale autrichienne en 1835.
- 7 juillet à Lunéville (Meurthe-et-Moselle)Antoine Stanislas Nicolas Pierre Fourier Jankovicz de Jeszenicze, homme politique français mort le 6 juin 1847 à Versailles (Yvelines).
- 5 août à Nancy : Nicolas Xavier Willemin, mort le 23 janvier 1833 à Paris, graveur, historien d'art et antiquaire français.
- 22 août à Metz : Simon de Faultrier, mort le 24 juin 1832 à Metz (Moselle), général français de la Révolution et de l’Empire.
- 7 septembre, à Neufchâteau dans les Vosges : Nicolas François Roussel d'Hurbal, mort le 25 mars 1849 à Paris, général français de la Révolution et de l’Empire.

#### 1764

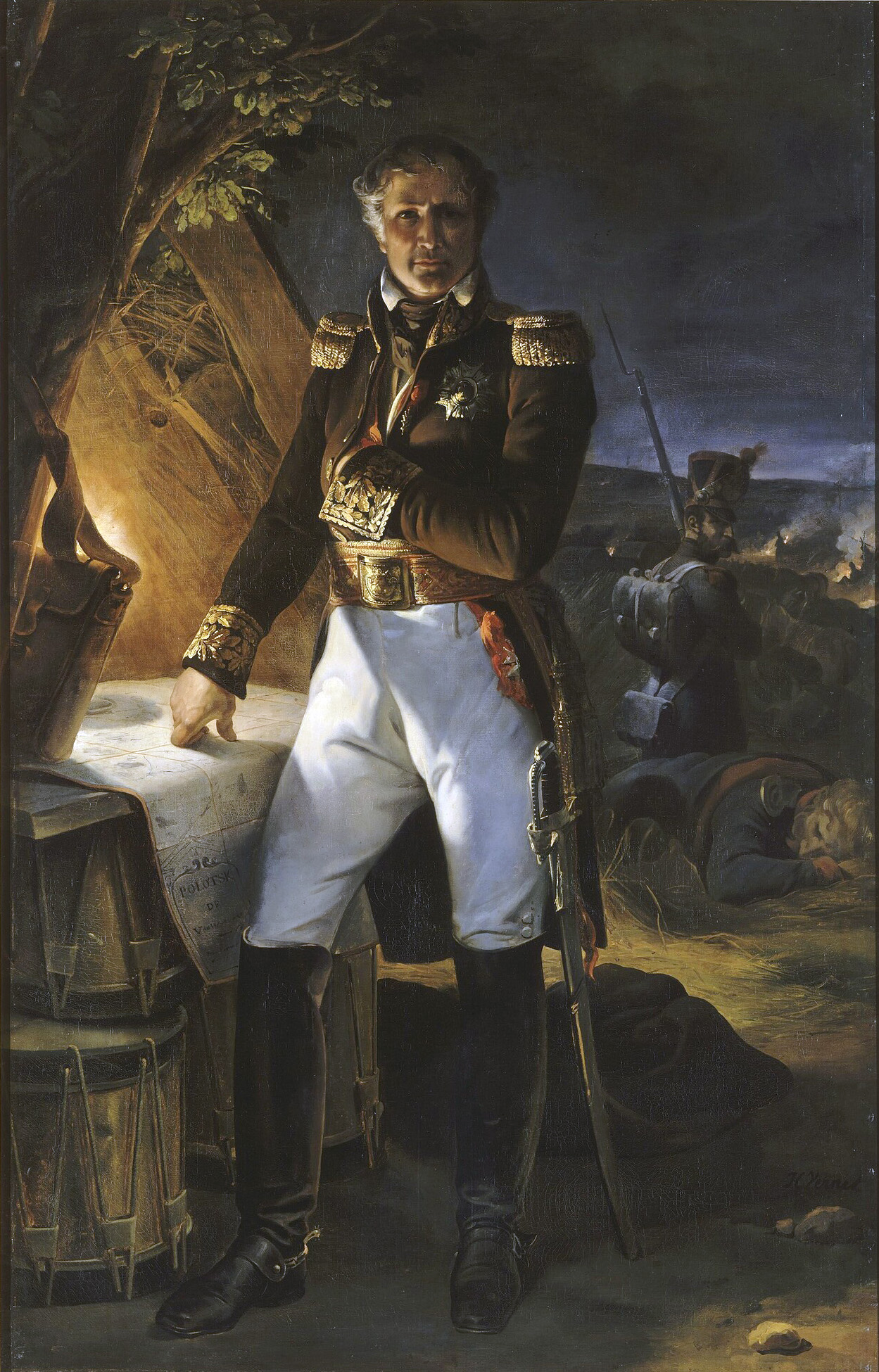
Laurent de Gouvion-Saint-Cyr.

- Metz : Joseph Coincé, mort le 10 mai 1833 à Laval, religieux français.
- 15 janvier, Neufchâteau (Vosges) : Joseph Louis d'Arbois de Jubainville, mort de la fièvre jaune le 16 novembre 1803 sur un navire anglais au large des côtes de la Jamaïque, général français de la Révolution.
- 13 avril, à Toul : Laurent Gouvion, marquis de Saint-Cyr dit Gouvion-Saint-Cyr, mort le 17 mars 1830 à Hyères, maréchal d'Empire et homme politique français.
- 26 avril à Mirecourt : Claude Charles Estivant homme politique français, mort le 27 février 1839 à Nancy (Meurthe-et-Moselle).
- 25 décembre à Baâlon (meuse) : Jean Chenet, homme politique français mort le 5 juillet 1838 à Montmédy (Meuse).

#### 1765
- 5 janvier à Nancy : Joseph-Gaspard, comte d'Hoffelize, mort le 6 janvier 1849 à Longuyon, officier général et homme politique français.
- 20 janvier à Metz (Moselle) : François Durand de Tichemont, mort le 26 décembre 1852 à Richemont (Moselle)[72], député français, actif sous la Restauration. Il fut député de la Moselle de 1822 à 1831.
- 28 à Mirecourt : Jean-François Aldric[73], mort en 1843, luthier français.
- 17 mai à Metz (Moselle) : Louis François Mennessier, homme politique français mort le 1er avril 1831 à Metz.
- 10 juin à Toul : Laurent Barnabé Dedon, mort le 29 octobre 1810 à Naples (Italie), militaire français de la Révolution et de l’Empire.
- 28 septembre à Laheycourt (Meuse) : Jean François Porson, mort le 2 mai 1840 à Laheycourt (Meuse), général français de la Révolution et de l’Empire.
- 6 novembre à Lunéville : Charles-Joseph Parmentier (mort le 2 février 1843 à Phalsbourg (Meurthe), homme politique français du XIXe siècle.
- 16 novembre à Nancy : François Mansuy, baron Thiry, mort à Nancy le 8 décembre 1854, avocat et homme politique français.
- 30 décembre à La Petite-Raon : Dom Joseph Fréchard, mort à Vézelise (Meurthe) le 23 juillet 1849, prêtre réfractaire des Vosges qui entreprend par la suite une œuvre fondatrice pour généraliser l'éducation enfantine et former maîtres et maîtresses d'école, à partir du diocèse de Nancy jusqu'en 1830 et en particulier de sa paroisse de Colroy-la-Roche qu'il anime de 1808 jusqu'en 1822.

#### 1766

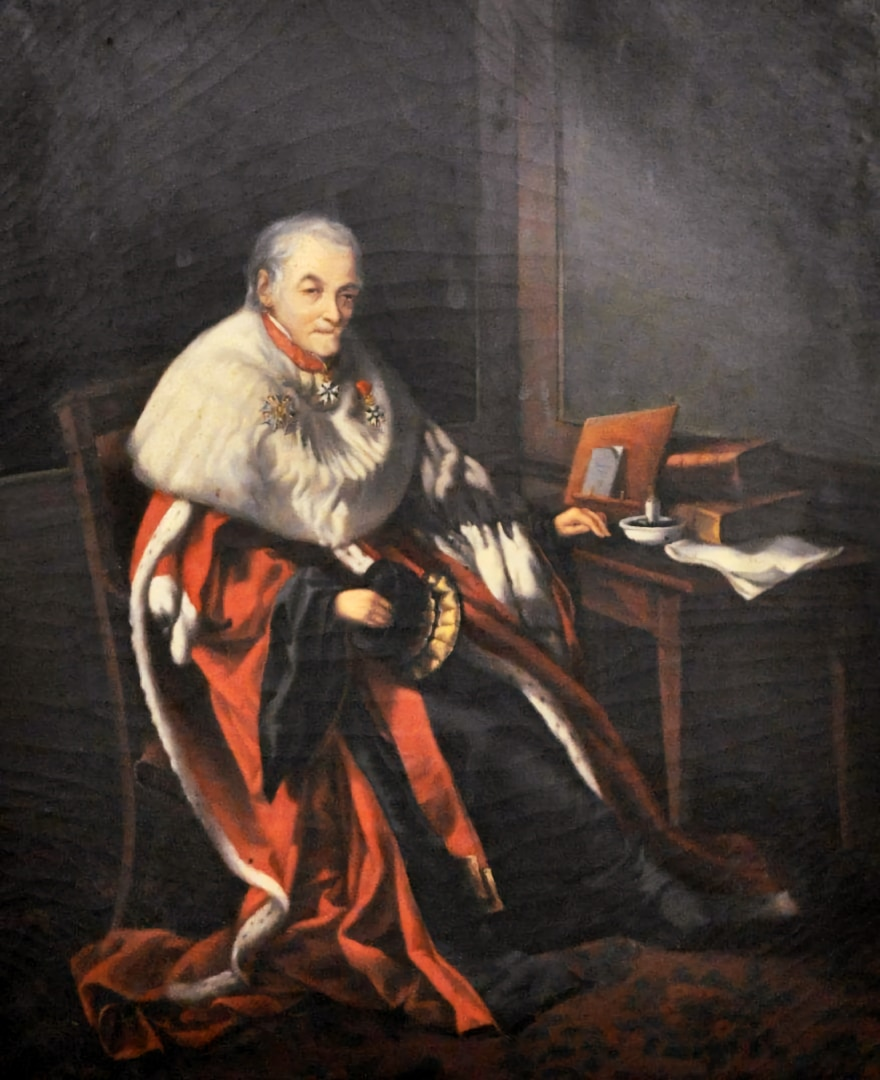
Joseph Zangiacomi (1766-1846).

- 2 janvier à Metz : Basile Guy Marie Victor Baltus de Pouilly, mort le 13 janvier 1845 à Brie-Comte-Robert, général français de l’Empire[56].
- 19 mars à Nancy (Lorraine-et-Barrois) : Joseph Zangiacomi, mort à Paris le 12 janvier 1846, est un magistrat et un homme politique français.
- 13 septembre à Varize-Vaudoncourt (Moselle) : Paul Abraham Giral, homme politique français.

#### 1767

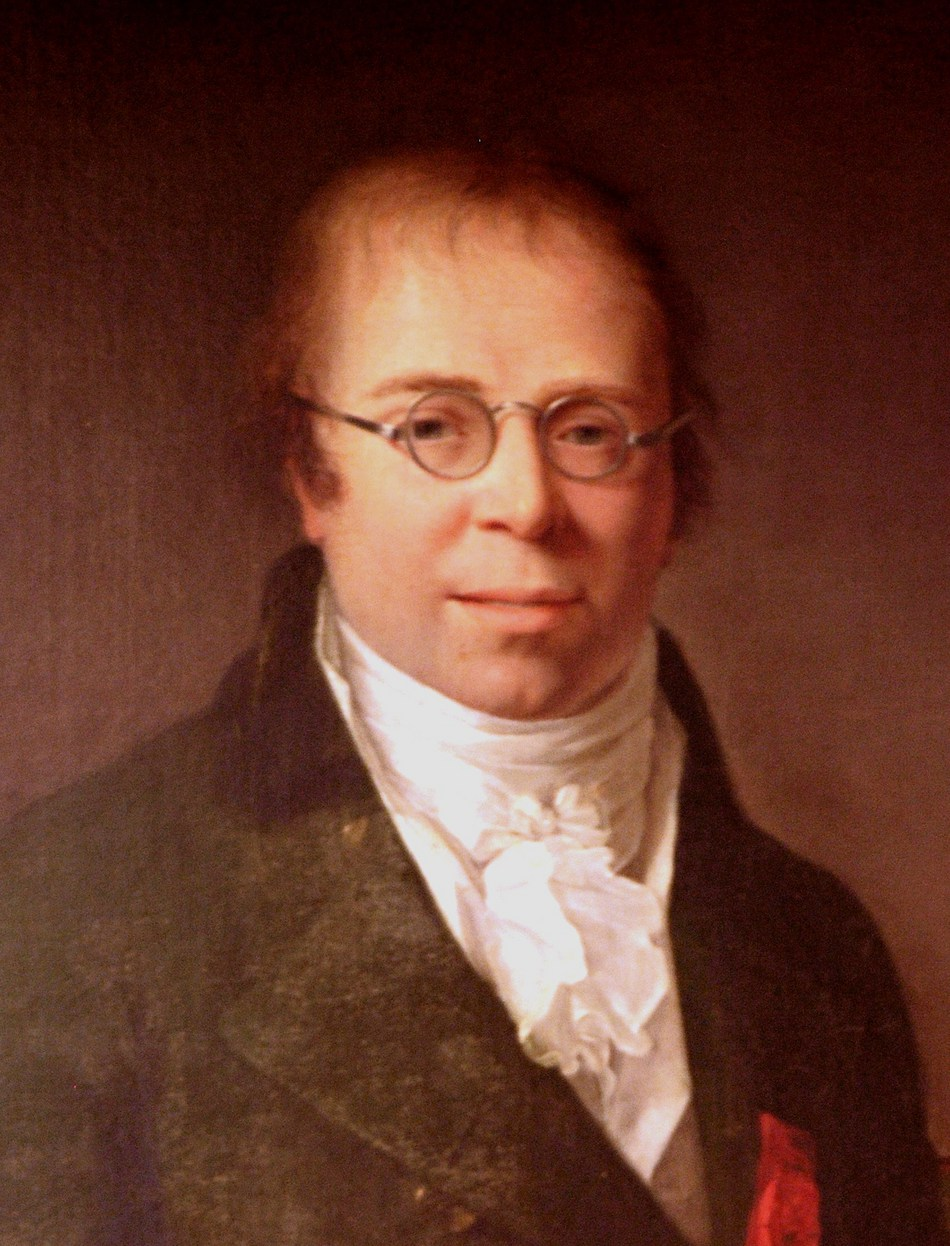
Claude-François-Etienne Dupin

- 1 janvier à Nancy : Pierre Dieudonné Louis Saulnier, homme politique français mort le 23 février 1838 à Paris.
- 7 janvier à Verdun (Trois-Évêchés) : Jacques Le Bourgeois du Cherray, homme politique français mort le 25 décembre 1827 à Cattenom (Moselle).
- 4 avril, à Toul : Jean François André, homme politique français mort le 15 octobre 1848 à Colmar (Haut-Rhin).
- 11 avril à Nancy : Jean-Baptiste Isabey, mort à Paris le 18 avril 1855 (à 88 ans), portraitiste et miniaturiste Français.
- 28 juillet à Craon : François René Cailloux, dit Pouget, fils du chirurgien ordinaire du roi de Pologne, mort le 17 septembre 1851 à Nancy (Meurthe-et-Moselle), général français de la Révolution et de l’Empire.
- 31 août à Metz : Pierre-Joseph Chédeaux[74], homme politique français mort du Choléra à Paris, le 13 avril 1832
- 20 septembre à Nancy : Christophe-Thiébault, comte d'Hoffelize (mort le 2 juillet 1842 à Nancy), militaire et homme politique français.
- 21 septembre à Saint-Aubin-sur-Aire (Meuse) : Jean-Louis Vivenot, homme politique français mort le 4 septembre 1817 à Commercy (Meuse).
- 1 novembre à Metz : Stanislas Michel François Vallet de Merville homme politique français mort le 20 août 1833 à Nancy (Meurthe-et-Moselle).
- 30 novembre à Metz : Claude-François-Étienne, baron Dupin (mort en 1828), administrateur et homme politique français. Il fut le premier préfet des Deux-Sèvres et conseiller maître à la cour des comptes[75].
- 17 décembre à Rémilly (Moselle) : Joseph Gabriel Lapointe, mort le 4 juin 1850 à Maizery (Moselle), militaire français de la Révolution et de l’Empire.
- 20 décembre, à Toul : Louis Thomas Gengoult, mort le 18 décembre 1846 à Toul, général français de la Révolution et de l’Empire dit le baron Louis, ancien ministre des Finances.

#### 1768
- Naissance à Mirecourt de Jean-Baptiste Vuillaume, luthier.
- 7 février à Saint-Avold (Moselle) : Jacob Metzinger, mort le 21 août 1845 à Phalsbourg (Moselle), colonel français de la Révolution et de l’Empire.
- 5 mai à Charmes (Vosges) : Louis Léopold Buquet, (Charmes, 5 mai 1768 – Nancy, 25 avril 1835)[76], général et homme politique français de la Révolution et de l’Empire.
- 2 juillet à Saint-Mihiel (Meuse) : Laurent Leclerc, homme politique mort le 10 mai 1844 à Saint-Mihiel.
- 25 août à Lérouville : Louis François Boy[77], mort le 27 décembre 1842 à Commercy Meuse, général de brigade français du Premier Empire.
- 25 octobre à Metz : François Gabriel Simon, homme politique français, mort le 30 mai 1834 au même lieu.
- 29 décembre à Nancy : Charles Louis Dieudonné Grandjean, général français de la Révolution et de l’Empire.

#### 1769
- 6 février à Senones (Vosges) : Nicolas Welche, homme politique français, mort le 24 mai 1844 à Nancy (Meurthe).
- 11 février à Nancy : Philippe, baron Christophe de Lamotte-Guéry († 28 avril 1848 - Versailles), militaire français des XVIIIe et XIXe siècles.
- 11 mars à Harbouey (actuelle Meurthe-et-Moselle): François Balthazar Lafrogne, homme politique français, mort le 23 août 1845 à Blamont (Meurthe).
- 18 mai : Gilbert-Jean-Baptiste, baron Dufour, mort le 10 mars 1842, à Metz, administrateur militaire et homme politique français.
- 15 juillet à Dun-sur-Meuse (Meuse) : Brice Jean Baptiste Renard, mort le 2 juillet 1854 à Dun-sur-Meuse (Meuse), général français de la Révolution et de l’Empire.
- 8 décembre à Metz : Joseph Bastien (mort en 1838), officier de la Grande Armée, ayant servi sous la Révolution et le Premier Empire. Blessé à Wagram, il fut promu Officier de l'ordre de la Légion d'honneur le 23 juillet 1809. Il fut fait Chevalier de l’Empire en 1811.

### Années 1770

#### 1770

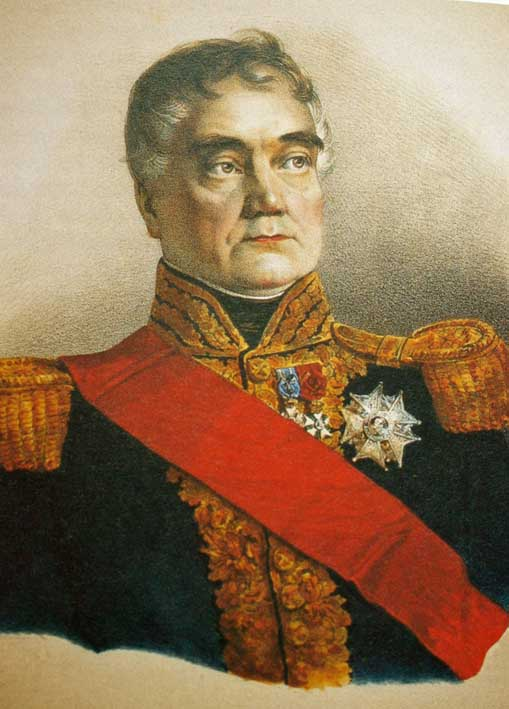
Georges Mouton.

- 21 février à Phalsbourg : Georges Mouton, mort le 27 novembre 1838 à Paris, général français de l’Empire, comte d'Empire, maréchal et pair de France.
- 14 avril à Longwy : Eugène-Casimir Villatte, comte d'Oultremont[78], mort le 14 mai 1834 à Nancy (Meurthe), général français de la Révolution et de l’Empire.
- 7 juin à Cheminot (Moselle) : Jean Thomas, mort le 18 décembre 1853 à Ars-Laquenexy (Moselle), général français de la Révolution et de l’Empire.
- 5 août : naissance à Grand d'Étienne Pariset, médecin français, fondateur de la Société protectrice des animaux.
- 17 août à Metz : Joseph de Turmel[79], mort à Metz le 18 mars 1848, à l'âge de 77 ans[79], homme politique français, maire de Metz.
- 23 septembre
  - Nancy : Nicolas-François, baron Christophe, mort le 14 août 1839 à Versailles (Seine-et-Oise), général français de la Révolution et de l’Empire.
  - Le Bouchon-sur-Saulx (Meuse) : Pierre Deminuid-Moreau, homme politique français mort le 8 décembre 1841 à Longeville-en-Barrois (Meuse).
- 4 novembre à Metz : Jean-Baptiste Bouchotte[80](1770 - 1852), officier supérieur du Premier Empire. Il reçut la croix de la légion d'honneur le 25 prairial de l'an XII et fut député de Moselle.

#### 1771

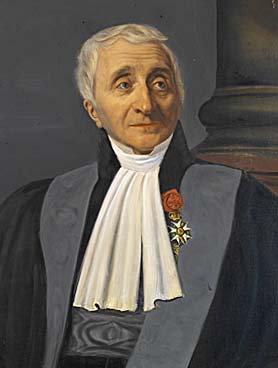
Joseph Diez Gergonne

- 19 juin à Nancy : Joseph Diez Gergonne, mort le 4 avril 1859 à Montpellier, mathématicien français.
- 8 septembre à Lamarche : François-Léopold Bresson, mort le 21 novembre 1848 à Paris, avocat, magistrat et homme politique français.
- 4 novembre à Nancy : Charles Antoine Liébault, mort le 30 avril 1811 à Paris, général de brigade de la Révolution française.
- 6 novembre, à Toul : Pierre Marie de Bicquilley, tué le 27 janvier 1809 à la Bataille de Villafranca del Bierzo (Espagne), général français du Premier Empire.

#### 1772

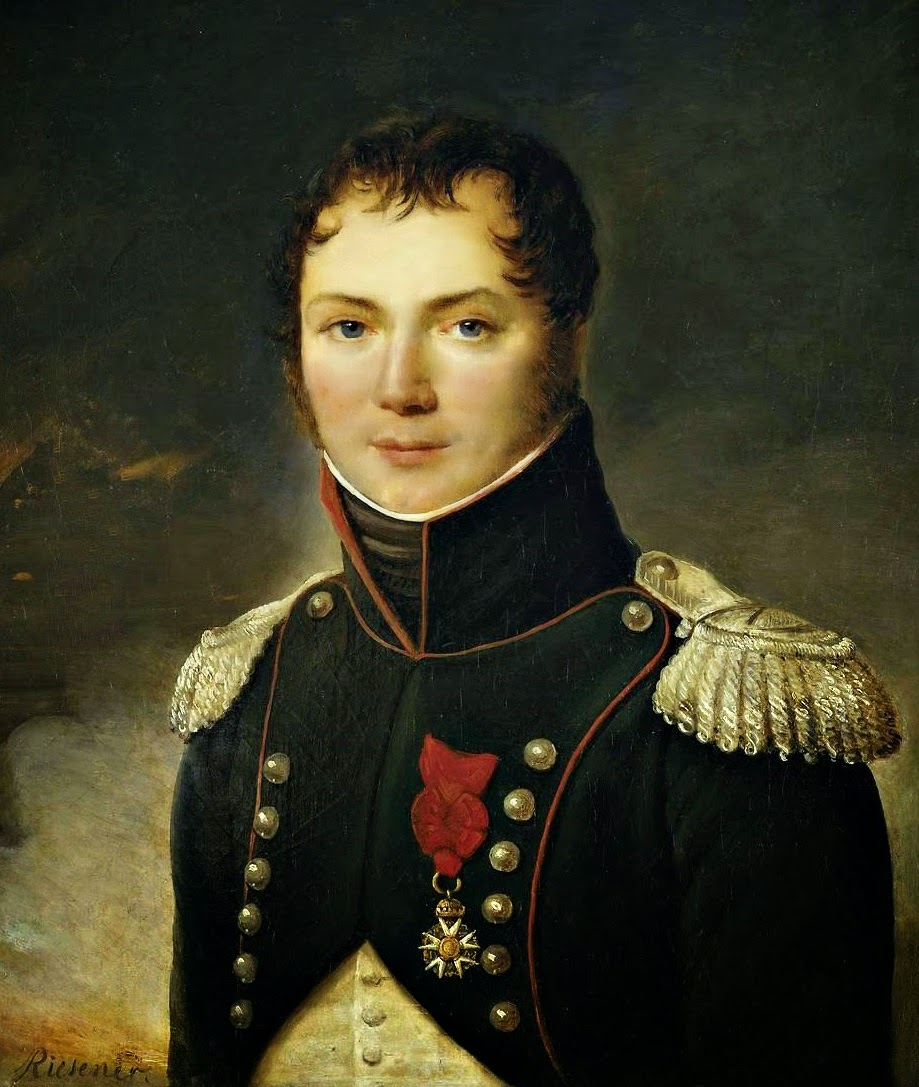
Riesener - Le colonel baron C.-C. Jacquinot (1772-1848) en tenue de colonel du 11e chasseurs à cheval.

- 21 janvier, Neufchâteau (Vosges) : Pierre-Simon d'Alsace de Hénin-Liétard, mort le 20 janvier 1825 au château de Bourlémont à Frebécourt[81]), militaire français des XVIIIe et XIXe siècles.
- 30 janvier à Metz : Pierre Hennequin (mort en 1849), pédagogue français. Il fut professeur à l'Université de Moscou de 1827 à 1830[82]
- 12 mars :
  - Le Tholy (Grand-gouvernement de Lorraine-et-Barrois, actuel département des Vosges) : François Nicolas Roger-Belloguet, homme politique français décédé le 27 juillet 1851 à Sarreguemines (Moselle).
  - Metz : Charles-François Grandin dit Grandville, acteur français, mort à Sens (Yonne) le 3 décembre 1836.
- 2 juillet à Mirecourt : Joseph-Emmanuel Aubry (mort le 18 août 1812 - Bataille de Polotsk), militaire français des XVIIIe et XIXe siècles.
- 14 juillet : Jean Étienne Casimir Poitevin de Maureilhan, mort le 19 mai 1829 à Metz (Moselle), général de division du Premier Empire.
- 27 juillet à Étain (Meuse) : François Marchand-Collin est un homme politique français mort le 10 octobre 1831 à Étain.
- 3 août : Charles Claude Jacquinot, mort à Metz le 24 avril 1848, militaire français ayant commencé sa carrière en 1791 en tant que volontaire dans les armées de la Révolution. Lieutenant et aide de camp auprès du général Beurnonville en 1795, il commande par intérim le 1er régiment des chasseurs à cheval avec lequel il combat à la bataille de Hohenlinden.
- 4 octobre à Nancy : Charles-François de Ladoucette, né Jean-Charles-François Ladoucette[83], mort à Paris le 19 mars 1848, préfet, député, et écrivain français.
- 4 novembre à Villécloye (Meuse) : Christophe Henrion, mort le 2 novembre 1850 à Montmédy, général français de la Révolution et de l’Empire.
- 8 décembre à Metz : André Burthe d’Annelet[56], mort le 2 avril 1830 à Paris, général français de la Révolution et de l’Empire

#### 1773

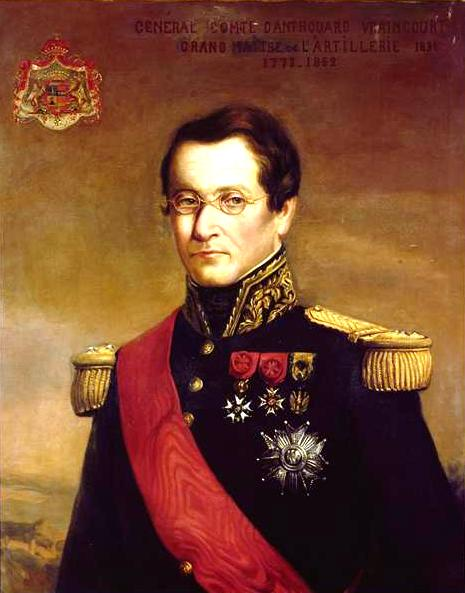
Général Comte d'Anthouard Vraincourt, grand maître de l'artillerie (1773-1852)

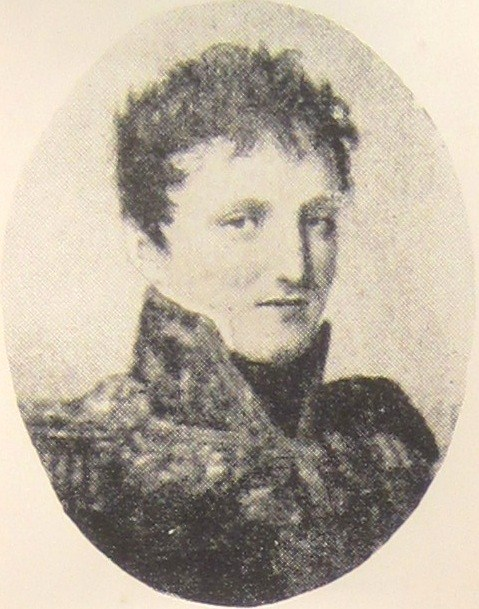
Le général de division baron Jean-Baptiste Pierre de Semellé

- 22 janvier à Nancy : René-Charles Guilbert de Pixerécourt[84],[85],[86] où il est mort le 27 juillet 1844, dramaturge, directeur de théâtre, traducteur et bibliophile[87] français.
- 7 avril à Verdun : Charles Nicolas d'Anthouard de Vraincourt (ou Danthouard), mort le 14 mars 1852 à Paris, général français du Premier Empire.
- 16 juin à Metz : Jean-Baptiste Pierre de Semellé, mort le 25 janvier 1839 à Courcelles-Chaussy, en Moselle, général français de la Révolution et de l'Empire. Il est député en 1822 et de 1830 à 1837.
- 21 août : Jean-Baptiste Joseph de Lardemelle, mort le 3 octobre 1855, administrateur militaire et homme politique français. Intendant militaire sous le Premier Empire, il est député de la Moselle sous la Restauration, de 1822 à 1831. Siégeant d'abord au centre droit, il est légitimiste à la fin de sa vie.
- 20 septembre à Nancy : Pierre François Viriot, colonel français mort le 10 juin 1860 à Livry. Il fut un des protagonistes de l'Affaire Clément de Ris.
- 28 septembre à Metz : le Général Baron Jean Gougeon (mort en 1836), officier supérieur du Premier Empire et sous la Restauration, Commandeur de la Légion d'honneur, il deviendra baron et Maréchal de camp sous la Restauration.
- 18 octobre à Woippy : Jean Poulmaire, homme politique français mort le 10 janvier 1836 à Thionville (Moselle).
- 15 novembre à Nancy : Joseph Léopold Sigisbert Hugo, mort le 29 janvier 1828, général français de la Révolution et de l’Empire. Il est le père de Victor Hugo.

#### 1774

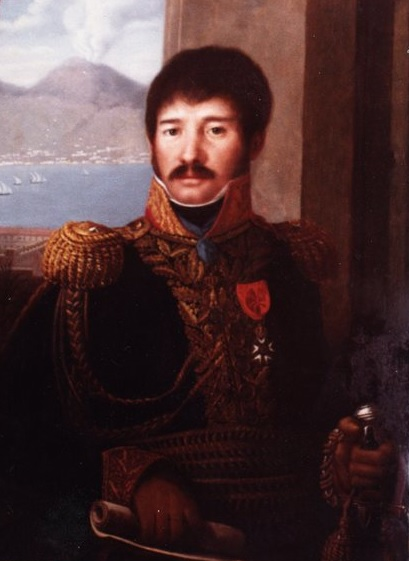
Jean Louis Soye

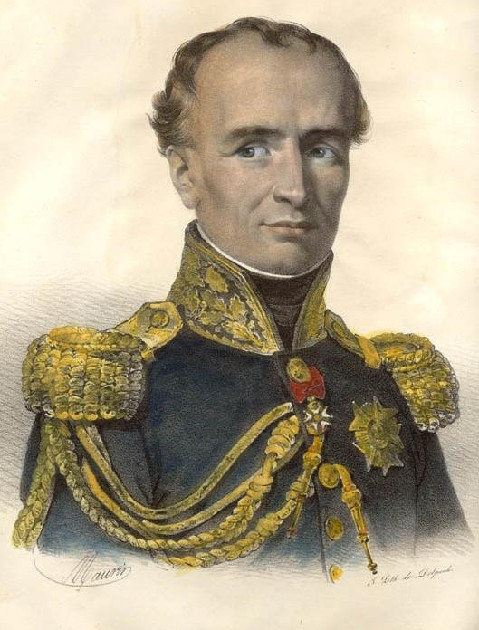
General Antoine Drouot.

- 11 janvier : Naissance à Nancy d'Antoine Drouot, mort le 24 mars 1847 à Nancy (Meurthe-et-Moselle), général d'artillerie français du Premier Empire, pair de France. Napoléon Ier dira de lui : « Il n'existait pas deux officiers dans le monde pareils à Murat pour la cavalerie et à Drouot pour l'artillerie[88]. »
- 10 février à Phalsbourg : Jean-Louis Soye, mort le 16 juillet 1832 à Vaucouleurs, général de brigade du Premier Empire.
- 25 mars à Metz : Pierre Charles Thérèse Maud'huy, homme politique français, mort le 12 septembre 1843 à Metz.

#### 1775
- 3 décembre à Remiremont (Vosges) : Jean-François-Xavier Croissant, homme politique français, mort le 18 décembre 1855 à Paris.

#### 1776
- 29 janvier à Metz : François Joseph Henrion, mort le 5 août 1849 à Paris, officier supérieur français de la Révolution et de l’Empire, et général de la Seconde Restauration.

#### 1777
- 14 février à Nancy : Louis-Joseph Hugo, mort le 18 décembre 1853 à Tulle (France), oncle de Victor Hugo, colonel du Premier Empire français. Officier général en retraite, il devint maire de Tulle.
- 26 février à Nancy : Mathieu de Dombasle, couramment C.J.A. Mathieu de Dombasle, mort le 27 décembre 1843 dans la même ville, est un agronome, précurseur de l'enseignement supérieur agricole français. Surnommé par ses contemporains « le meilleur laboureur de France »[89], il fonde une « ferme exemplaire » à Roville, qui sera bientôt imitée, et une fabrique d'instruments aratoires qui connut un réel succès.
- 22 septembre, Nancy : Frédéric Auguste, baron de Beurmann, mort le 13 avril 1815 à Metz, général français de la Révolution et de l’Empire.
- 28 novembre à Nancy : Antoine Perrin de Brichambault, général français, actif pendant la Restauration.
- 9 novembre, Nancy : Joseph Charles Bailly, mort en 1844, minéralogiste français qui participa à l'expédition vers les Terres australes que conduisit Nicolas Baudin au départ du Havre à compter du 19 octobre 1800.
- 5 décembre à Nancy : Charles Guépratte (mort à Lambézellec le 24 octobre 1857), mathématicien et astronome français, grand-père d'Émile Guépratte.

#### 1778
- 28 septembre à Nancy : Jean Girardet, né à Lunéville en 1709, peintre lorrain, puis français à la suite de l'annexion du duché de Lorraine par la France en 1766.
- 5 octobre à Metz : Jean François Alexandre Boudet de Puymaigre[90], mort le 19 mai 1843 à Inglange (Moselle), haut fonctionnaire français, préfet du Haut-Rhin, de l'Oise et de la Saône-et-Loire sous la Restauration[91].

#### 1779

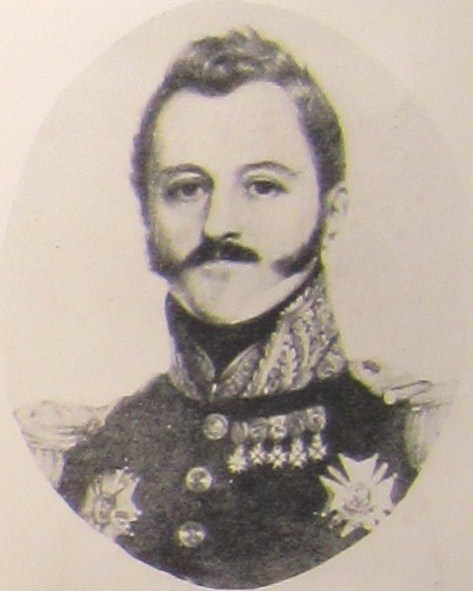
Virgile Schneider

- 22 mars à Sarreguemines: Chevalier Virgile Schneider, général et homme politique français, mort à Paris le 11 juillet 1847. Il fut ministre de la Guerre sous la monarchie de Juillet dans le deuxième gouvernement de Jean-de-Dieu Soult du 12 mai 1839 au 1er mars 1840.
- 12 juillet à Longeaux : Charles-Adrien, baron de Cholet, mort le 14 décembre 1868 à Mauvages, homme politique français.
- 19 septembre : Joseph d'Arros, homme politique français né à Plappeville (Moselle) et mort le 20 novembre 1855 à Metz (Moselle).

### Années 1780

#### 1780
- Bouzonville : Louis Bouvier-Dumolart, écrit également Dumolard, mort le 1er avril 1855 à Paris. Préfet et député[92].
- 21 mai à Nancy : François Alexandre de Metz, mort le 11 juillet 1840 dans la même ville, homme politique français.

#### 1781
- 1er juin à Nancy : Nicolas Sébastien Maillot, peintre français, mort en 1856, plus connu pour son activité de restaurateur de tableaux.
- 13 juillet à Verdun : Joseph-François (de) Soleirol, mort le 5 mars 1853 à Metz, botaniste français, ingénieur de l'armée française.
- 3 octobre à Nancy : Jean-Baptiste François Jacqueminot, 2e comte de Ham (3 octobre 1781 - Nancy ✝ 10 juin 1861 - La Poterie (Loiret)), homme politique français du XIXe siècle.

#### 1782
- 2 février à Toul : Marie Henri Daniel Gaulthier, comte de Rigny, mort à Paris le 6 novembre 1835, officier de marine et homme politique français.
- 24 août à Médonville : Pierre Sébastien Thouvenel, homme politique français, mort le 10 octobre 1837 à Lunery (Cher).
- 19 septembre : Joseph Jules de Foucauld, mort à Metz le 3 mars 1821, officier et député français.

#### 1783

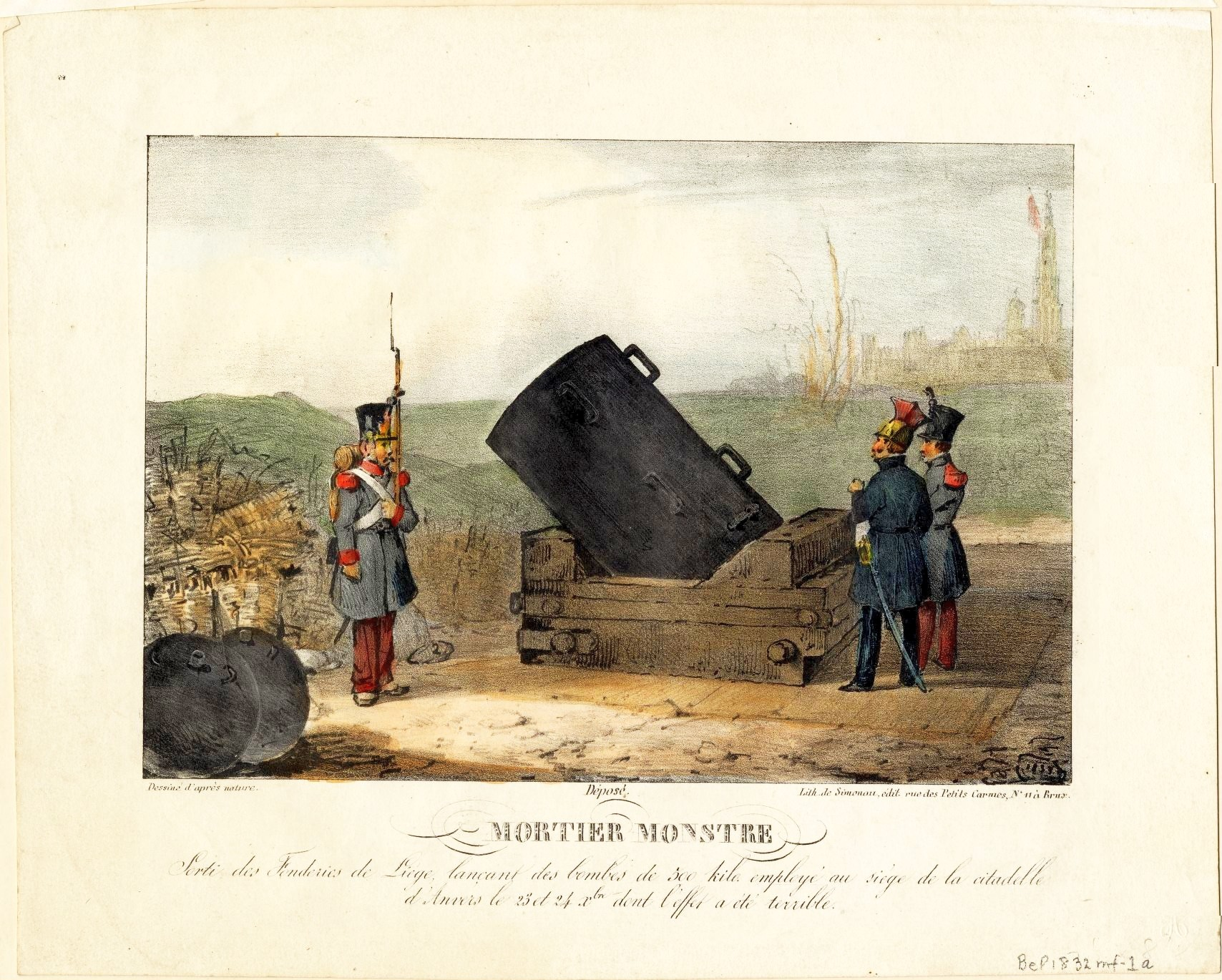
Le mortier monstre, inventé par Henri-Joseph Paixhans.

- 22 janvier à Metz, dans les Trois-Évêchés : Henri-Joseph Paixhans[93], homme politique et général d'artillerie français. Il fut député de la Moselle de 1830 à 1848. Il est connu pour le type de canons qu'il a introduit dans l'armée (Canon Paixhans) et pour ses théories sur la guerre navale.
- 22 mars à Montmédy : Jean-Gabriel Thiébault, mort le 24 janvier 1874 à Paris, militaire du génie, polytechnicien qui commence sa carrière sous le Consulat, la poursuit sous l’Empire et devient général sous la monarchie de Juillet.
- 17 mai à Metz : Jean-François Génot[94], homme politique français, mort à Metz, dans sa ville natale, le 1er janvier 1850.
- 6 juillet à Metz : François Aubertin[95] (mort en 1821), graveur français[96]. Actif sous le Ier Empire, il est connu pour avoir amélioré le procédé de gravure en taille-douce mezzo-tinto.
- 27 août à Metz : Jacques Emmery de Grozyeulx (mort le 5 décembre 1839 à Paris), militaire et homme politique français de la Restauration, membre de la Chambre des pairs de 1823 à 1839.
- 31 décembre à Nancy : Nicolas François Sylvestre Régnier, comte de Gronau et de l'Empire (1811), duc de Massa et pair de France (1816-1848), mort le 20 août 1851 au Château de Moncontour, à Vouvray (Indre-et-Loire), haut fonctionnaire et homme politique français.

#### 1784

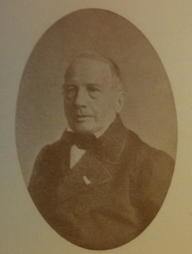
Barthélemy Bompard, maire de Metz, 1832-1839

- 1 septembre à Châtenois : Barthélémy Bompard, mort le 28 février 1867 à Thionville en Moselle, homme politique français.
- 21 octobre, à Nancy : Charles Louis Joseph Bazoche[97], officier de marine et gouverneur de La Réunion français, mort le 22 juin 1853 à Brest.

#### 1785
- Metz : Dominique François Burthe (mort en 1852), aventurier et entrepreneur français.
- 5 avril à Verdun (Meuse) : Charles Antoine Génin, homme politique français, mort le 27 janvier 1866 à Wadelincourt (Ardennes).
- 8 avril à Nancy : Pierre-François Marchal, homme politique français mort le 1er novembre 1864 à Nancy.
- 19 septembre à Metz : Moïse Cahen (ou Moyse Cahen) (mort en 1852 à Paris), médecin français, président du Consistoire israélite de Paris de 1832 à 1852. Il est le père de Mayer Cahen, médecin-chef de la Compagnie des chemins de fer du Nord, médecin en chef de l'Hôpital Rothschild et beau-père de la philanthrope Coralie Cahen.

#### 1786

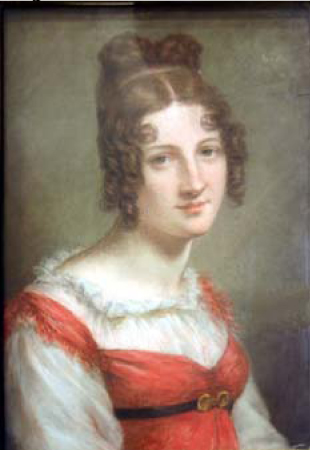
Elisa Voiart

- 10 février à Nancy : Élise Voïart, née Élise Petitpain, morte le 22 janvier 1866 à Nancy, écrivaine française, traductrice, romancière et auteure d’ouvrages pour la jeunesse.
- 6 juillet à Rombas : Nicolas Charpentier, homme politique français, mort le 25 janvier 1861 à Metz (Moselle).

#### 1788
- Metz : Louis Buchoz-Hilton, célèbre sous la monarchie de Juillet pour ses excentricités, son opposition constante à Louis-Philippe et les nombreux procès que ses frasques et écrits lui valurent.
- Nancy : Nicolas Louis Raoul (mort en 1850), officier du Premier Empire et général français de la Monarchie de Juillet.
- 1er juillet à Metz : Jean-Victor Poncelet[98], mathématicien, ingénieur et général français. Général commandant l'École polytechnique de 1848 à 1850, il inventa un modèle de turbine et un système de pont-levis à contrepoids variable, qui porte son nom. Jean-Victor Poncelet est mort à Paris, dans le 6e arrondissement, le 23 décembre 1867.
- 16 octobre à Blicourt : Pierre-François Hennocque (mort le 28 décembre 1878 à Metz), militaire et homme politique français.

### Années 1790

#### 1797
- Metz : Eugénie Charmeil (morte à Paris en 1855), aquarelliste française, active dans la première moitié du XIXe siècle.

## Décès

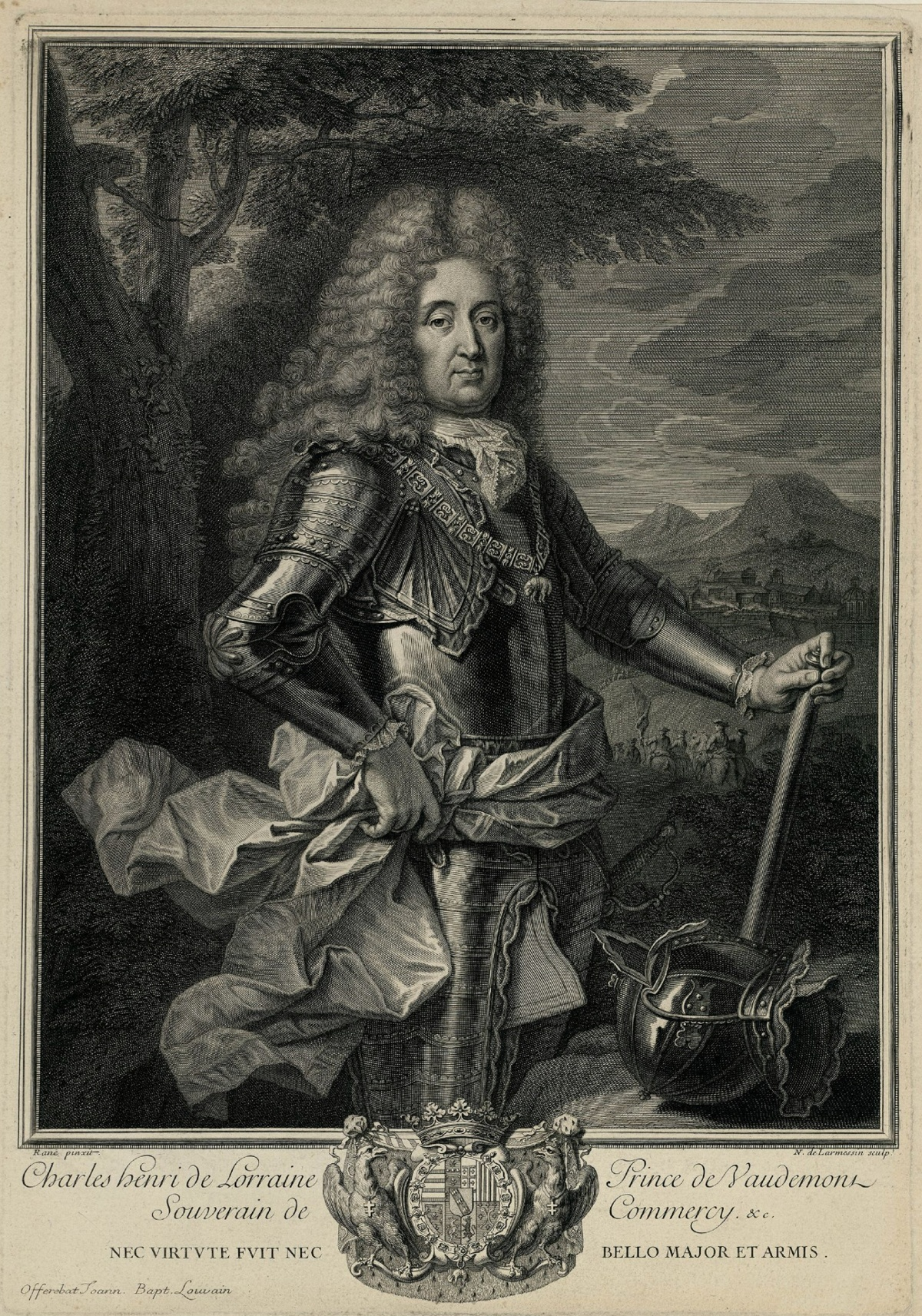
Charles Henri de Lorraine-Vaudémont

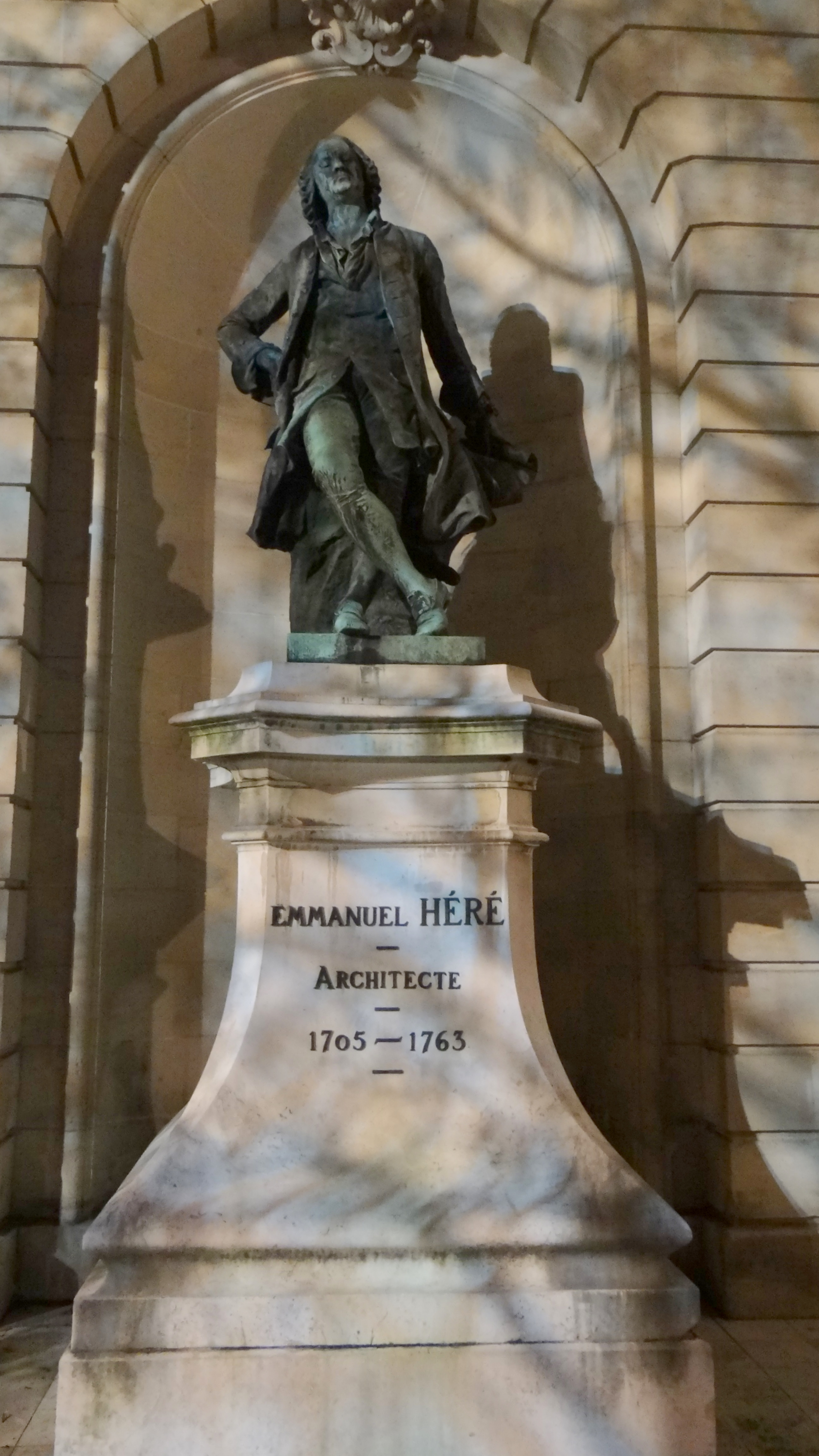
Léopold Emmanuel Héré de Corny.

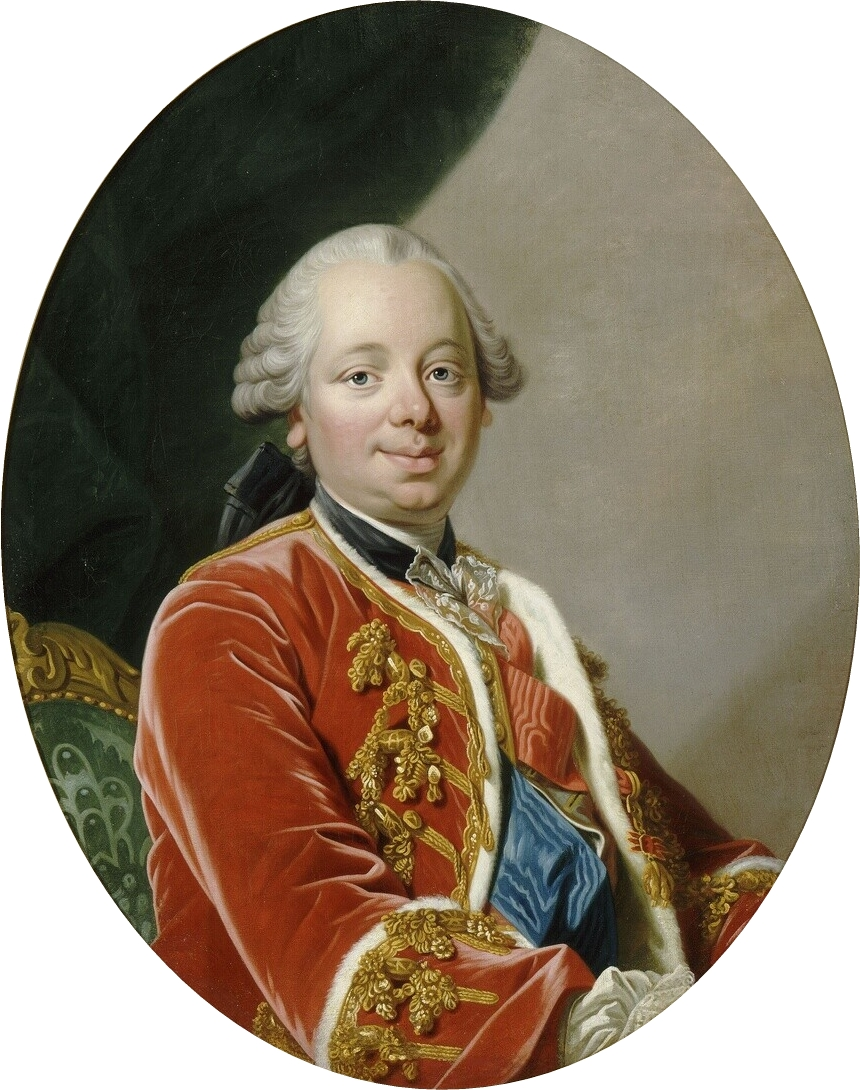
Étienne François de Choiseul (1719-1785).

- 1709, 27 janvier à Nancy : Dominique Bazelaire, en religion père Célestin de Saint-Dié (né à Saint-Dié, le 30 avril 1648), capucin, fut provincial de Nancy à trois reprises.
- 1717, 26 décembre à Stenay : Jean Boizard, baptisé le 2 juin 1666 à Fontaine-Milon (Anjou)[99],[100], peu de temps avant d’achever l’orgue de Stenay[101], des suites d'une chute lors d'un retour nocturne[100], « par la trop grande quantité de vin qu'il avoit pris »[102].
- 1723, 14 janvier à Nancy : Charles-Henri de Lorraine-Vaudémont (né à Bruxelles le 17 avril 1649), comte puis prince de Vaudémont, de Commercy, etc., est le fils légitimé de Charles IV de Lorraine et de Bar et de sa maîtresse Béatrix de Cusance. Il servit dans les armées de l'Empire romain germanique et fit entièrement reconstruire le château de Commercy[103].
- 1724, 19 septembre à Metz : Glikl bas Judah Leib (Glikl fille de Judas Leib) de Hamelin, plus connue sous le nom de Glückel von Hameln (parfois Gluckel, "Glikl fun Hemln", ou Glikl de Hamelin) (née en 1646 à Hambourg) était une commerçante juive, connue pour son Journal intime qui contient un tableau fort détaillé de la vie juive en Allemagne de la fin du XVIIe siècle et du début du XVIIIe siècle.
- 1733 à Metz : Jacob Reicher (Yaakov ben Yoseph Reischer) est un des premiers rabbins de Metz dans les temps modernes. Il est né à Prague en 1661. Il est le fils de Rabbi Joseph, auteur de « Givot Olam », et un élève de Rabbi Aaron Shimon Spira (Wedeles) (de) de Prague et de son fils Rabbi Benjamin Wolf, qui lui donna en mariage sa fille Jutlé.
- 1736 à Nancy : Claude Jacquart ou  Jacquand Claude, Jacquand Claudius, peintre Lorrain, baptisé à Nancy le 7 avril 1686[104].
- 1738, 10 janvier à Nancy : Ferdinand de Saint-Urbain, né en 1654 ou en 1658 à Nancy, est un dessinateur, graveur et architecte lorrain ayant œuvré à Rome, à Nancy et ayant travaillé pour d'autres princes des cours d'Europe.
- 1747, 
  - Claude Charles, né en 1661 à Nancy, peintre de l'école française du XVIIIe siècle.
  - 6 mai : Jacob-Sigisbert Adam (né le 28 octobre 1670 à Nancy), sculpteur français de style baroque.
- 1753, 28 décembre à Toul : Scipion-Jérôme Bégon (né à Brest le 30 septembre 1681), prélat français qui fut évêque de Toul de 1723 à 1753.
- 1754, 
  - 16 mars à Verdun : Charles-François d'Hallencourt de Dromesnil, comte de Verdun, prélat et prince du Saint Empire, fils d'Emmanuel Joseph d'Hallencourt, marquis de Dromesnil, et de Magdeleine Françoise Anne Louise de Proisy, est né à Neuville-sur-Ailette (Picardie) le 24 octobre 1674.
  - 7 novembre, à Nancy : Jean-François Humbert, comte de Girecourt, homme d'État qui servit le duché de Lorraine. Il naquit à Bruyères en 1663.
- 1755
  - à Senones : Dom Ambroise Pelletier, bénédictin  né à Portieux en 1703. Auteur du  "Nobiliaire ou Armorial général de la Lorraine et du Barrois" au milieu du XVIIIe siècle[38].
  - 14 août : Jean-Baptiste Anet (ou Annet, né à Paris, baptisé le 2 janvier 1676, mort à Lunéville), violoniste et compositeur français.
- 1761 : Christophe Moucherel, né à Toul le 6 septembre 1686, facteur d'orgue.
- 1763 :
  - à Lunéville : Léopold Emmanuel Héré de Corny (né le 12 octobre 1705 à Nancy, architecte baroque lorrain.
  - 12 janvier à Nancy : Pierre-André d'Héguerty, comte de Magnières, né en 1700 à Dinan, magistrat et économiste français. D'origine irlandaise, il francise son nom d'origine O'Heguerty orthographié aussi Haggerty.
- 1762, 26 juin : François-Antoine Chevrier (ou de Chevrier) est un libelliste lorrain né à Nancy le 11 octobre 1721 et mort à Rotterdam.
- 1770, 24 décembre à Nancy : Charles Nicolas de Haldat du Lys, né selon les sources le 15 décembre 1769[105],[106] ou le 24 décembre 1770 à Bourmont, physicien français.
- 1771, 20 juin à Nancy : Jean Lamour (né le  26 mars 1698 à Nancy), serrurier et ferronnier lorrain au service du roi de Pologne, duc de Lorraine, Stanislas Leszczynski.
- 1778, 8 avril : Dominique-François Rivard, né en 1697 à Neufchâteau , mathématicien et philosophe lorrain, puis français après 1766.
- 1781, 18 août à Metz : François-Joseph de Liechtenstein, né en 1726, prince du Liechstentein de 1772 à sa mort.
- 1782, 28 mars à Nancy : François Senémont, peintre lorrain puis français (à partir de 1766), né à Nancy le 9 février 1720, baptisé le même jour dans l'église des Pénitents de la Ville-Neuve, appelée alors la Petite-Chapelle et servant de succursale à la paroisse Saint-Sébastien. Marié le 3 mai 1746 à Catherine Ruynat fille d'un conseiller de l'Hôtel de Ville. Ami du graveur Dominique Collin, qui reproduisit plusieurs de ces œuvres. Le 9 octobre 1756, il fut nommé peintre ordinaire de la ville de Nancy.
- 1784, 3 mars à Étain : Claude Parisot (ou Parizot) est né vers 1704. Il apprit son art d'abord du facteur lorrain Christophe Moucherel, puis, en 1727, chez Louis-Alexandre et Jean-Baptiste Clicquot à Paris.
- 1785, 
  - à Metz : Aryeh Leib Gunzberg[107] (hébreu אריה ליב גינסבורג), officiellement connu en France sous le nom de Lion Asser, est un rabbin lituanien du XVIIIe siècle, devenu rabbin de Metz vers la fin de sa vie (Pinsk, Lituanie, 1695 - Metz, 1785). Il est principalement connu pour son grand-œuvre de Loi juive, le Shaagas Aryeh (hébreu שאגת אריה, « Le rugissement du lion »)[108], auquel il doit son surnom.
  - 8 mai : Étienne-François de Choiseul-Beaupré-Stainville, comte puis duc de Choiseul (1758) et duc d'Amboise (1764), est un homme d'État français né le 28 juin 1719 à Nancy. Il fut le premier ministre de Louis XV entre 1758 et 1770 sans en avoir le titre officiel.
- 1797, 4 avril à Nancy : Jean-François-Joseph d'Alsace de Hénin-Liétard (né le 23 mai 1733 à Dion-le-Val dans le Brabant), chambellan de l'empereur Joseph II. Il avait le grade de lieutenant-colonel.